# イオンエンターテイメント
イオンエンターテイメント株式会社（英: AEON ENTERTAINMENT CO.,LTD）は、東京都港区台場に本社を置く、イオン子会社の劇場会社。日本最大の映画館チェーンであるイオンシネマを運営する。シネマコンプレックス（シネコン）のスクリーン数は国内首位。
株式会社ワーナー・マイカルとして設立され、2013年7月1日にイオンシネマズ株式会社を合併し、現社名に変更した。日本国内で最多のスクリーン数を運営する。合併以前はワーナー・マイカル・シネマズの屋号でシネマコンプレックスを運営していたが、合併以降はイオンシネマズが運営していたイオンシネマの屋号に統一した。

## 歴史
※合併前のワーナー・マイカルおよびイオンシネマズの歴史の詳細はそれぞれの項目を参照。

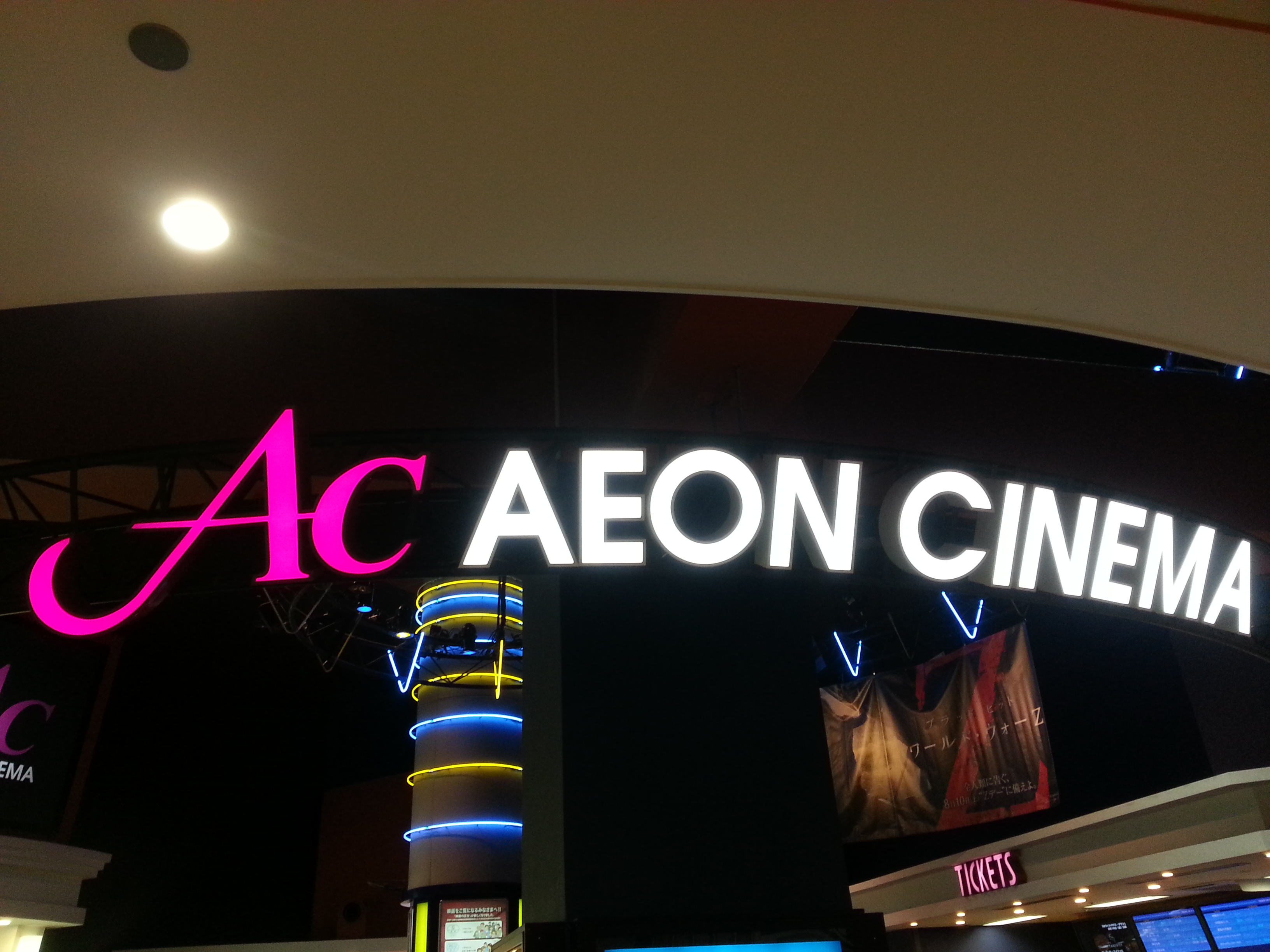
イオンシネマのロゴ
（イオンシネマみなとみらいにて撮影）

1991年にワーナー・ブラザース・インターナショナル・シネマズ（本社アメリカ、タイム・ワーナーグループ）とニチイ（後のマイカル）の合弁で株式会社ワーナー・マイカルとして設立された。その後、2013年2月28日にタイム・ワーナーグループが資本を撤退したことに伴い、イオンの完全子会社となり、同年7月1日にはワーナー・マイカルを存続会社として、イオンシネマを運営していたイオンシネマズと合併し、現社名となった。これによりスクリーン数は609となり、TOHOシネマズを抜いて日本国内最多のスクリーン数を持つ映画興行会社となった。劇場名は同年6月から年内にかけて「ワーナー・マイカル・シネマズ」から改称し「イオンシネマ」に統一するとしていたが、公式サイトにおける劇場名称や劇場の公称としては会社の統合と同日付けでイオンシネマに統一された。なお、看板などは同年内に全劇場を変更した。また、ロゴに関しては旧イオンシネマズ時代とほとんど同じ物を引き続き用いているが、配色が赤色から現在のイオンのコーポレートカラーであるローズレッドとなった他、「AC」の文字が旧イオンシネマズ時代の物よりも丸みを帯びた物となり、さらに「AEON CINEMA」「イオンシネマ」のフォントがイオングループ共通のものへとマイナーチェンジした。
統合の同日よりU-NEXTと共同で、シネコンとしては国内初のVOD（ビデオ・オン・デマンド）サービス「イオンシネマ WEB スクリーン powered by U-NEXT」を開始した。同サービスではテレビ、パソコン、スマートフォン、タブレット等で55,000本以上のビデオ作品を視聴できる他、毎月もらえる「PPVポイント」によりイオンシネマクーポン（映画鑑賞割引）との交換が可能である。
ワーナー・マイカル・シネマズ時代には劇場マナームービーや館内のグッズなどで、ワーナー・ブラザースが製作しているバッグス・バニーを始めとするルーニー・テューンズのキャラクターが使用されていたが、イオンエンターテイメント発足の2013年7月までに同じく本編開始前の映像で用いられていた「カチンコ君」共々廃止され、2014年2月26日に後継キャラとしてドラゴンの「ジャジャン」が発表された。
ワーナー・マイカル・シネマズおよび旧イオンシネマと同様、大半の劇場がイオングループの商業施設に併設されているが、イオングループ外の商業施設に出店している劇場も少数存在する。2024年からは他社の劇場跡の居抜き出店も行っている
映画の自社配給に関しては、ワーナー・マイカルから移管されたものであり、大型商業施設に展開する都合上、子供向け作品が大半を占めている。ワーナー・マイカル時代はワーナー・マイカル・シネマズの独占上映だったが、当社に移管された後はノータイアップの実写作品など、一部の大人向け作品に限られるが、イオングループの大型商業施設内にある他社運営のシネコンにも上映されるようになっている。そのため、イオングループの商業施設内にシネコンが無い都道府県に限り、一般の映画館でも上映されている。
かつてはイオンシネマに併設されているイオンモール内の店舗にて購入した商品であれば、映画館内への飲食物の持ち込みを可能としていた。しかし、イオンシネマ以外で購入した飲食物による臭いや音に関する意見が寄せられたこともあり、2024年9月27日からイオンシネマの売店以外で購入した飲食物の持ち込みを禁止することになった。

### 沿革

#### 株式会社ワーナー・マイカル、イオンシネマズ株式会社
- 1991年（平成3年）
  - 10月8日 - ワーナー・ブラザース・インターナショナル・シネマズ（本社アメリカ）とニチイ（後のマイカル）との合弁会社として会社設立（出資比率：タイム・ワーナーグループ 50%/株式会社ニチイ 50%）。
- 1999年（平成11年）
  - 4月1日 - イオンシネマズがジャスコ株式会社（現イオン株式会社）100%出資の子会社として資本2億円で設立される。
- 2007年（平成19年）
  - 5月17日 - 15周年50劇場記念キャンペーン献金で国から紺緩褒章を受章[8]。
- 2012年（平成14年）
  - 12月19日 - 親会社のイオンが2013年2月か3月に米ワーナー・ブラザース・エンターテインメントから全株を取得し完全子会社化することを発表[9][10][11]。
- 2013年（平成25年）
  - 2月28日 - イオンの完全子会社になる。これにより日本市場から外資系資本が参画する映画興行会社は姿を消した（出資比率：イオン株式会社 100%[12]）。

#### イオンエンターテイメント株式会社
- 2013年（平成25年）
  - 7月1日 - ワーナー・マイカルを存続会社としイオンシネマズを吸収合併。社名はイオンエンターテイメントに変更した。シネマコンプレックスの屋号は同日、イオンシネマに統一している[2]。
  - 11月23日 - イオンエンターテイメントへの名称変更後として初となるイオンシネマ東員を開館。
  - 12月20日 - 幕張新都心を開館。同社の映画館としては初となる「ドルビーアトモス」を導入。
- 2014年（平成26年）
  - 12月5日 - 岡山を開館。同社初となる「グランシアター」を導入。
- 2015年（平成27年）
  - 10月23日 - 四条畷を開館。同社初となる「4DX」を導入。
- 2016年（平成28年）
  - 7月1日 - 大高に同社初となる「IMAXデジタルシアター」を導入。
  - 12月9日 - 長久手を開館。同社初となる音響システム「VIVE-AUDIO」を導入。
- 2017年（平成29年）
  - 4月27日 - 徳島を開館。Vsoundの国内常設初導入およびイオンシネマ初となるMX4D、同社初となるdts-Xを導入。
  - 7月12日 - 常滑を開館。子供向けシアター「げんキッズシアター」を同社初導入。
- 2022年（令和4年）
  - 12月14日 - りんくう泉南に「VIVE-AUDIO」導入。
  - 12月15日 - ワンダーに日本の映画館としてサブウーファースピーカー「エンドファイア・アレイ」を初導入[13]。
- 2023年（令和5年）
  - 7月1日 - となみを開館。従来よりも規模を抑えた新業態「コンパクト型シネマコンプレックス」の第1号館として位置付けられる[14][15]。

### 海外展開計画
2024年7月31日、ベトナムの映画館運営会社：ベータメディアとの合弁事業を発表、2035年までに数百億円を投資し、ベトナム国内にプレミアムシアターを展開すること計画をしている。

## 設備

### イオンシネマ独自のサービス
| 設備名               | 備考 |
| -------------------- | --- |
| ULTIRA               | - 設備詳細はリンク先参照 - 2023年12月現在、12劇場／13スクリーンに導入されている |
| グランシアター       | - 全席リクライニングシート完備のシアター - 2025年1月現在、4劇場に導入されている - シアタス心斎橋の鑑賞料金は4,000円（ウェルカムドリンク、スイーツ、ブランケット付き） - それ以外の導入劇場についてはワンドリンクサービス付きで2,500円（シアタス調布のみ3,000円） - 岡山のみ上映前から利用可能な専用ラウンジ完備 |
| ゴールドクラス       | - バルコニー席を完備したスクリーンとなっており、通常とは異なる特別仕様のシートとなっている - 追加料金は500円でワンドリンクサービス付き、上映前から利用可能な専用ラウンジ完備 - 2023年12月現在、4劇場（浦和美薗、多摩センター、むさし村山、港北ニュータウン）に導入                                              |
| げんキッズシアター   | - 遊具施設とスクリーンが一体した子供向けシアター - 2023年12月現在、常滑のみに導入されている |
| アップグレードシート | - 通常座席と比較して横幅約2倍、足元約1.5倍の広さを確保したゆとりのあるシート - パーテーション、上着掛け、荷物置きが完備 - 追加料金は500円でワンドリンクサービス付き - 2023年12月現在、19劇場に導入されている |
| コンフォートシート   | シアター最前列に導入されている寝そべって鑑賞可能なシート |
| プレミアシート       | 複数の劇場に導入されているが、各劇場により仕様が異なる |
| トリプルエアシールド | - 新型コロナウイルス流行に伴い順次導入されたシアター内の空気浄化システム - 一部の劇場を除くほぼすべての劇場に導入 |

### その他サービス
2025年1月現在の情報となる。設備詳細、導入劇場は記事があるものに関してはリンク先参照。
| 設備名                 | 備考 |
| ---------------------- | --- |
| IMAX                   | 全国10館に展開されており、2023年12月時点としては国内シネコンチェーンとしては最多導入となった                                                                 |
| ドルビーアトモス       | ・全国9館に導入 ・このうち、となみ・土岐の2館は全スクリーンがドルビーアトモス対応の「Dolby Atmos MULTIPLEX」（ドルビーアトモス・マルチプレックス）として営業 |
| 4DX                    | 全国7館に導入 |
| MX4D                   | 徳島のみに導入されている |
| dts-X                  | 徳島のみに導入されている（2023年5月までシアタス調布にも導入されていた）                                                                                      |
| DｰBOX                  | イオンシネマ独自の設備ではないが、2025年1月時点で日本国内では同社の6劇場／9スクリーンのみで稼働                                                              |
| THX                    | 2025年1月現在、全国6つのスクリーン（小樽、大宮、海老名、近江八幡、茨木、戸畑）が認定を受けている                                                             |
| Vsound                 | - 自然な振動感で映像と調和した体感音響システム - 座間と徳島のみに導入されている                                                                              |
| VIVE-AUDIO             | - 米・クリスティ社が開発した立体音響のプラットフォーム - イオンシネマでは6劇場（長久手、松本、広島西風新都、津南、座間、りんくう泉南）に採用されている       |
| デジタル7.1ch          | 一部劇場に導入 |
| ハイ・フレーム・レート | - 通常と比べて2倍の映写によって、肉眼で実際にみる光景をより忠実に再現 - 多数劇場の一部スクリーンに導入                                                       |

## 劇場
イオンエンターテイメントの劇場を下記に示す。
席数が最も多いのは「イオンシネマ港北ニュータウン」（2201席）で、最も少ないのは「イオンシネマシアタス心斎橋」（370席）である。
以下、下記表の見方である。
- 旧屋号欄
  - W - 旧ワーナー・マイカル・シネマズの劇場
  - A - 旧イオンシネマズの劇場
  - 無印 - 統合後に開館した劇場
- ショッピングセンターなどのテナントである場合は、所在地欄に入居施設名を記載する。
- 導入設備欄は記事のない設備、上記で導入劇場を記載していない設備のみ記載。
- 劇場名に下線が引いている劇場は映画館単体で個別記事あり。リンクがある場合は併設施設の記事にてイオンシネマの見出しあり。
  - 単独記事、併設施設の記事での見出しがある劇場の設備に関しては各リンク先を参照。
- 設備欄は劇場公式HPの施設案内に掲載されている情報である（2025年7月現在）
  - サ：シアターのスクリーンサイズ（IMAXシアターなど一部非公表あり）
  - ス：シアターに採用しているスピーカー等の音響

### 営業中の劇場

#### 北海道・東北

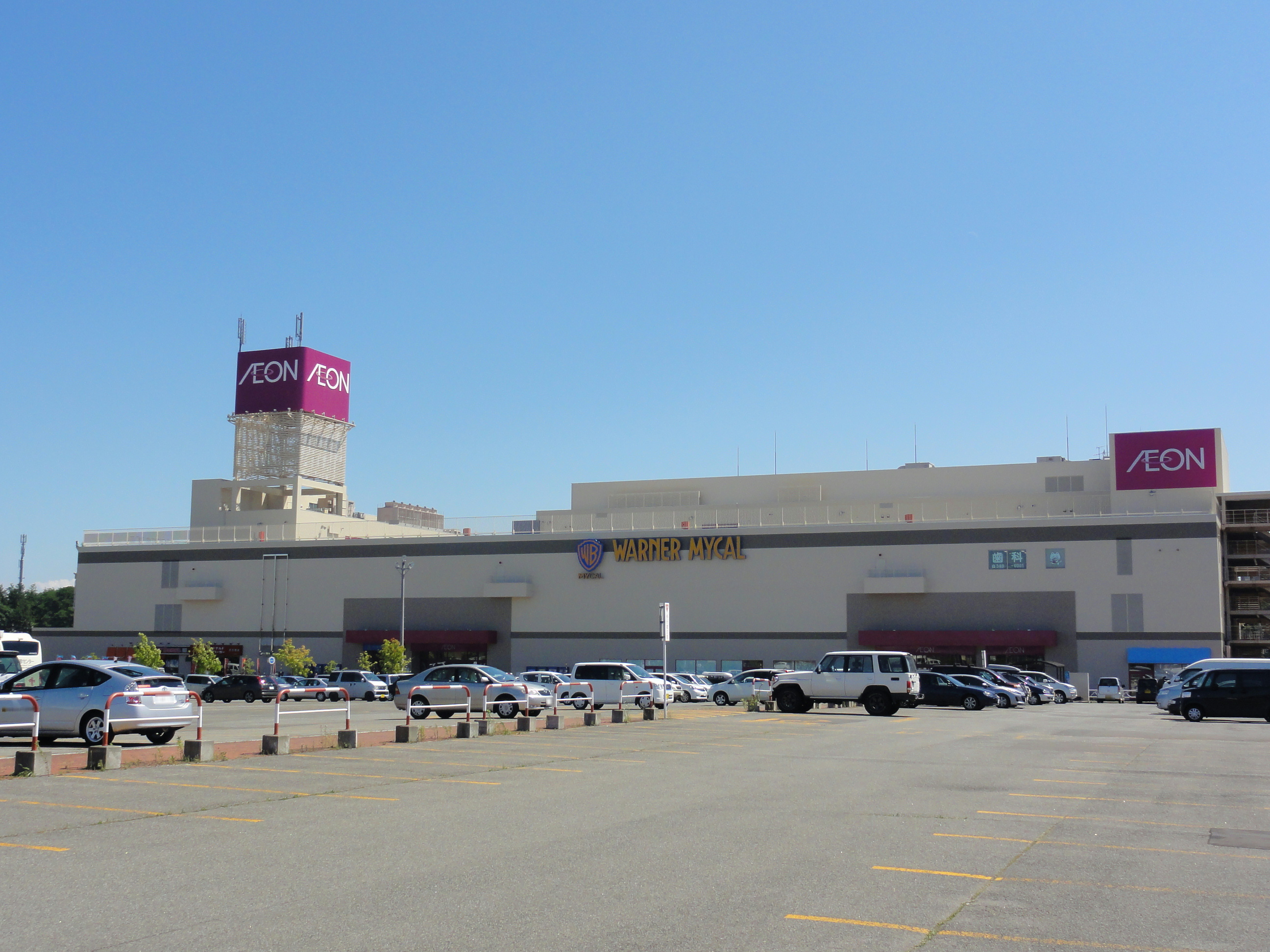
江別
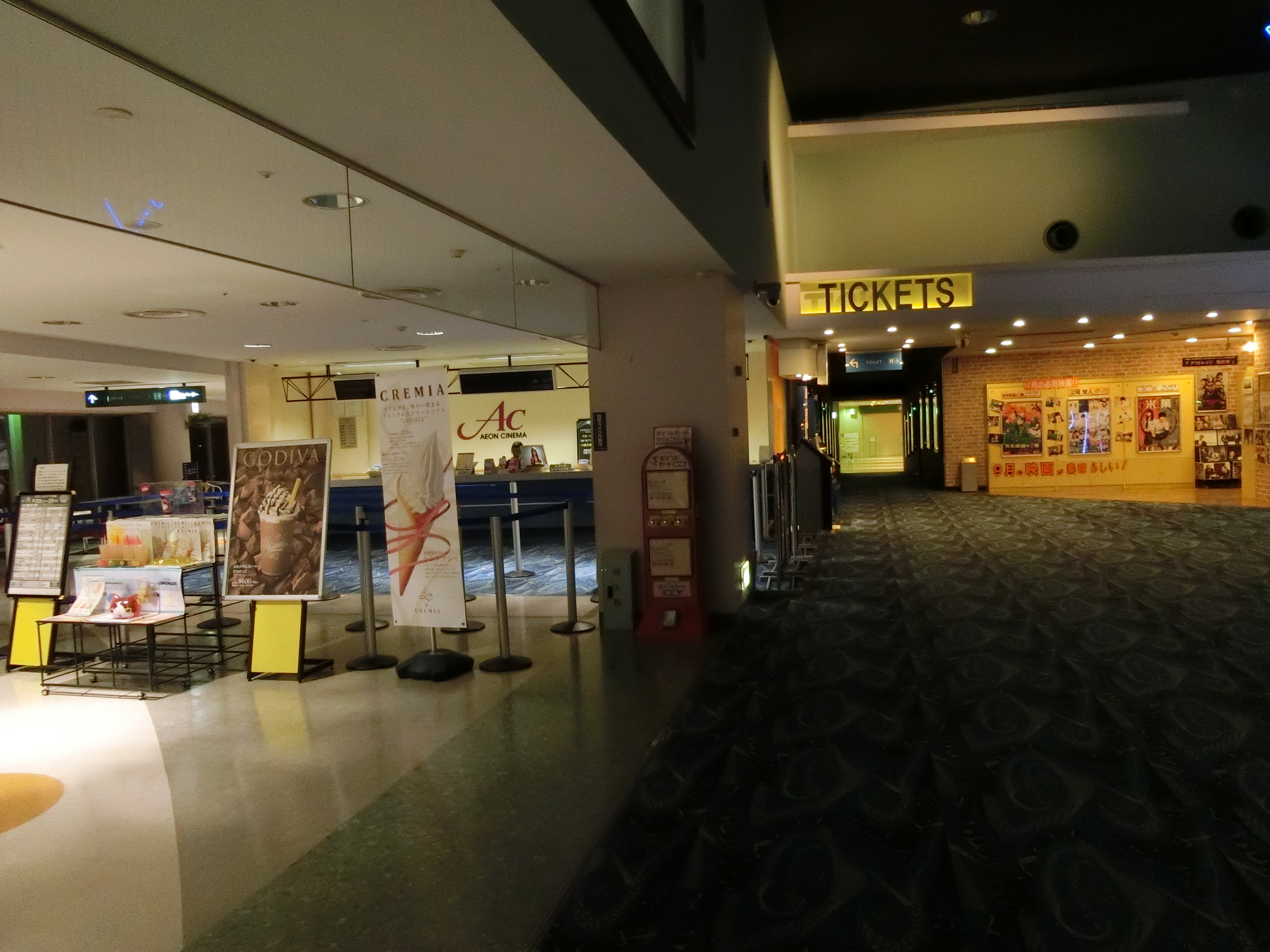
小樽
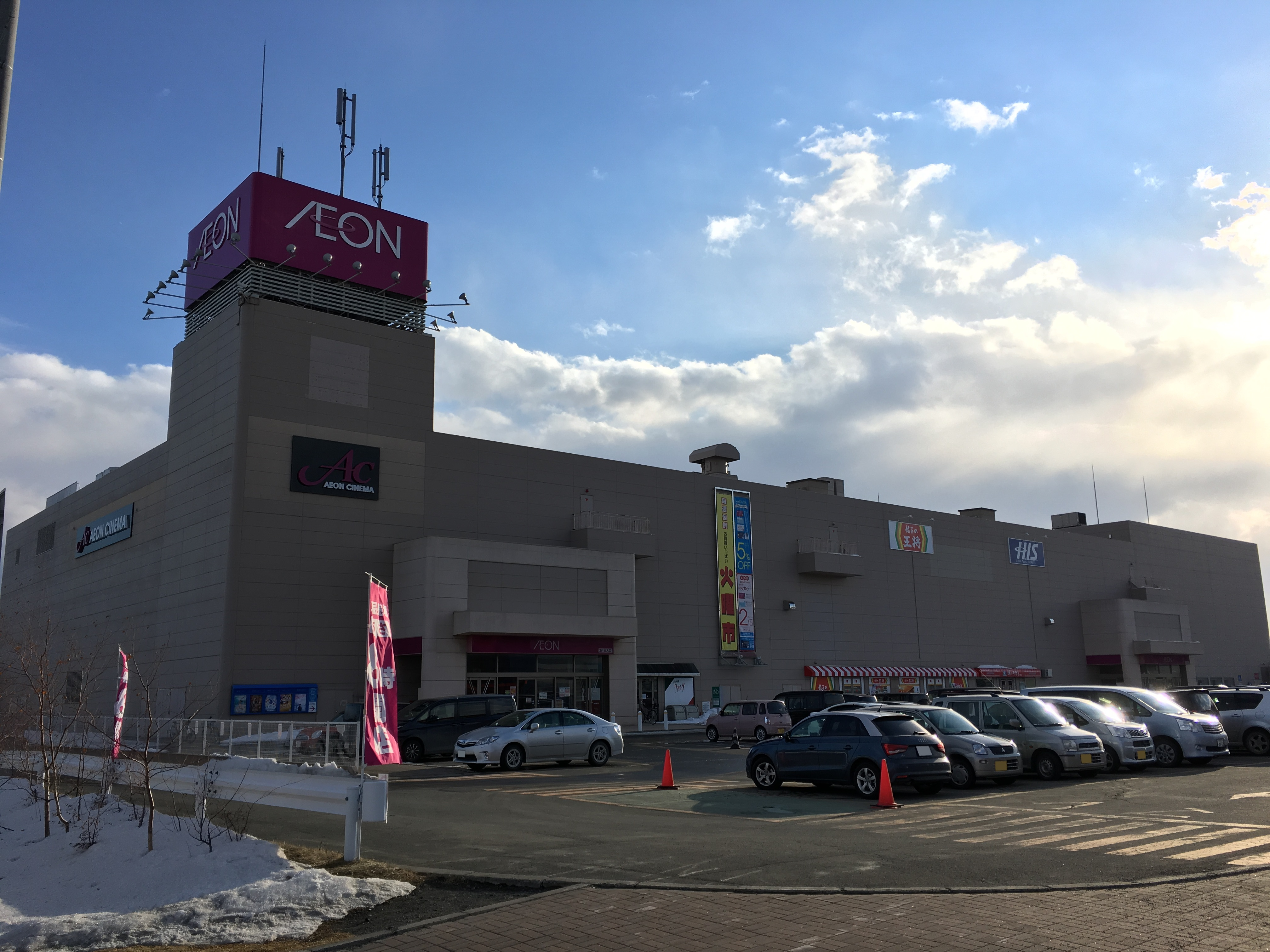
北見
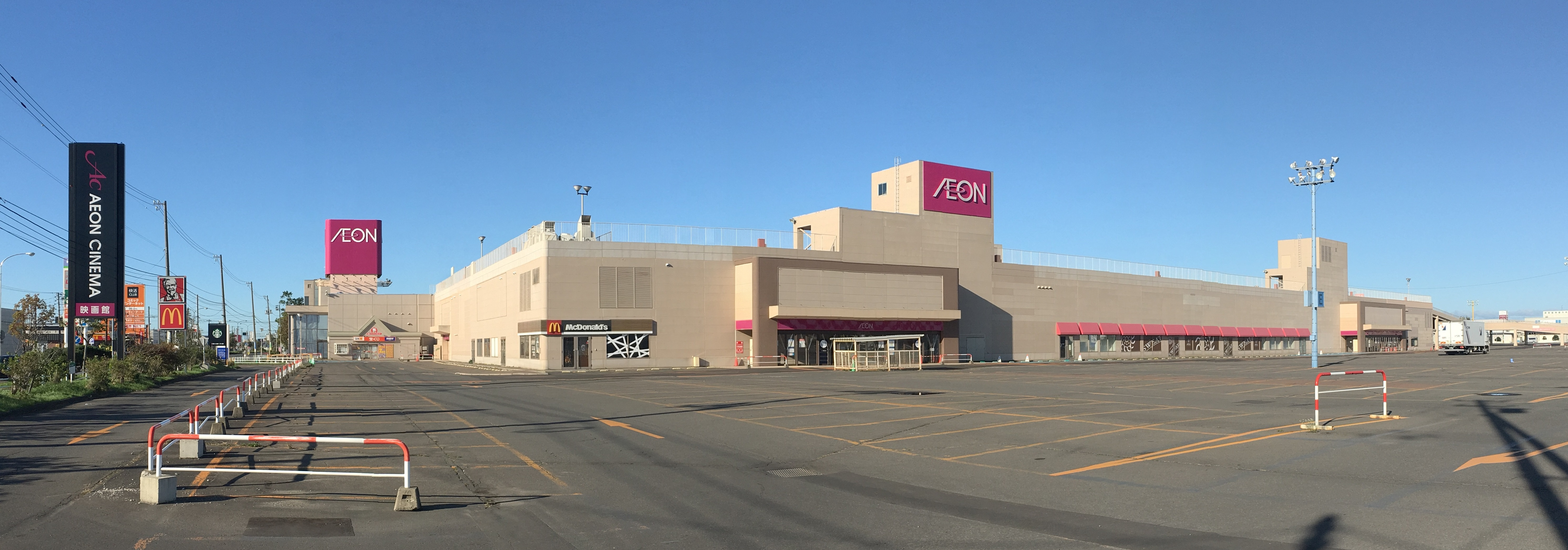
釧路
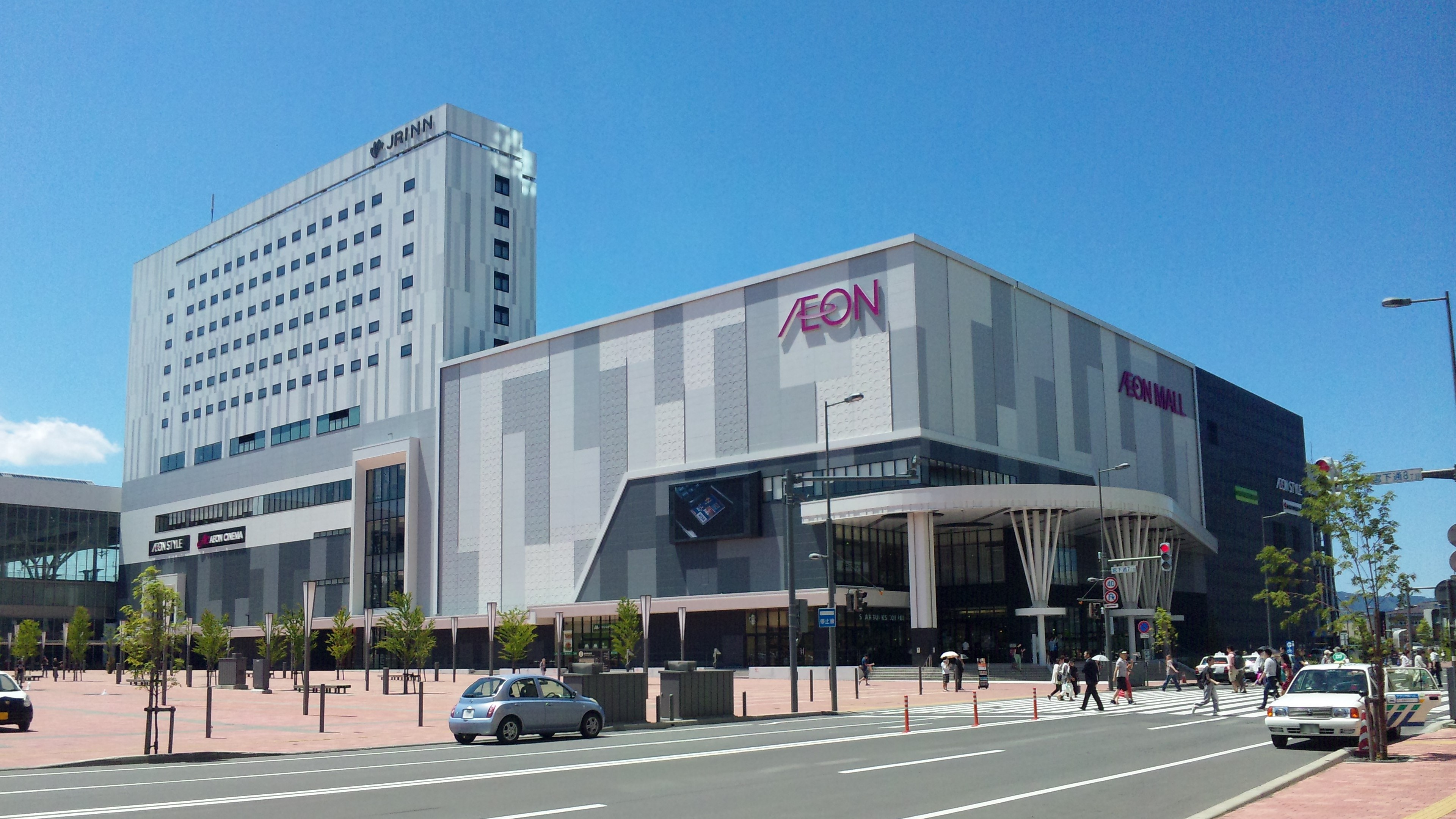
旭川駅前

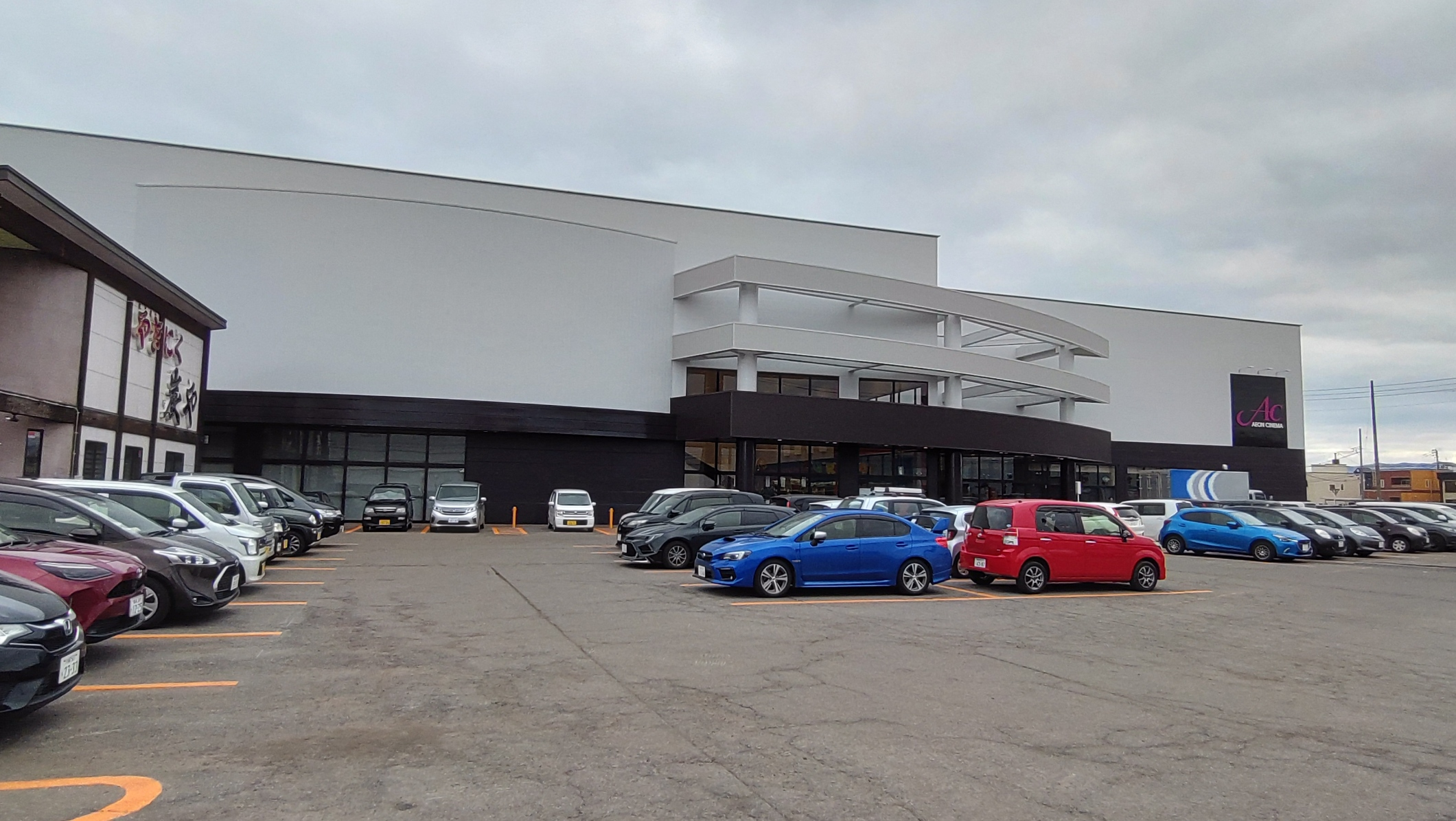
新青森
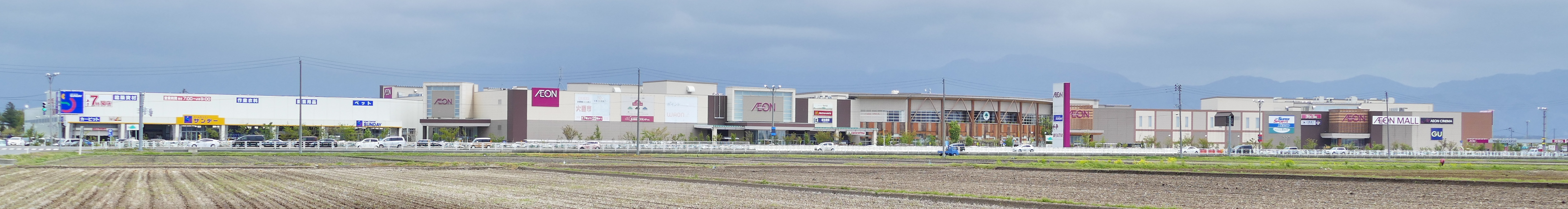
大曲
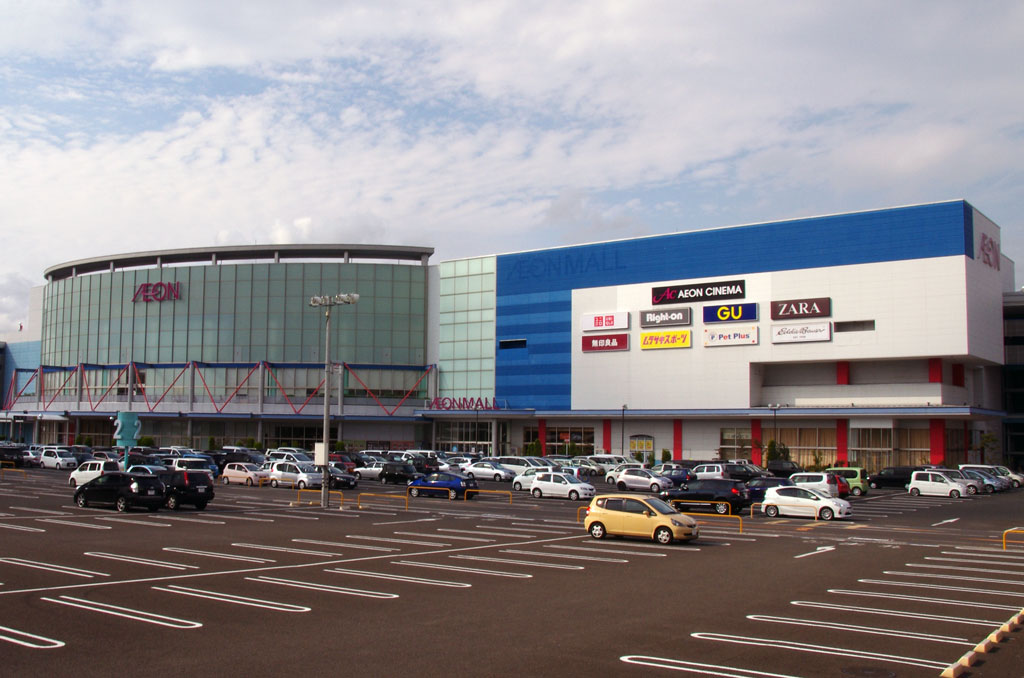
名取
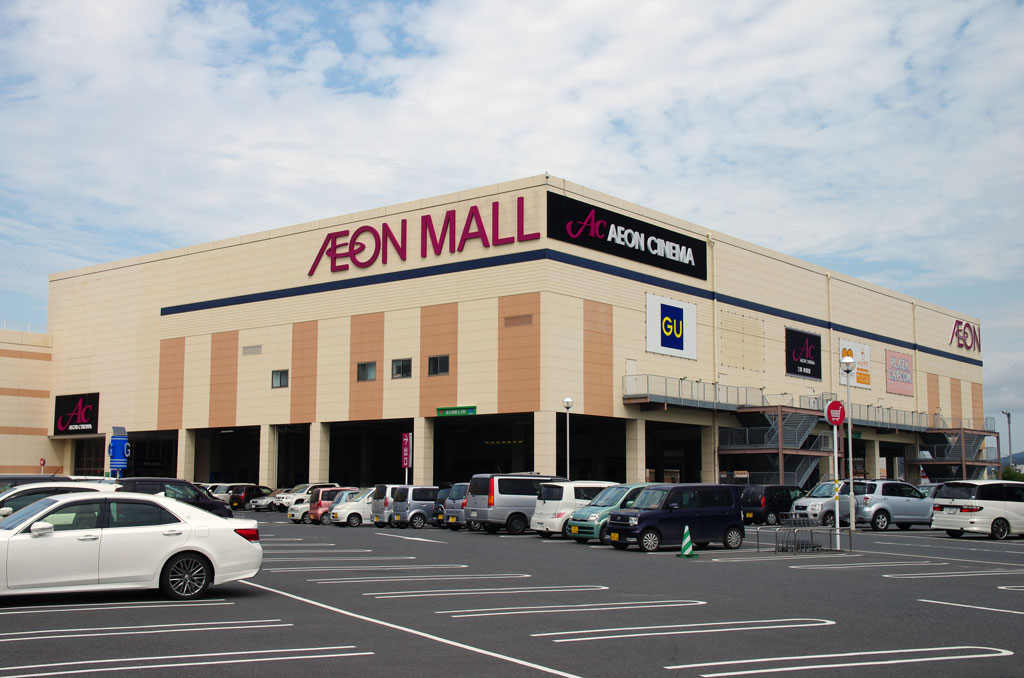
石巻
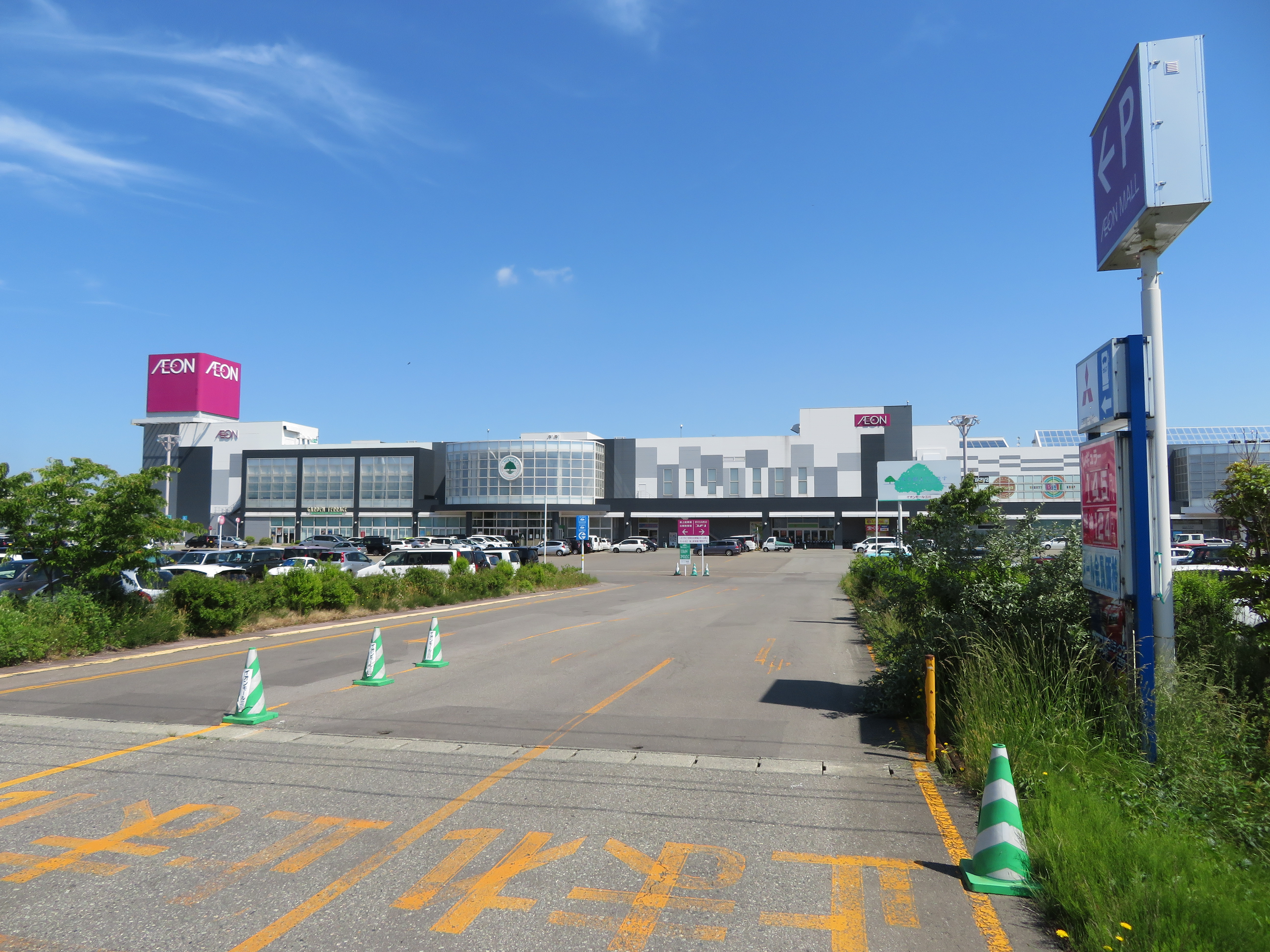
三川
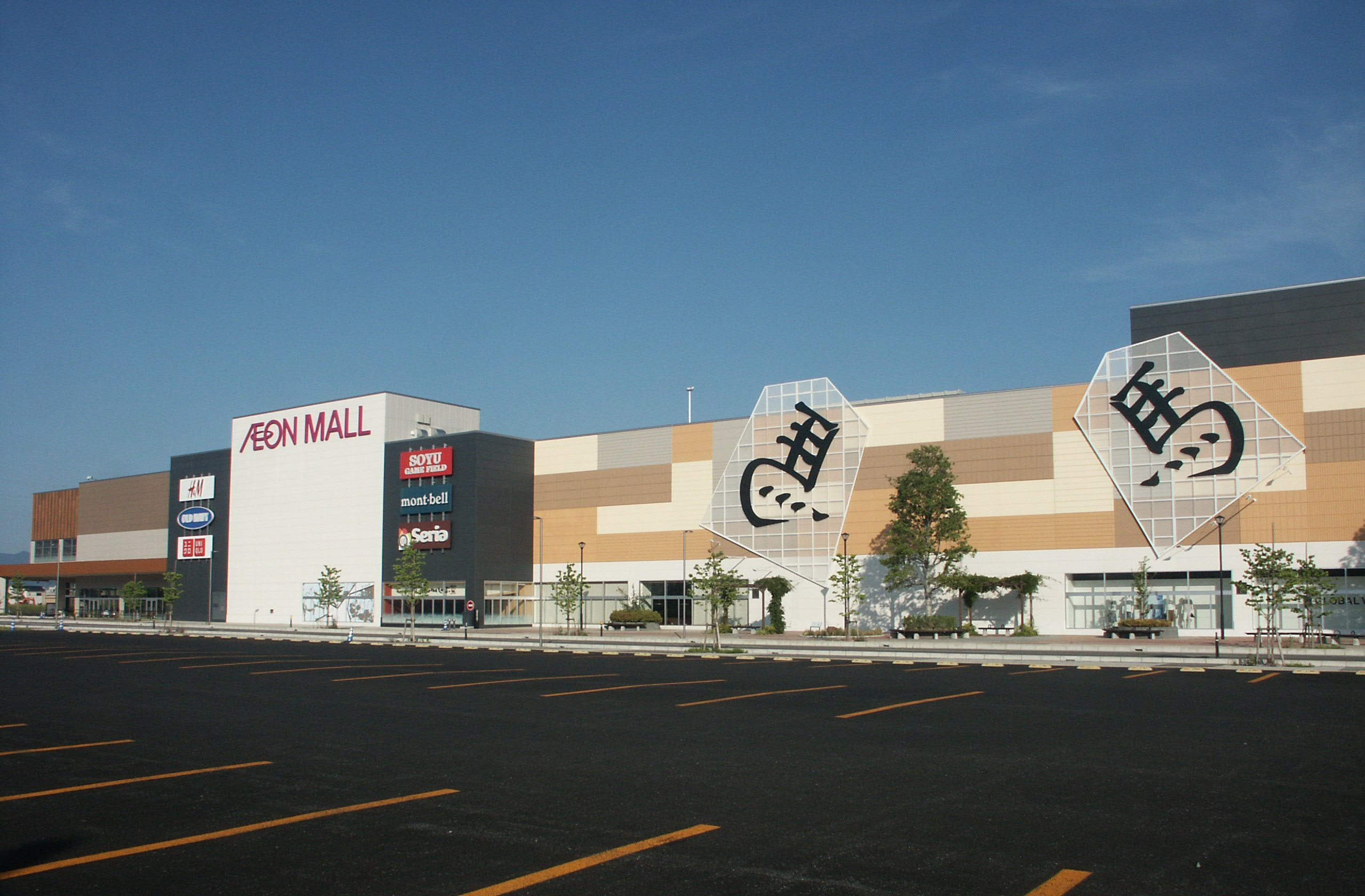
天童
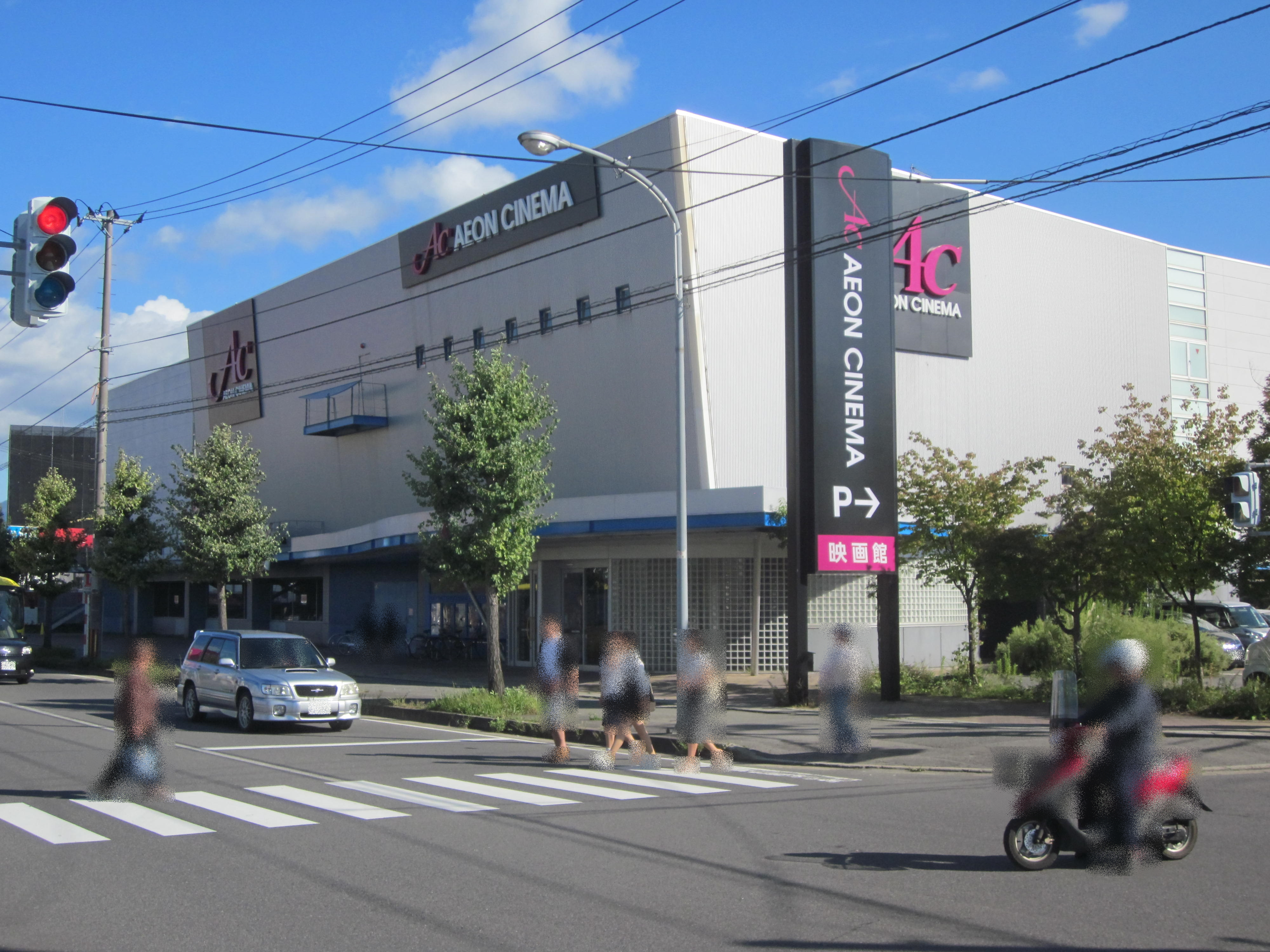
米沢
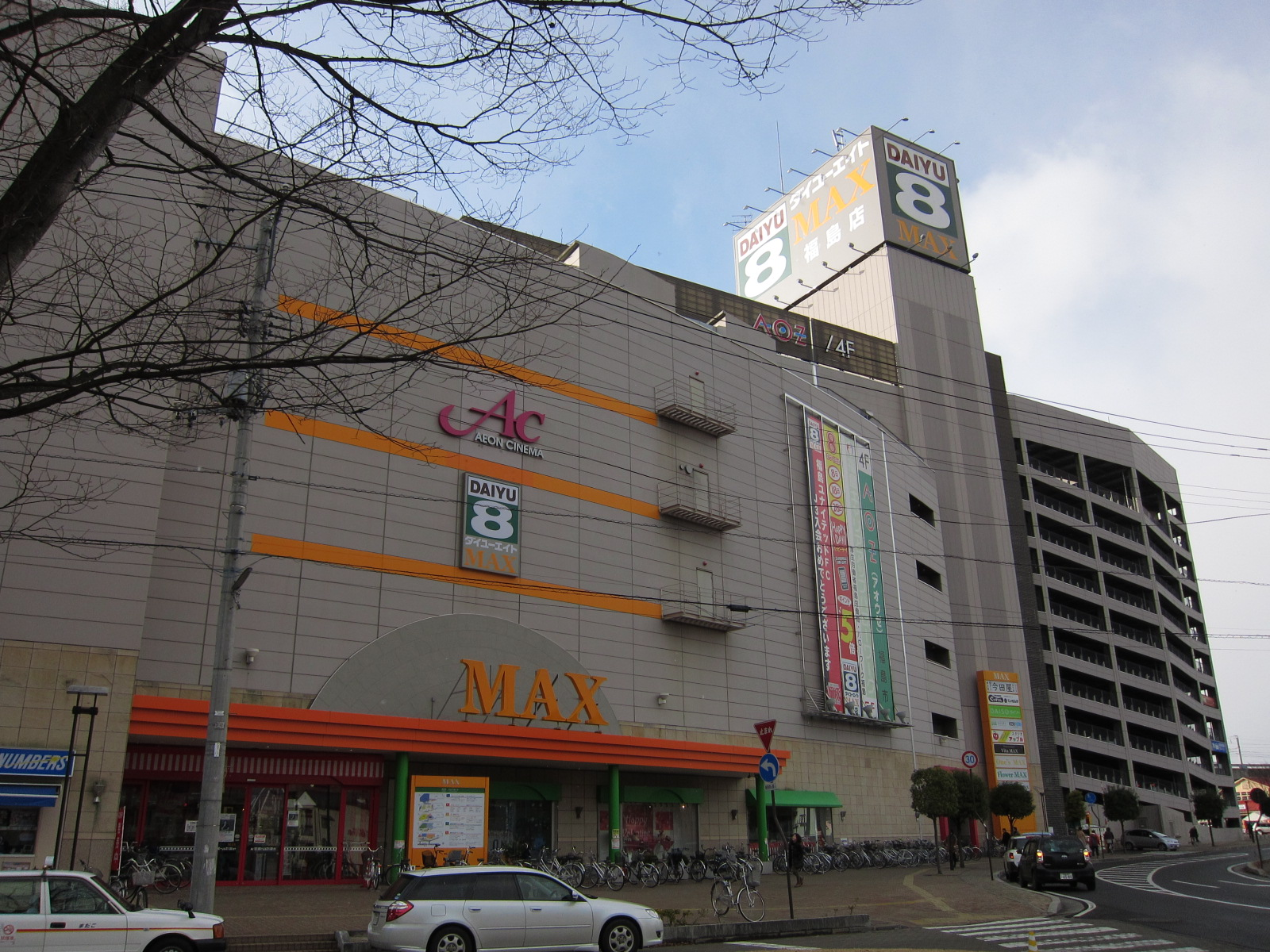
福島

| 劇場名   | 旧     | 所在地                                | スクリーン数        | 開館日         | 設備   | 設備   | 導入設備／備考                                                                  |
| 劇場名   | 旧     | 併設施設                              | 座席数              | 開館日         | サ     | ス     | 導入設備／備考                                                                  |
| 北海道   | 北海道 | 北海道                                | 北海道              | 北海道         | 北海道 | 北海道 | 北海道                                                                          |
| -------- | ------ | ------------------------------------- | ------------------- | -------------- | ------ | ------ | ------------------------------------------------------------------------------- |
| 江別     | W      | 北海道江別市 イオン江別店             | 8スクリーン 1594席  | 1997年11月1日  |        |        | アップグレードシート                                                            |
| 小樽     | W      | 北海道小樽市 ウイングベイ小樽         | 7スクリーン 1517席  | 1999年3月11日  |        |        | THX認定スクリーン                                                               |
| 北見     | W      | 北海道北見市 イオン北見店             | 7スクリーン 1300席  | 2000年9月23日  |        |        |                                                                                 |
| 釧路     | W      | 北海道釧路郡釧路町 イオン釧路店       | 8スクリーン 1707席  | 2000年11月30日 |        |        |                                                                                 |
| 旭川駅前 |        | 北海道旭川市 イオンモール旭川駅前     | 8スクリーン 1174席  | 2015年3月27日  |        |        | 4Kプロジェクター                                                                |
| 青森県   |        |                                       |                     |                |        |        |                                                                                 |
| 弘前     | W      | 青森県弘前市 さくら野百貨店弘前店     | 6スクリーン 1297席  | 1994年9月23日  |        |        |                                                                                 |
| 新青森   |        | 青森県青森市 ガーラタウン             | 8スクリーン 1020席  | 2024年3月20日  |        |        |                                                                                 |
| 秋田県   |        |                                       |                     |                |        |        |                                                                                 |
| 大曲     | A      | 秋田県大仙市 イオンモール大曲         | 5スクリーン 776席   | 2008年10月11日 |        |        |                                                                                 |
| 岩手県   |        |                                       |                     |                |        |        |                                                                                 |
| 北上     | W      | 岩手県北上市 TMさくら野               | 7スクリーン 1303席  | 2000年3月1日   |        |        |                                                                                 |
| 宮城県   |        |                                       |                     |                |        |        |                                                                                 |
| 名取     | W      | 宮城県名取市 イオンモール名取         | 10スクリーン 1524席 | 2007年2月28日  |        |        |                                                                                 |
| 石巻     | W      | 宮城県石巻市 イオンモール石巻         | 8スクリーン 1625席  | 2007年3月30日  |        |        | イオンシネマ統合時に「新石巻」から改称                                          |
| 新利府   |        | 宮城県宮城郡利府町 イオンモール新利府 | 11スクリーン 1096席 | 2021年3月5日   |        |        | - アップグレードシート - グランシアター - コンフォートシート - 4Kプロジェクター |
| 山形県   |        |                                       |                     |                |        |        |                                                                                 |
| 米沢     | W      | 山形県米沢市 イオン米沢店             | 7スクリーン 948席   | 1998年12月5日  |        |        | イオン米沢店の向かいにある                                                      |
| 三川     | A      | 山形県東田川郡三川町 イオンモール三川 | 7スクリーン 1678席  | 2001年8月11日  |        |        | 4Kプロジェクター                                                                |
| 天童     |        | 山形県天童市 イオンモール天童         | 10スクリーン 1452席 | 2014年3月21日  |        |        |                                                                                 |
| 福島県   |        |                                       |                     |                |        |        |                                                                                 |
| 福島     | W      | 福島県福島市 MAXふくしま              | 9スクリーン 1550席  | 1998年3月1日   |        |        |                                                                                 |

- 江別
- 小樽
- 北見
- 釧路
- 旭川駅前

- 新青森
- 大曲
- 名取
- 石巻
- 三川
- 天童
- 米沢
- 福島

#### 関東
| 劇場名           | 旧     | 所在地                                        | スクリーン数        | 開館日         | 設備   | 設備   | 導入設備／備考                                                                                      |
| 劇場名           | 旧     | 併設施設                                      | 座席数              | 開館日         | サ     | ス     | 導入設備／備考                                                                                      |
| 群馬県           | 群馬県 | 群馬県                                        | 群馬県              | 群馬県         | 群馬県 | 群馬県 | 群馬県                                                                                              |
| ---------------- | ------ | --------------------------------------------- | ------------------- | -------------- | ------ | ------ | --------------------------------------------------------------------------------------------------- |
| 太田             | A      | 群馬県太田市 イオンモール太田                 | 10スクリーン 2054席 | 2003年12月3日  |        |        | アップグレードシート                                                                                |
| 高崎             | A      | 群馬県高崎市 イオンモール高崎                 | 10スクリーン 1409席 | 2006年10月20日 |        |        | |
| 茨城県           |        |                                               |                     |                |        |        | |
| 守谷             | W      | 茨城県守谷市 イオンタウン守谷                 | 10スクリーン 2154席 | 2007年6月28日  |        |        | |
| 下妻             | A      | 茨城県下妻市 イオンモール下妻                 | 5スクリーン 712席   | 2008年12月19日 |        |        | |
| 埼玉県           |        |                                               |                     |                |        |        | |
| 大井             | W      | 埼玉県ふじみ野市 イオン大井店                 | 7スクリーン 1526席  | 1998年10月7日  |        |        | |
| 大宮             | W      | 埼玉県さいたま市北区 イオン大宮店             | 8スクリーン 1752席  | 2000年10月21日 |        |        | |
| 熊谷             | W      | 埼玉県熊谷市 イオン熊谷店                     | 8スクリーン 1480席  | 2000年11月16日 |        |        | |
| 浦和美園         | W      | 埼玉県さいたま市緑区 イオンモール浦和美園     | 11スクリーン 1794席 | 2006年4月21日  |        |        | - アップグレードシート - ゴールドクラス - デジタル7.1ch対応                                         |
| 羽生             | W      | 埼玉県羽生市 イオンモール羽生                 | 9スクリーン 1592席  | 2007年11月2日  |        |        | |
| 越谷レイクタウン | A      | 埼玉県越谷市 イオンレイクタウン               | 10スクリーン 1669席 | 2008年10月2日  |        |        | プレミアシート                                                                                      |
| 春日部           | W      | 埼玉県春日部市 イオンモール春日部             | 10スクリーン 1883席 | 2013年3月5日   |        |        | 旧WMCが最後に出店した劇場                                                                           |
| 川口             |        | 埼玉県川口市 イオンモール川口                 | 10スクリーン 1048席 | 2021年6月8日   |        |        | - グランシアター - アップグレードシート - コンフォートシート - 4Kプロジェクター                     |
| 東京都           |        |                                               |                     |                |        |        | |
| 板橋             | W      | 東京都板橋区 イオン板橋ショッピングセンター   | 12スクリーン 2166席 | 2000年5月25日  | ○      | ○      | デジタル7.1ch対応                                                                                   |
| 多摩センター     | W      | 東京都多摩市 丘の上パティオ                   | 8スクリーン 1704席  | 2005年11月15日 |        |        | - ゴールドクラス - プレミアシート                                                                   |
| むさし村山       | W      | 東京都武蔵村山市 イオンモールむさし村山       | 12スクリーン 1925席 | 2006年11月14日 |        |        | - アップグレードシート - ゴールドクラス                                                             |
| 日の出           | W      | 東京都西多摩郡日の出町 イオンモール日の出     | 9スクリーン 1508席  | 2007年11月23日 |        |        | アップグレードシート                                                                                |
| シアタス調布     |        | 東京都調布市 トリエ京王調布                   | 11スクリーン 1652席 | 2017年9月29日  |        |        | - ハイグレードシート - プレミアシート                                                               |
| 千葉県           |        |                                               |                     |                |        |        | |
| 市川妙典         | W      | 千葉県市川市 イオン市川妙典店                 | 9スクリーン 1230席  | 1999年4月1日   |        |        | アップグレードシート                                                                                |
| 千葉ニュータウン | W      | 千葉県印西市 イオンモール千葉ニュータウン     | 8スクリーン 1868席  | 2006年4月15日  |        |        | プレミアシート                                                                                      |
| 銚子             | A      | 千葉県銚子市 イオンモール銚子                 | 5スクリーン 756席   | 2010年3月6日   |        |        | |
| 幕張新都心       |        | 千葉県千葉市美浜区 イオンモール幕張新都心     | 10スクリーン 1549席 | 2013年12月20日 |        |        | プレミアシート                                                                                      |
| 神奈川県         |        |                                               |                     |                |        |        | |
| 海老名           | W      | 神奈川県海老名市 イオン海老名店               | 7スクリーン 1706席  | 1993年4月24日  |        |        | - THX認定スクリーン - アップグレードシート - 旧WMCの第1号館（現行のイオンシネマ最古の映画館となる） |
| 茅ヶ崎           | W      | 神奈川県茅ヶ崎市 そよら湘南茅ヶ崎             | 6スクリーン 1257席  | 1995年3月1日   |        |        | プレミアムシート                                                                                    |
| 新百合ヶ丘       | W      | 神奈川県川崎市麻生区 イオンスタイル新百合ヶ丘 | 9スクリーン 2125席  | 1997年8月29日  | ○      | ○      | デジタル7.1ch対応                                                                                   |
| みなとみらい     | W      | 神奈川県横浜市中区 横浜ワールドポーターズ     | 8スクリーン 1469席  | 1999年9月10日  | ○      | ○      | - プレミアシート - デジタル7.1ch対応                                                                |
| 港北ニュータウン | W      | 神奈川県横浜市都筑区 ノースポート・モール     | 12スクリーン 2201席 | 2007年4月21日  |        |        | ゴールドクラス                                                                                      |
| 座間             |        | 神奈川県座間市 イオンモール座間               | 10スクリーン 1475席 | 2020年3月27日  |        |        | - VIVE-AUDIO - Vsound - プレミアシート                                                              |

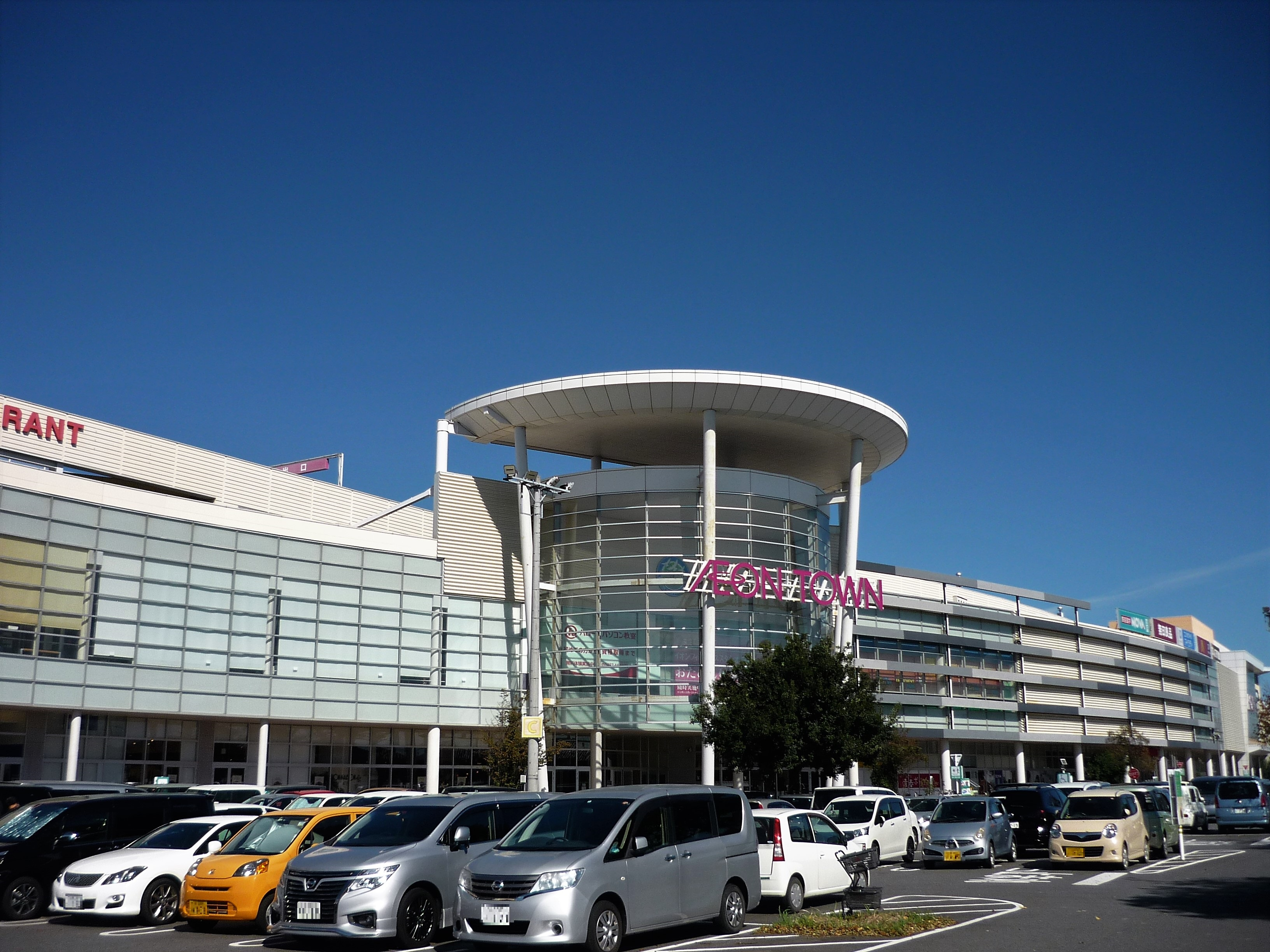
守谷
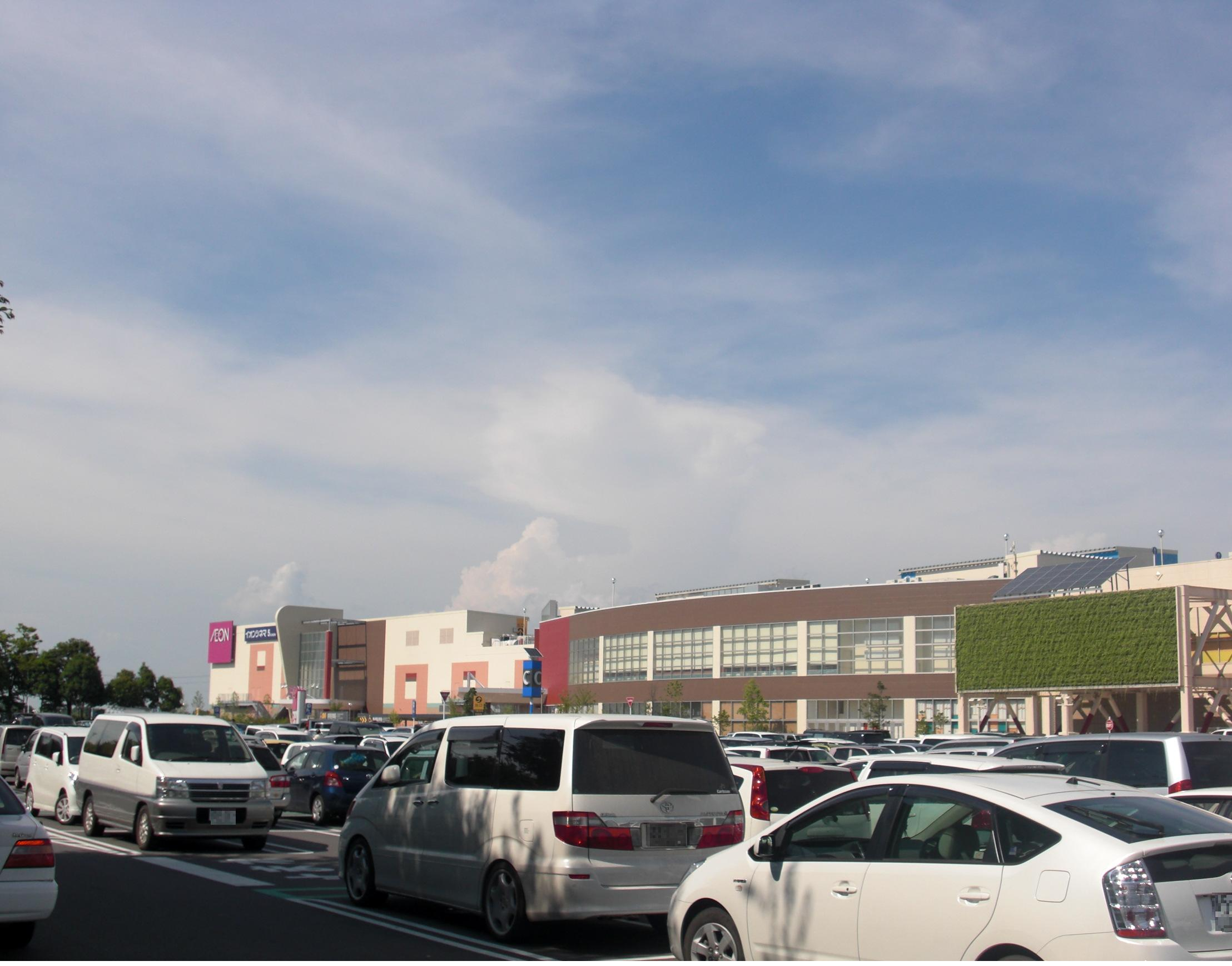
下妻
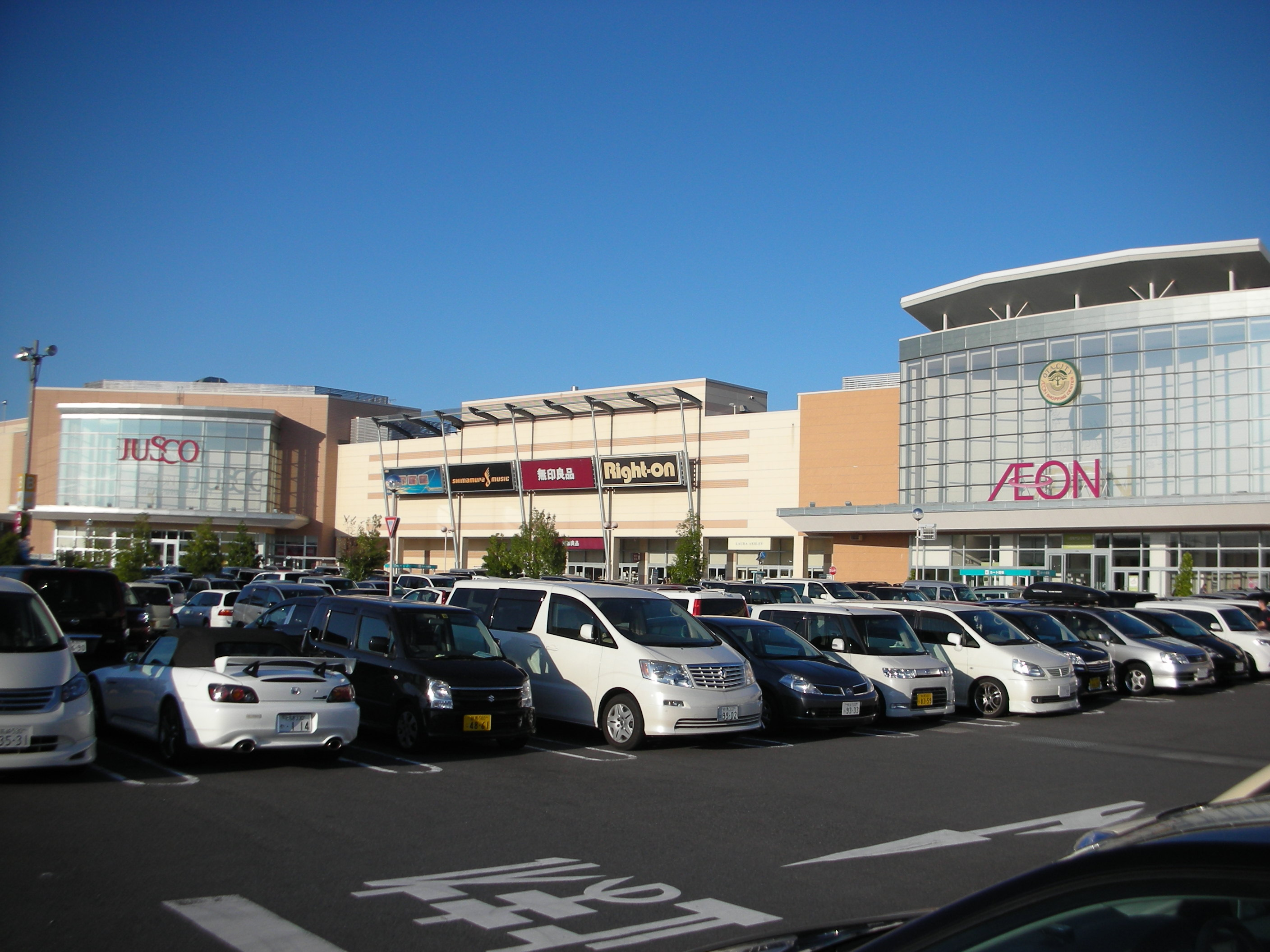
太田
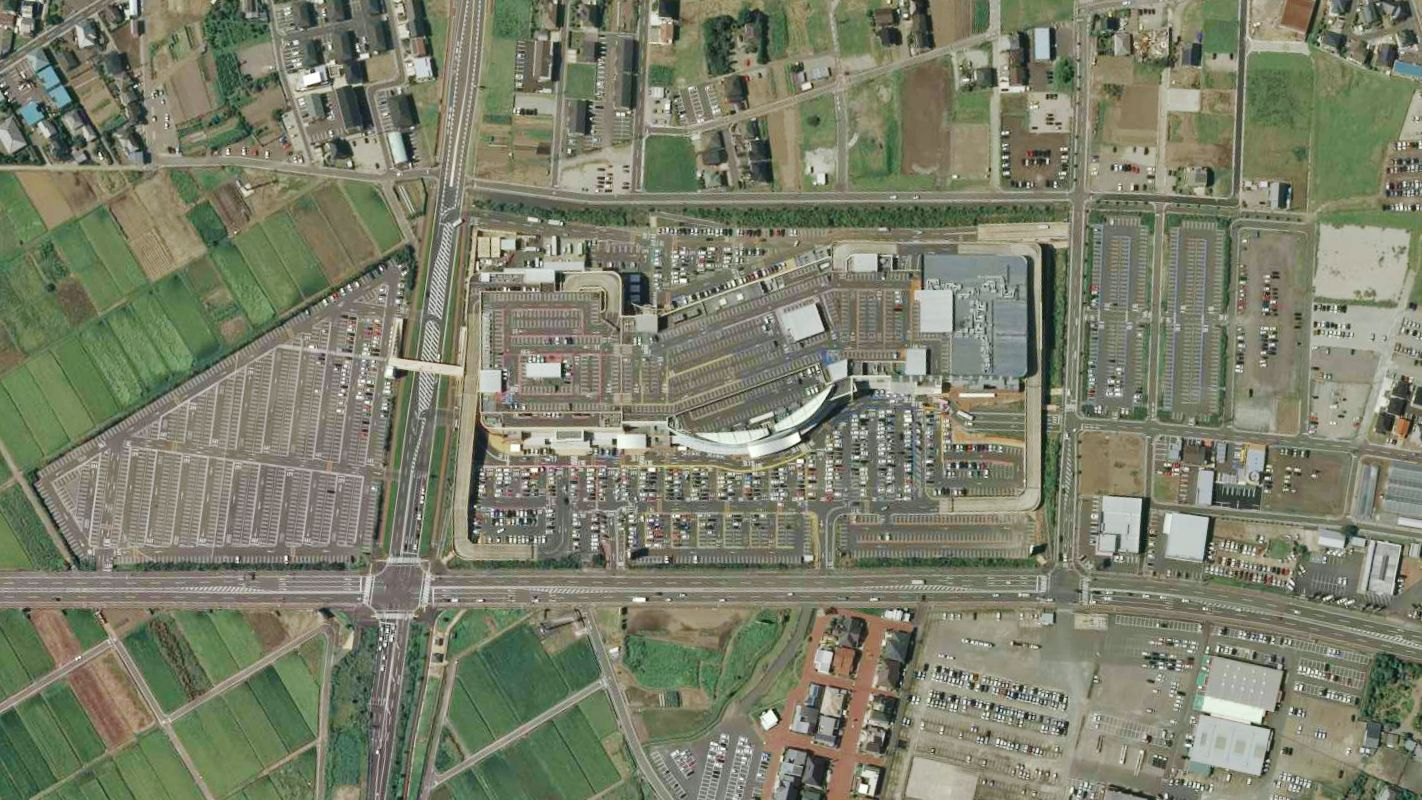
高崎
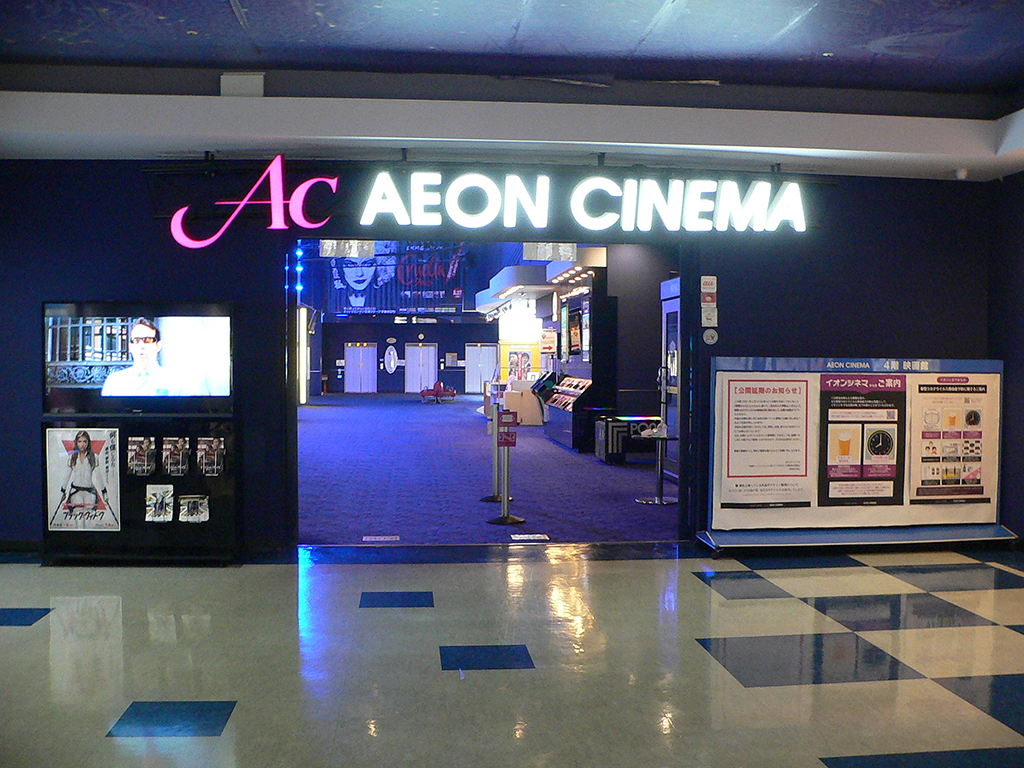
大宮
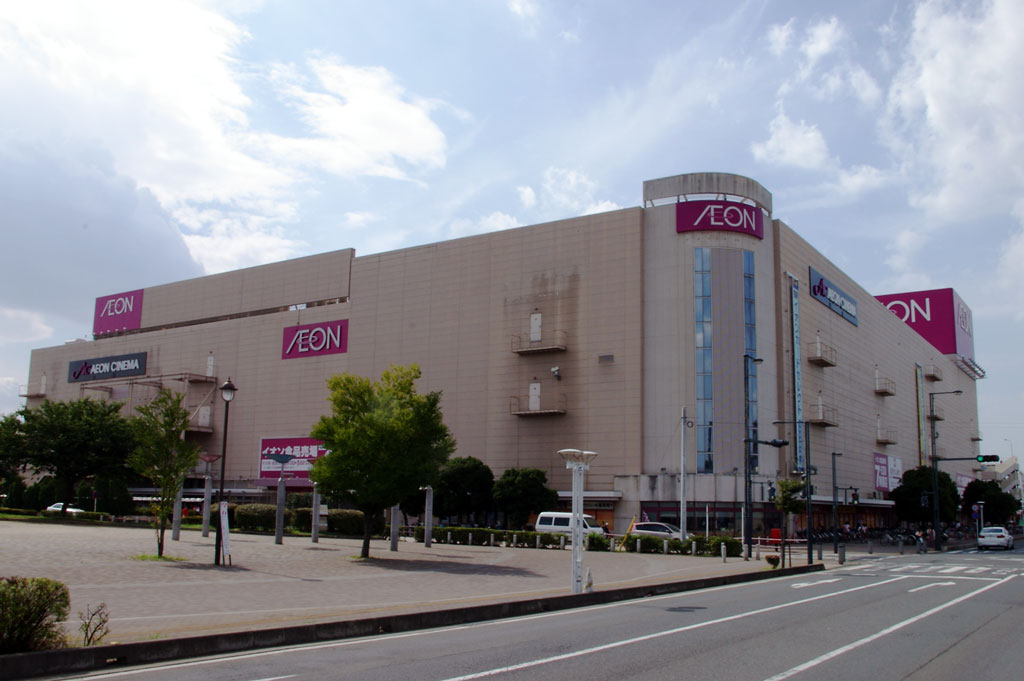
大井
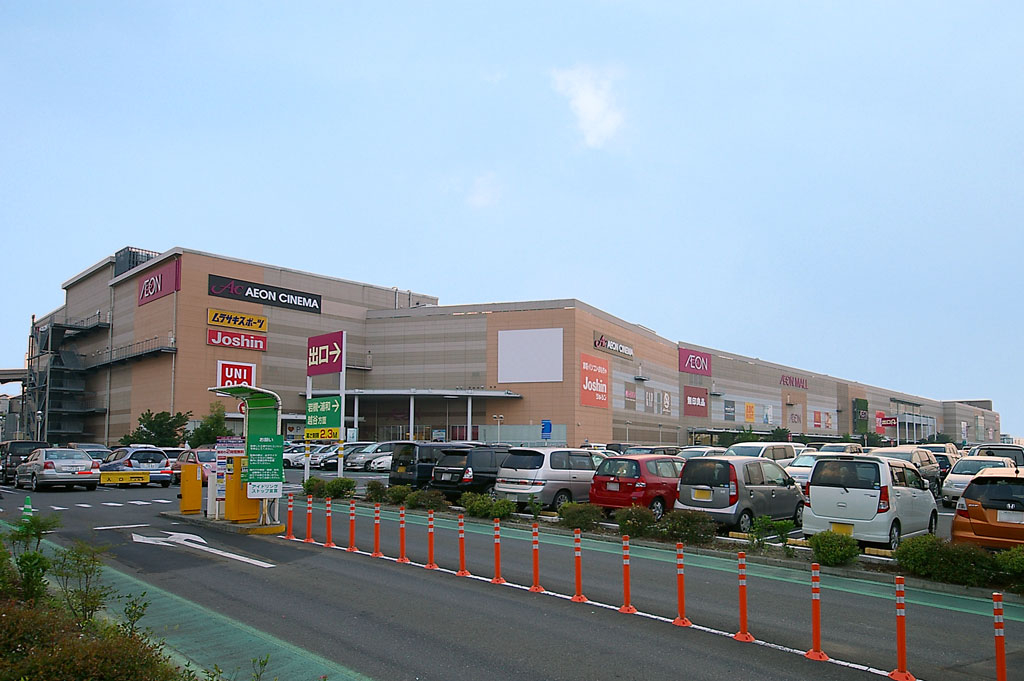
浦和美園
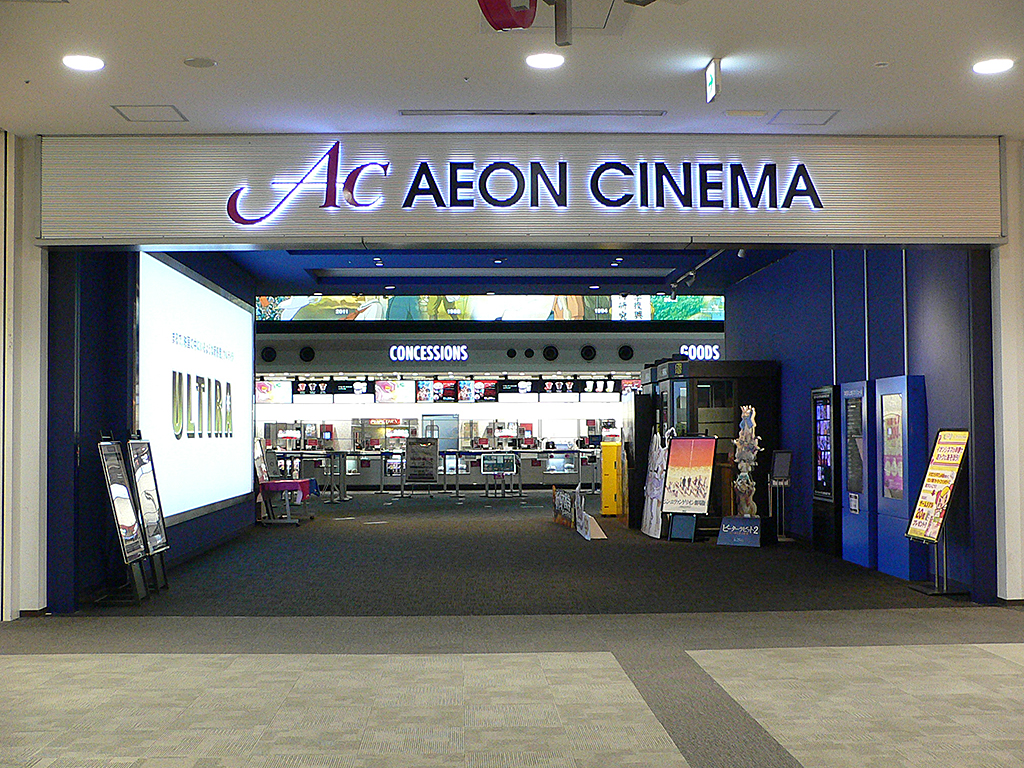
春日部
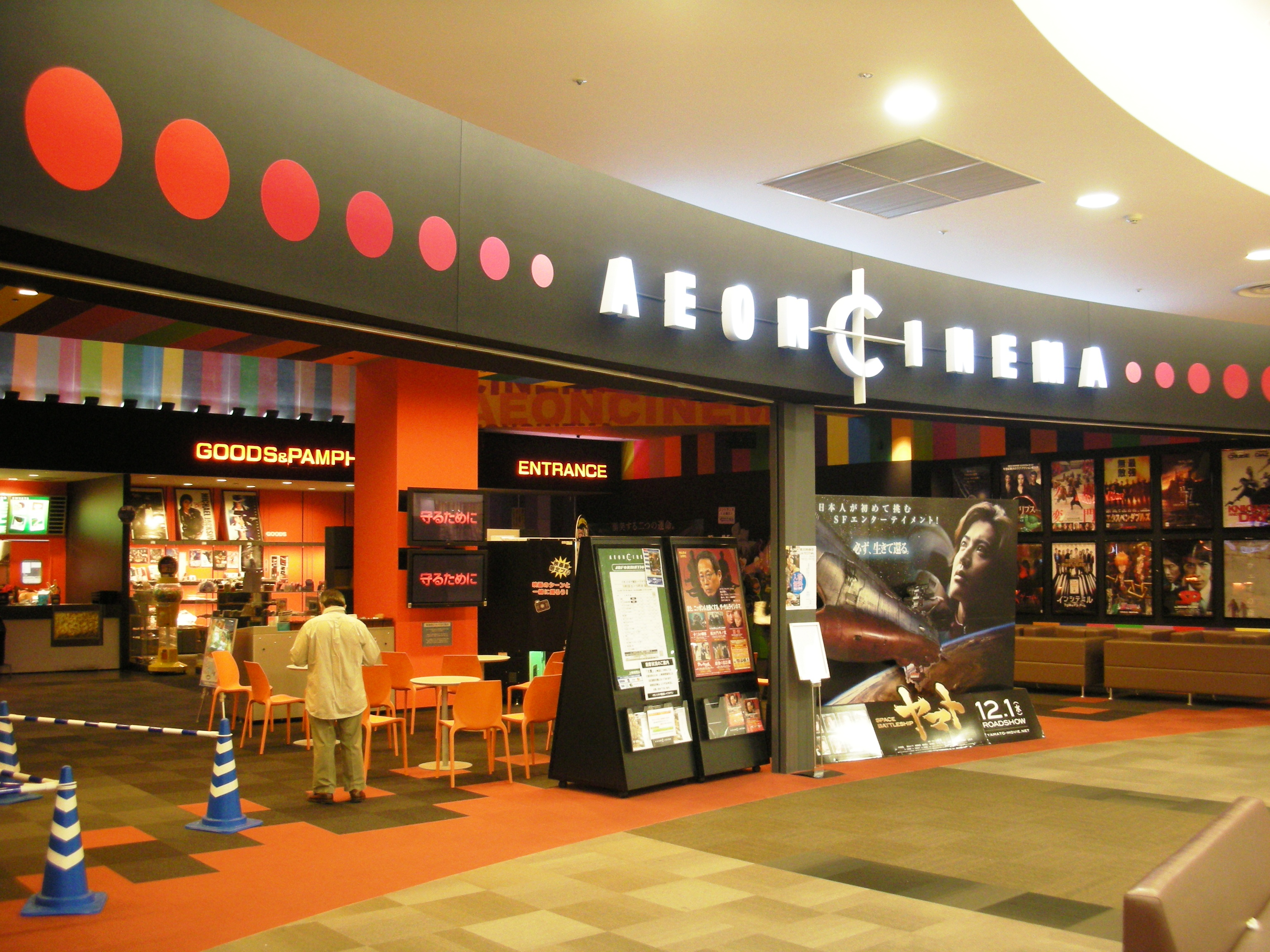
越谷レイクタウン
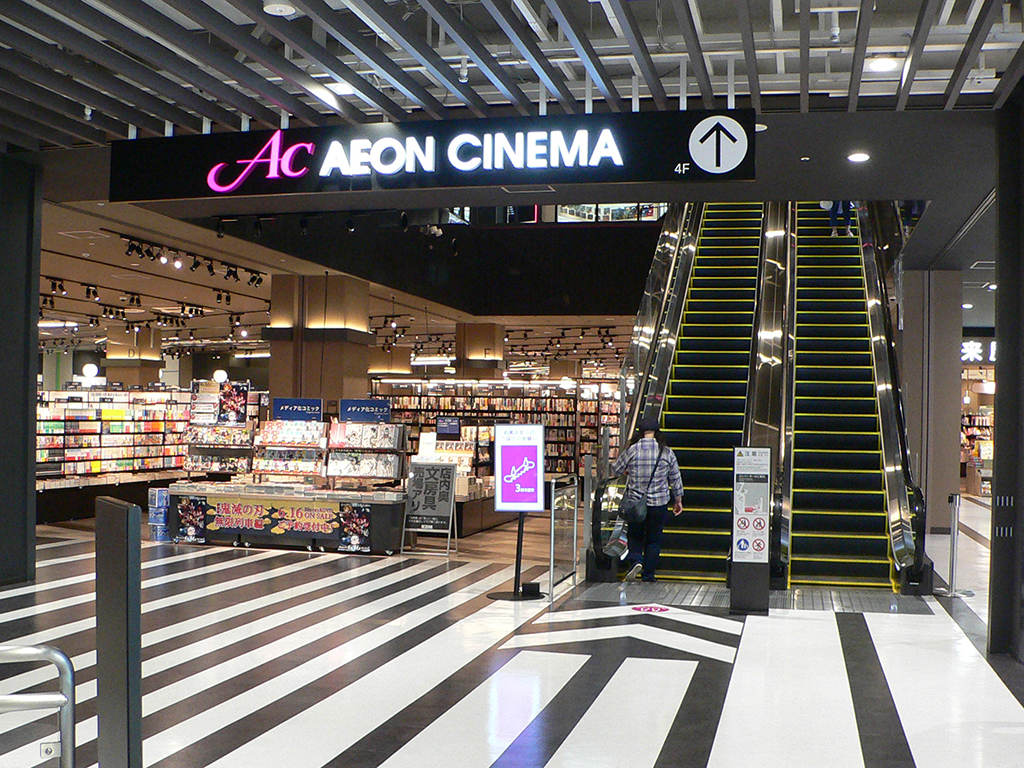
川口
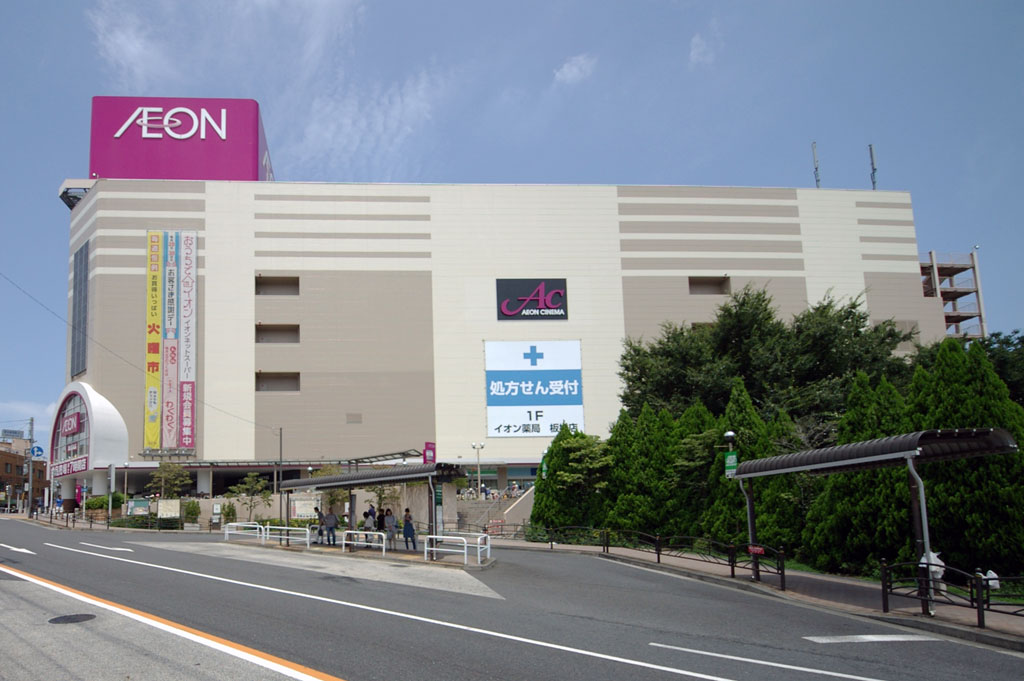
板橋
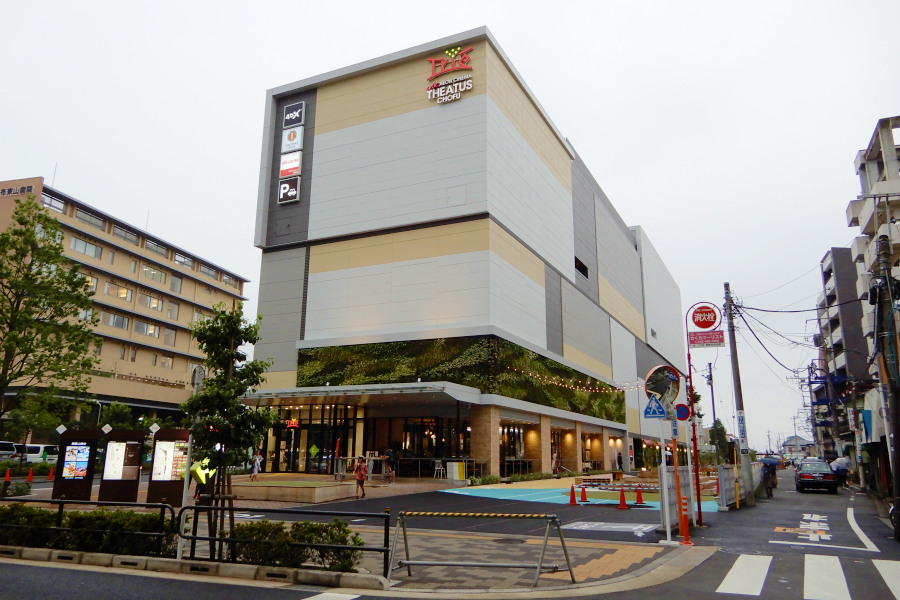
シアタス調布
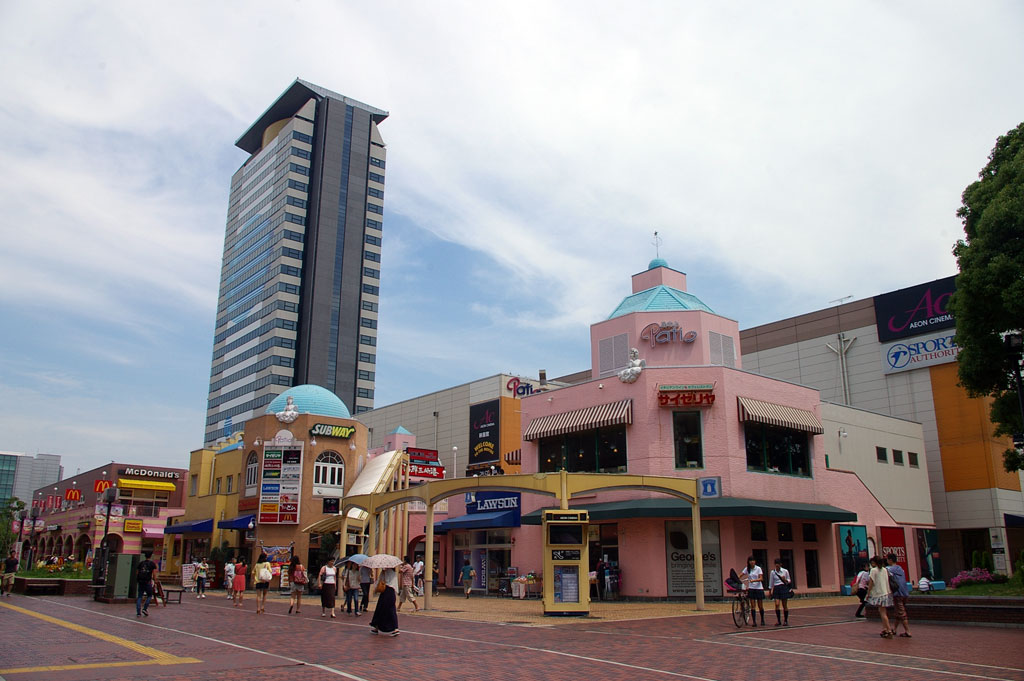
多摩センター
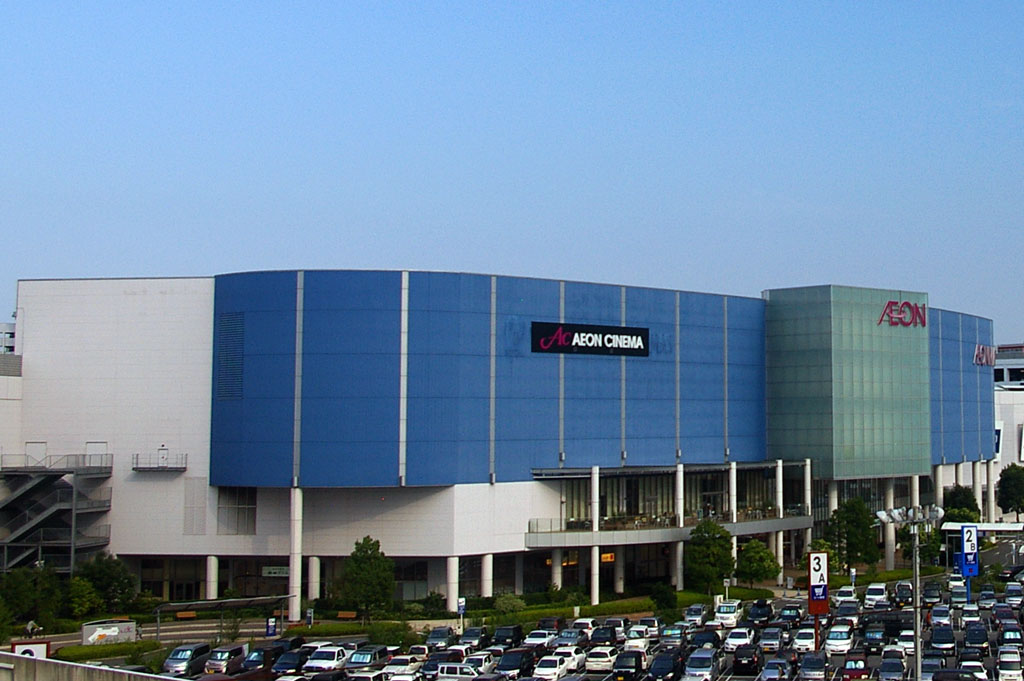
むさし村山
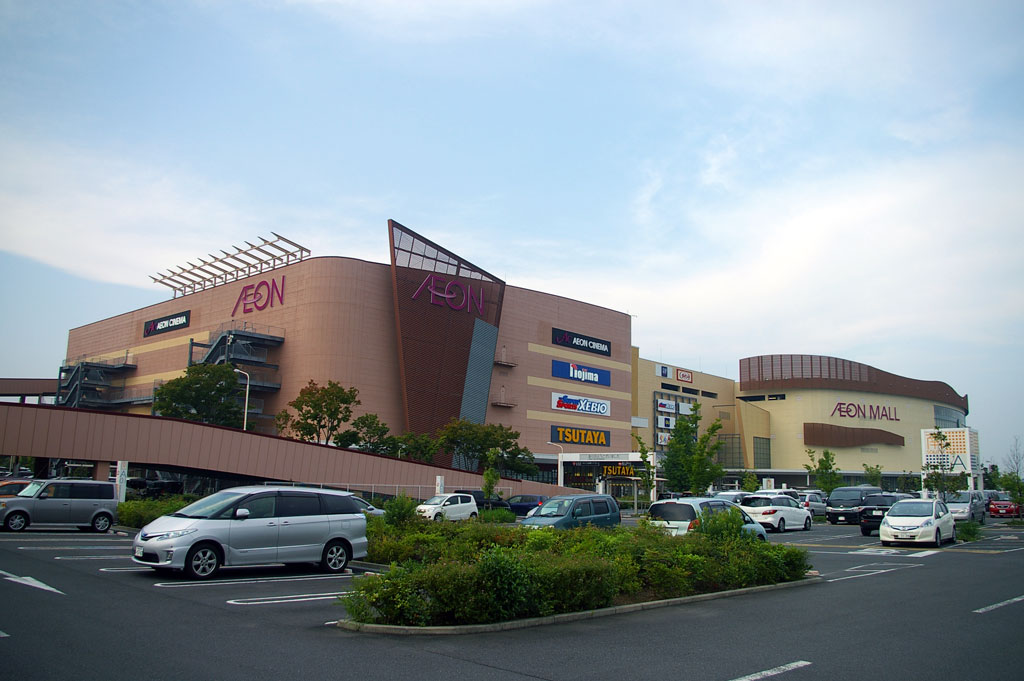
日の出
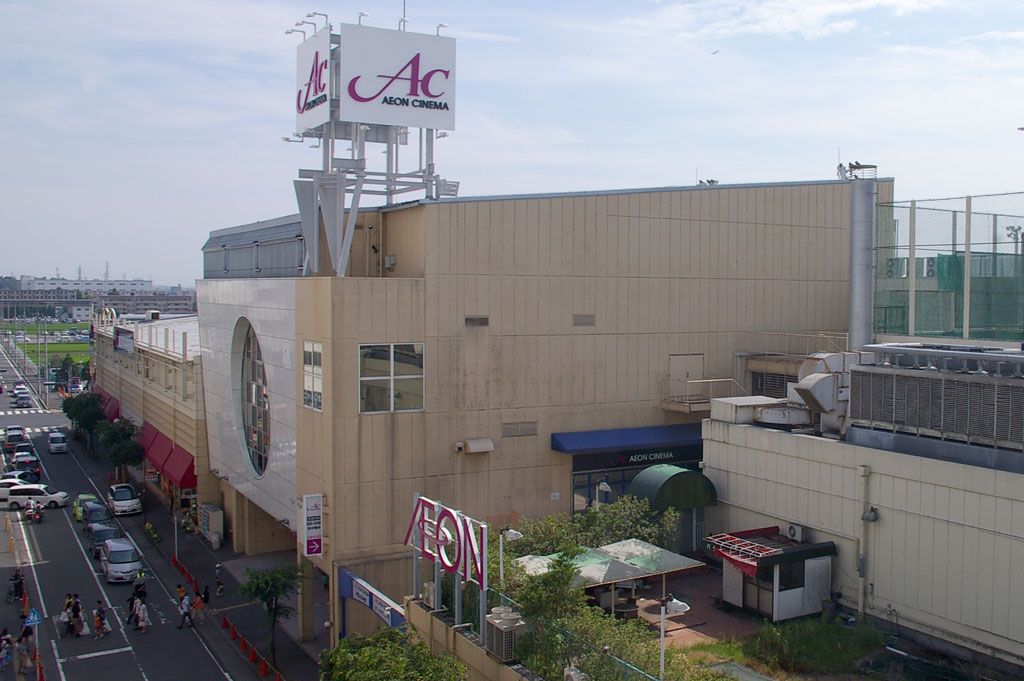
海老名
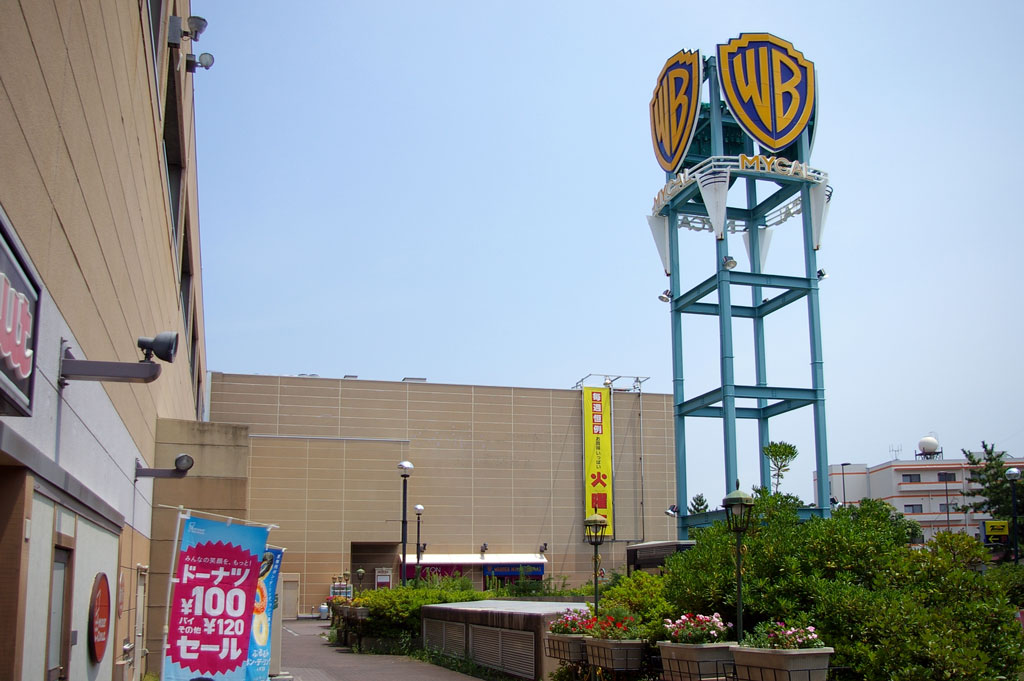
茅ヶ崎
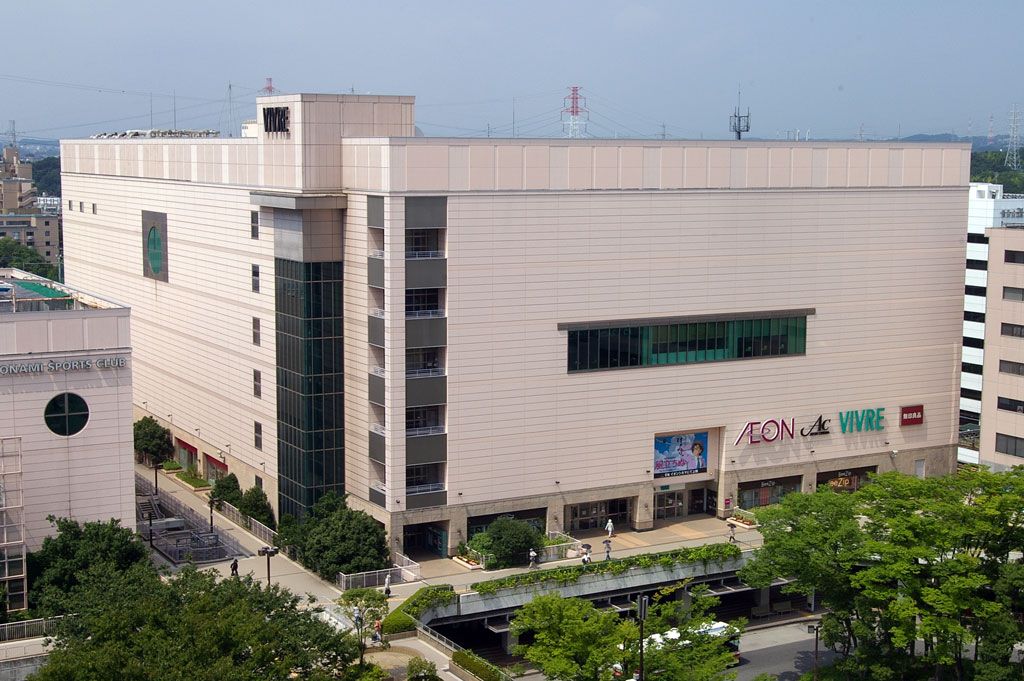
新百合ヶ丘
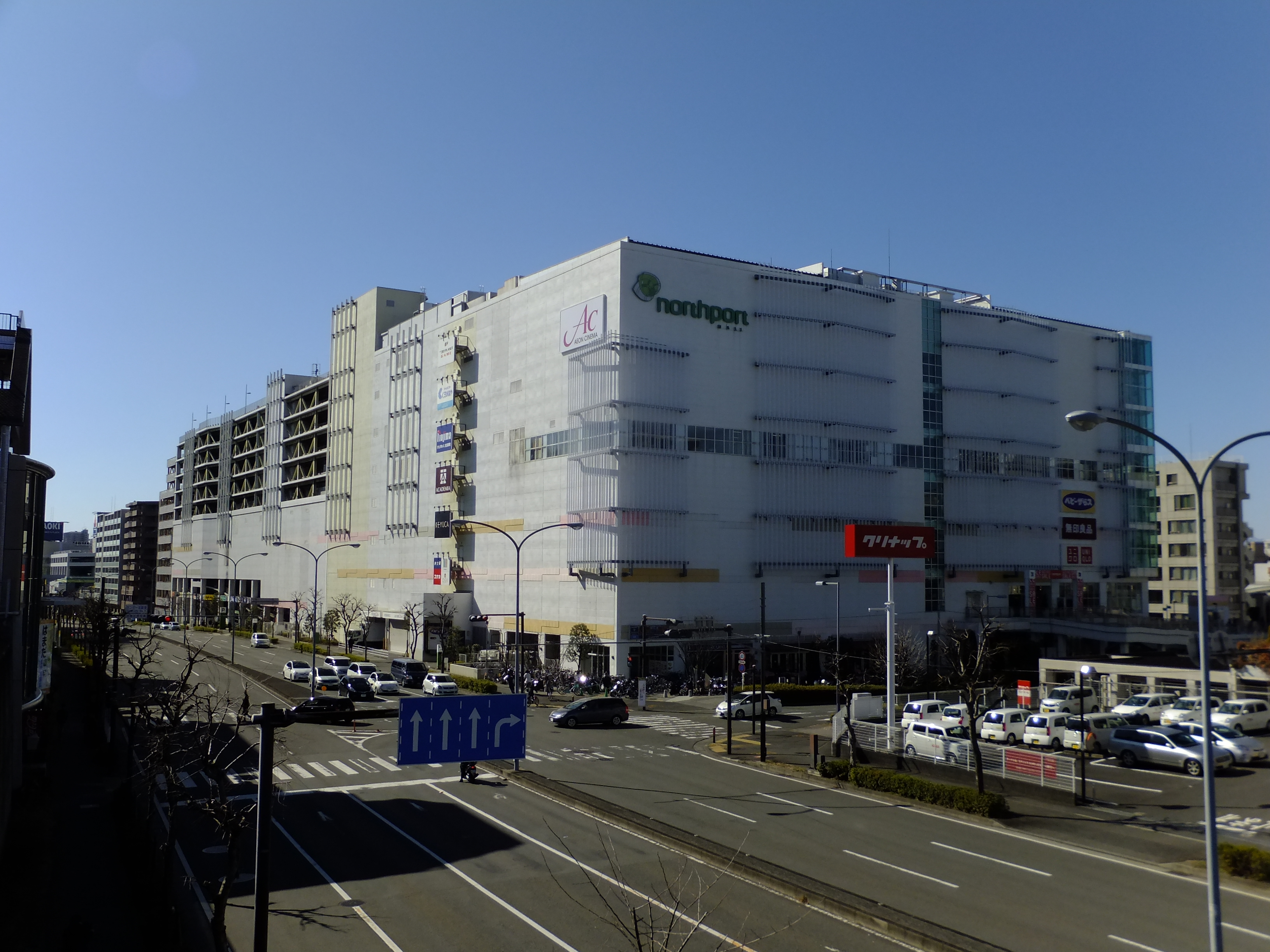
港北ニュータウン
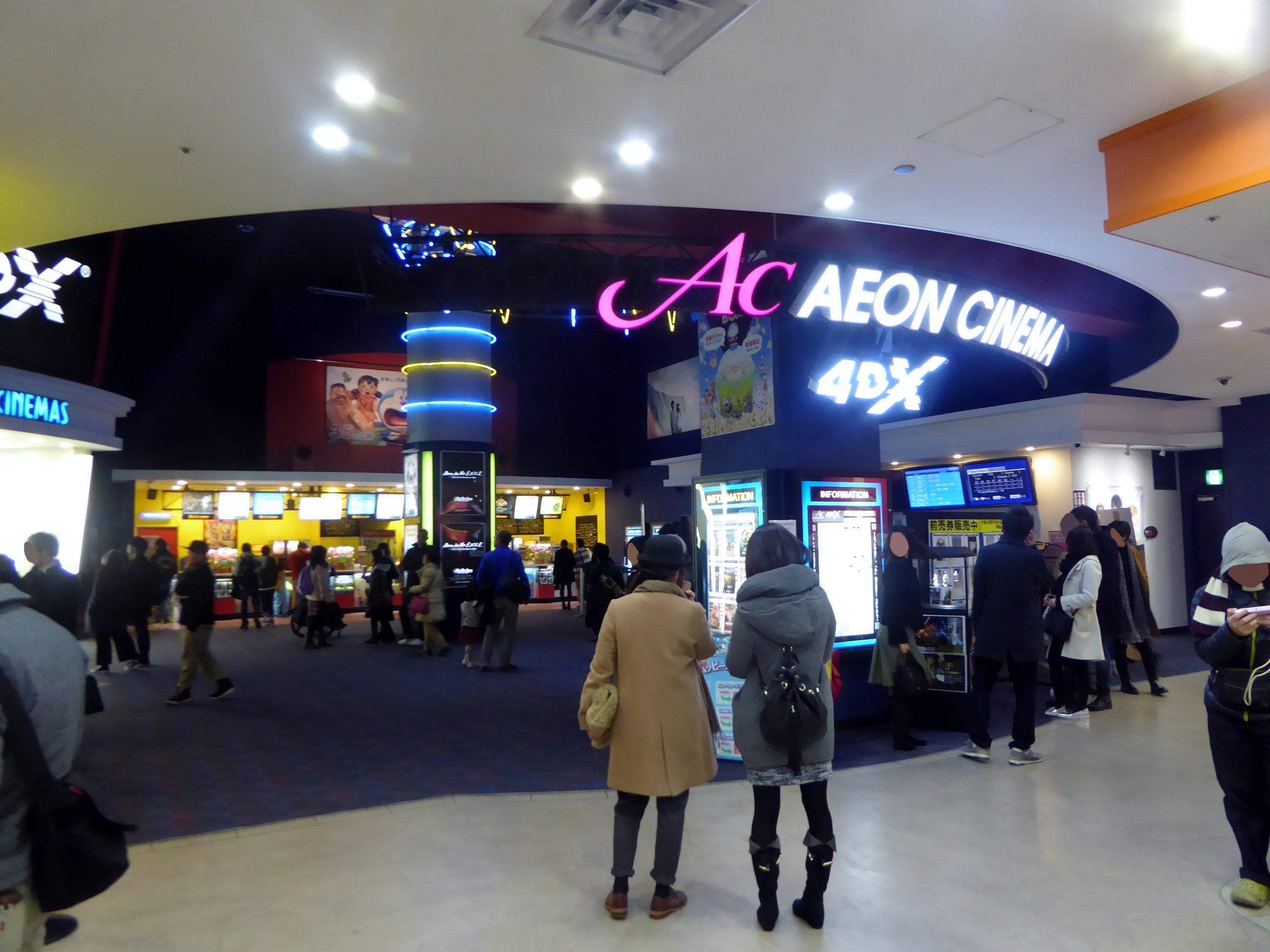
みなとみらい
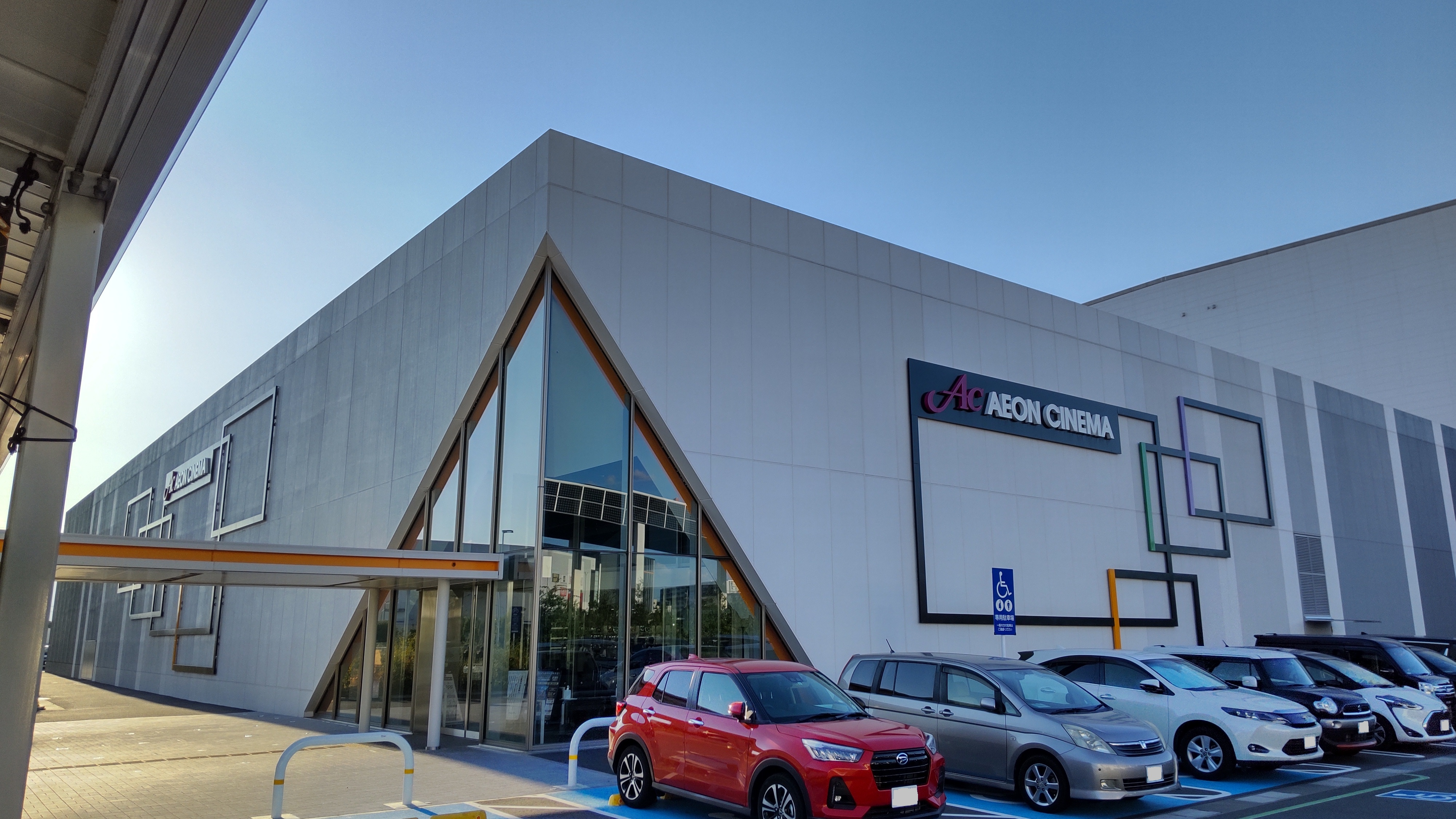
座間
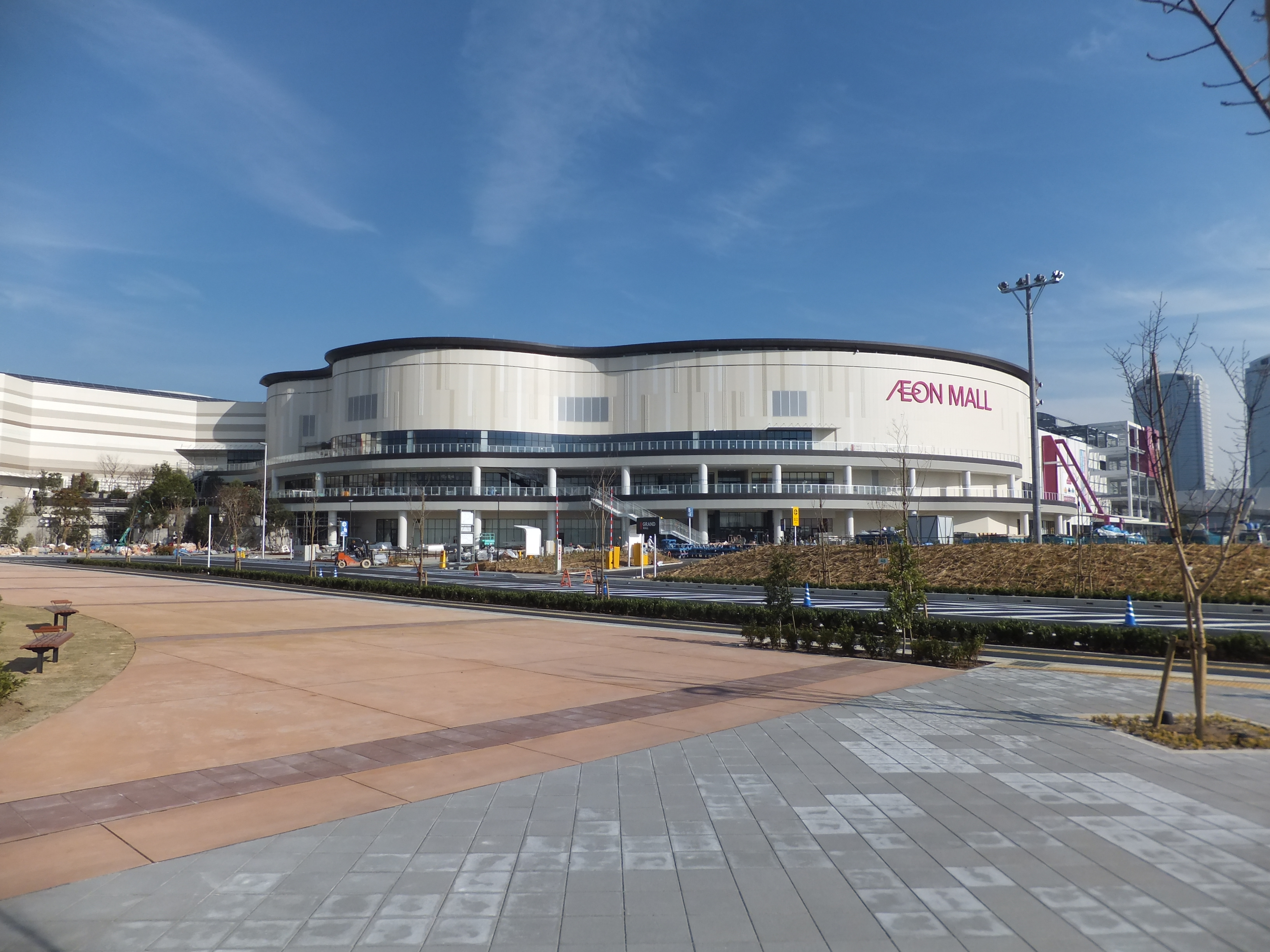
幕張新都心
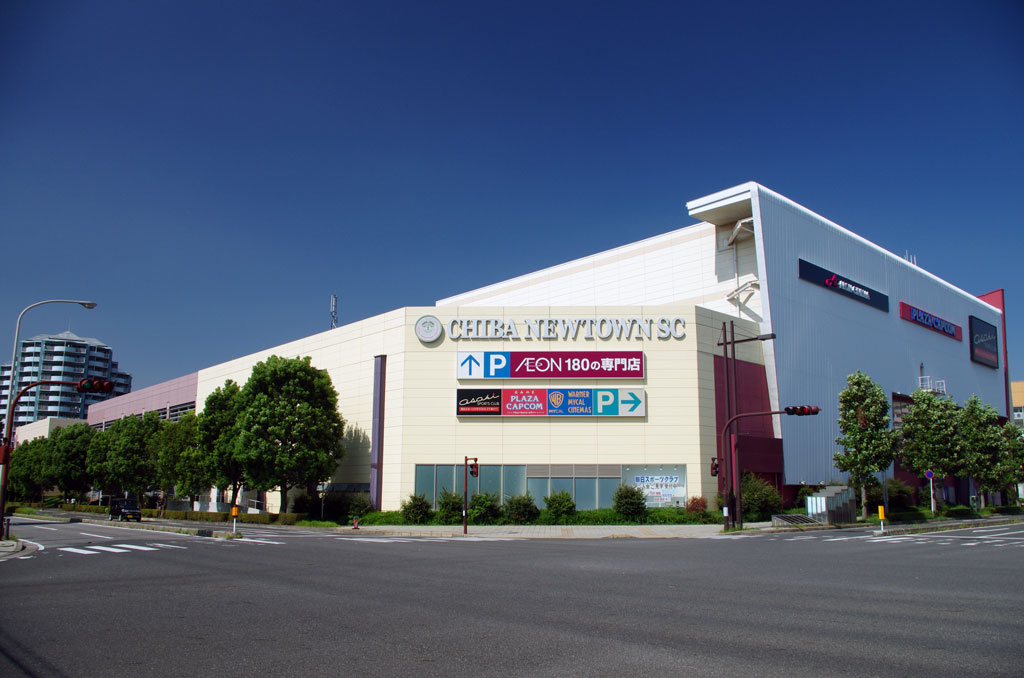
千葉ニュータウン
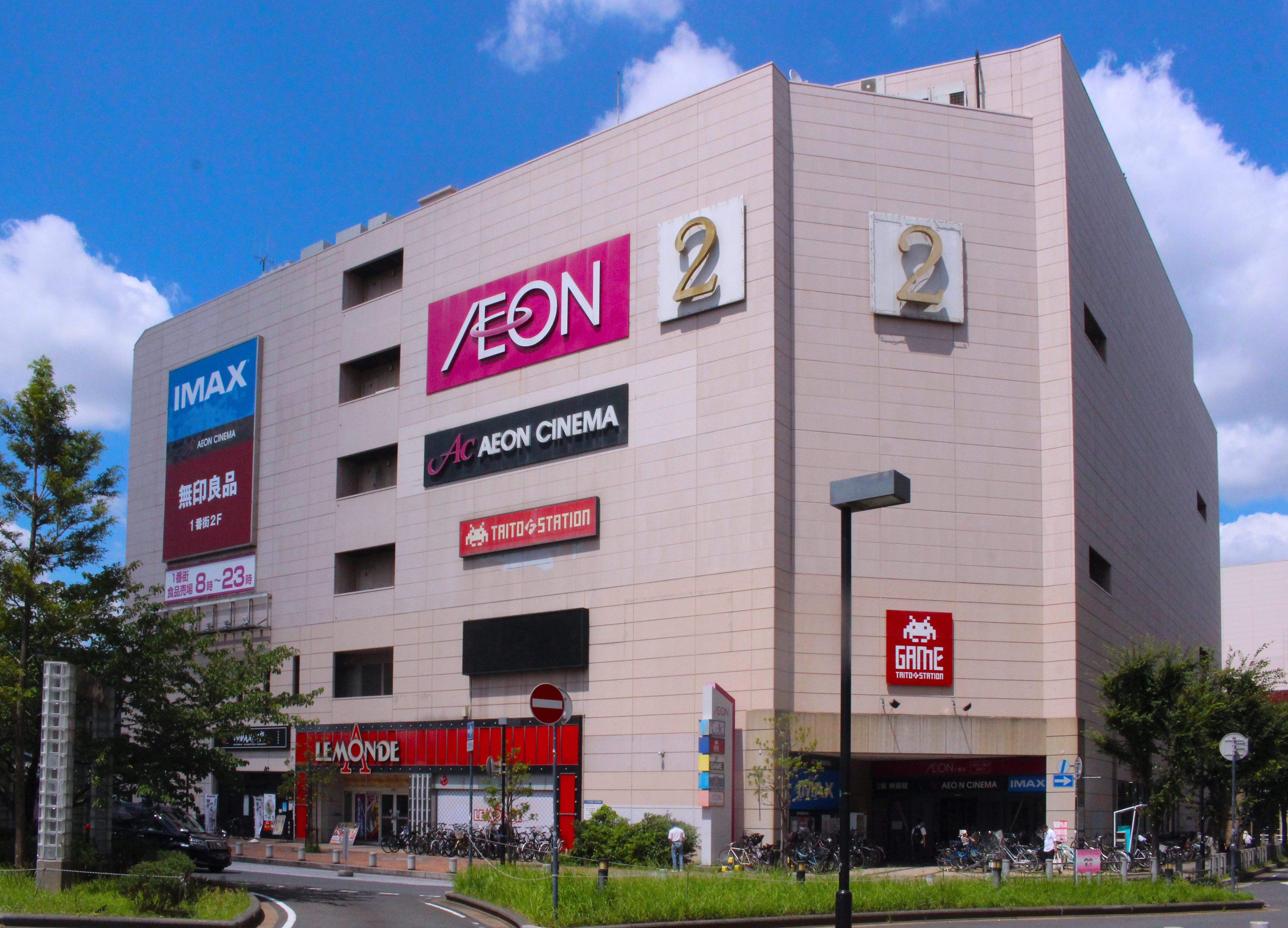
市川妙典
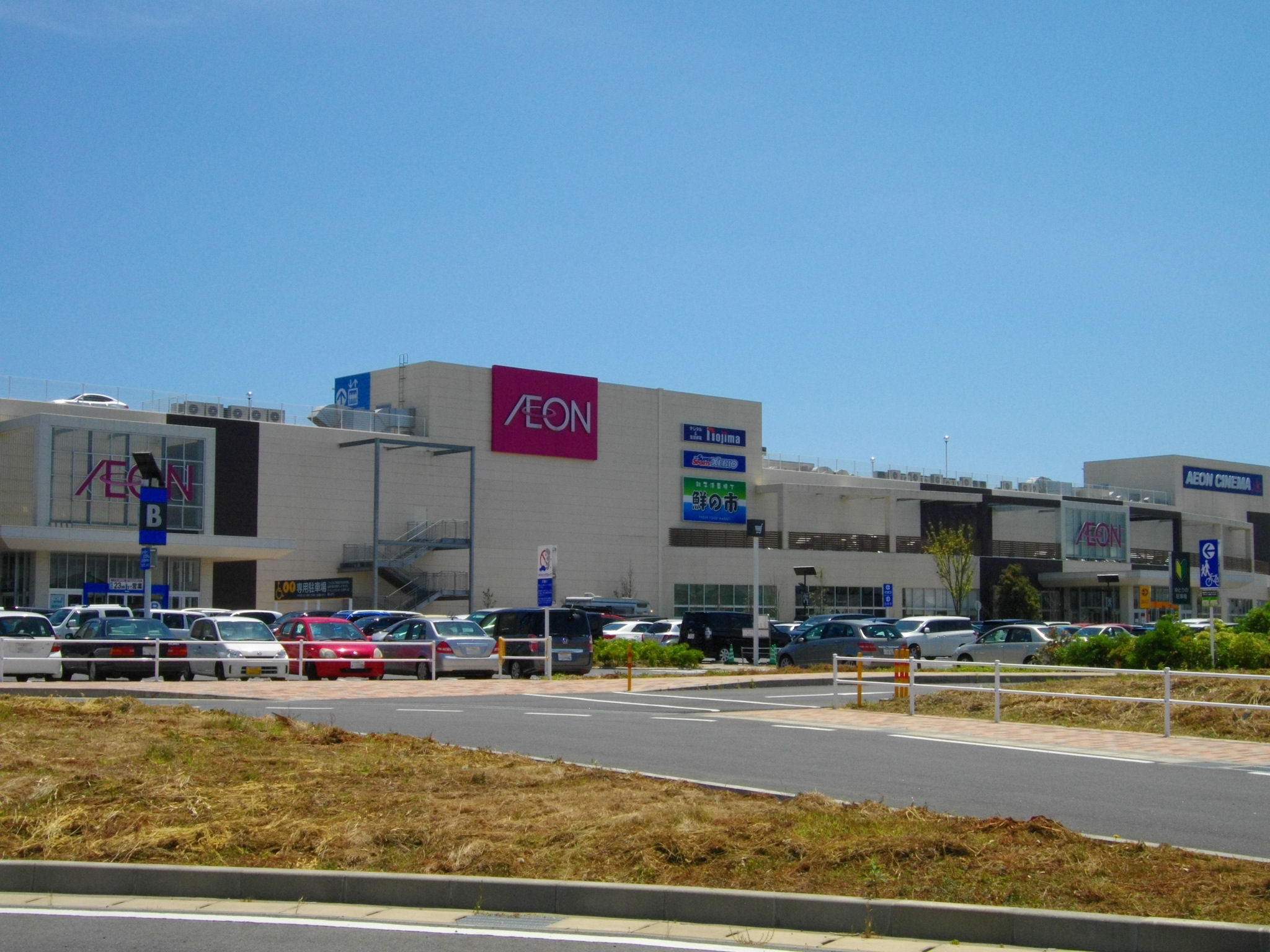
銚子

#### 中部・北越

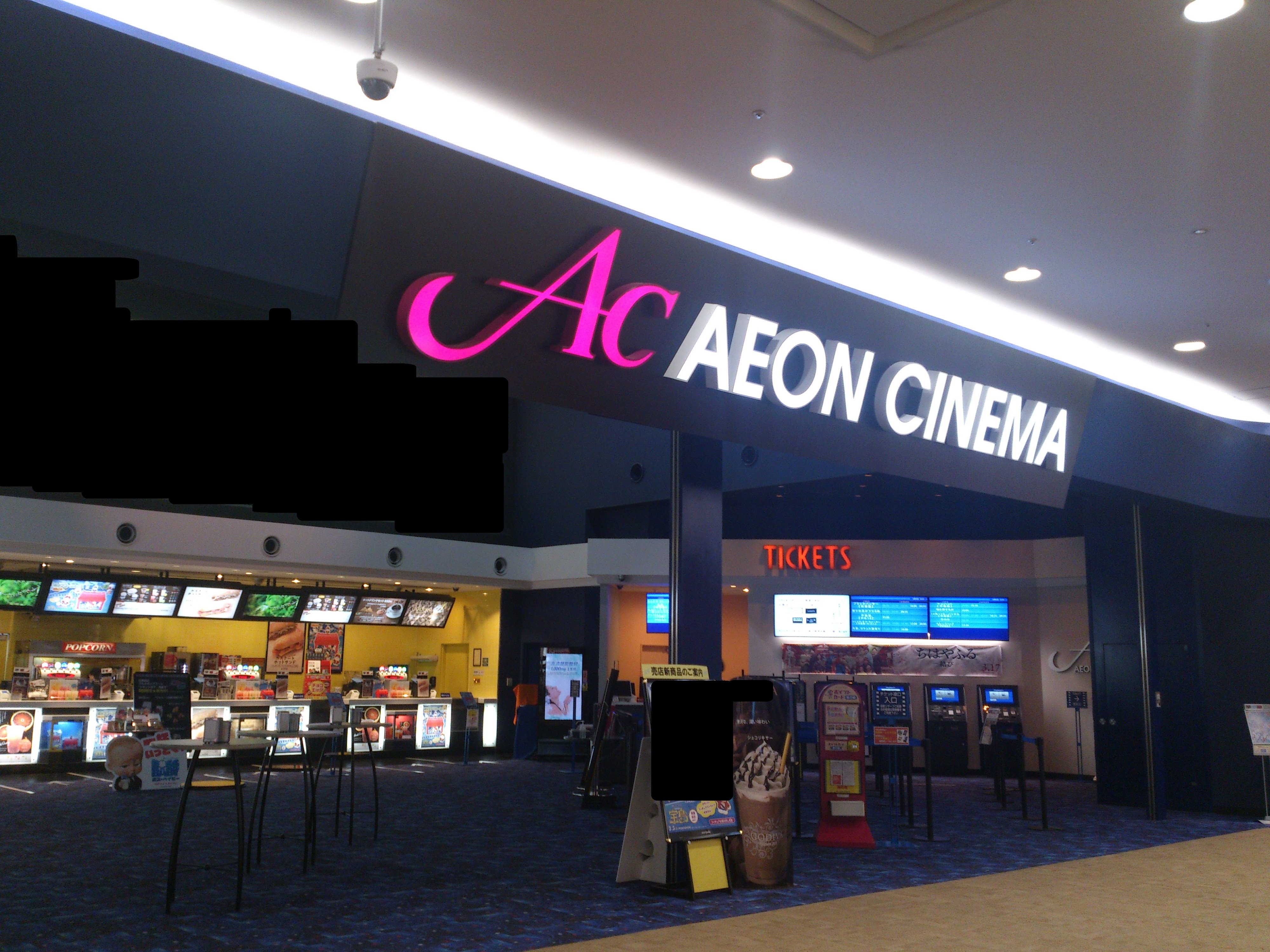
新潟亀田インター （旧：新潟南）
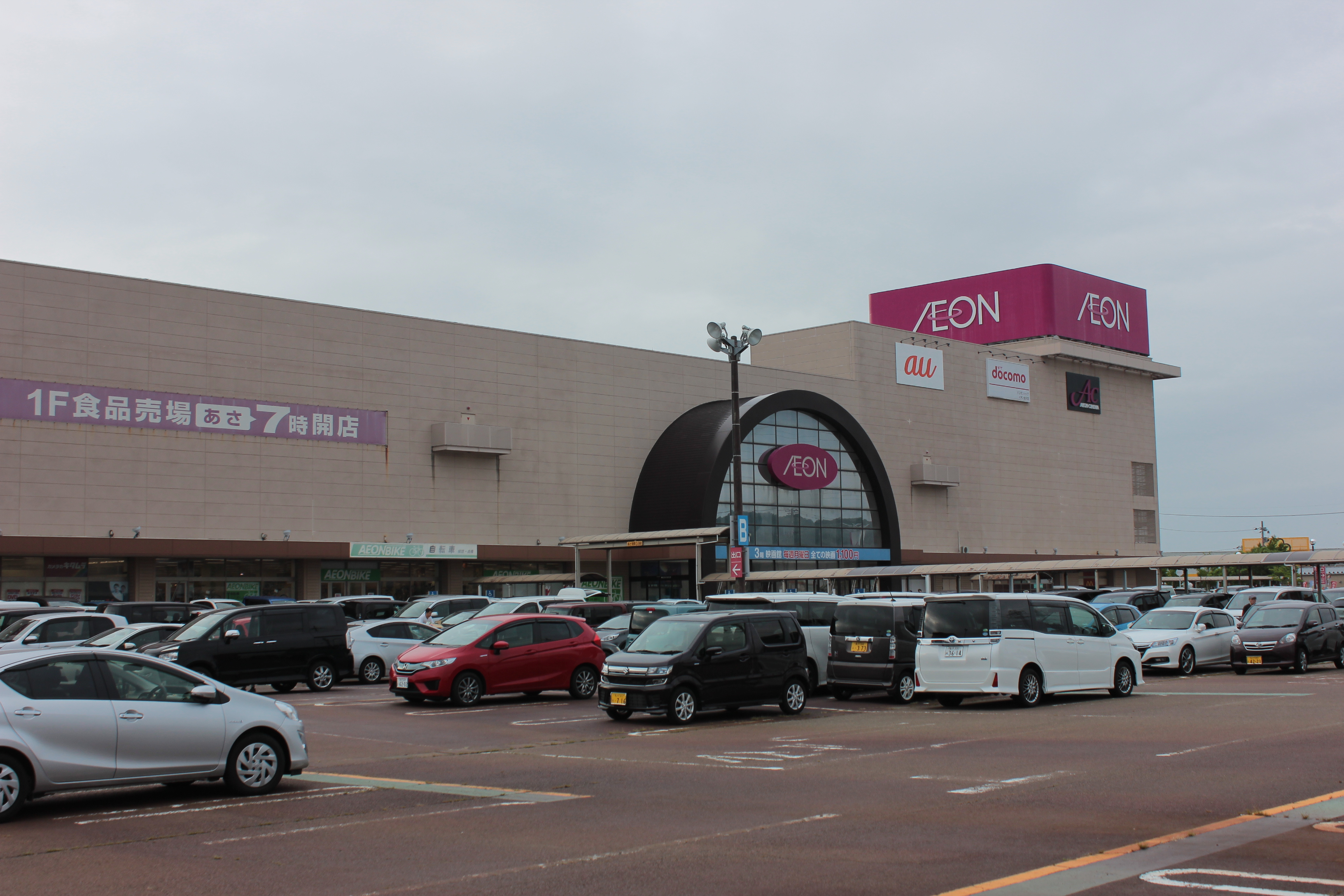
金沢
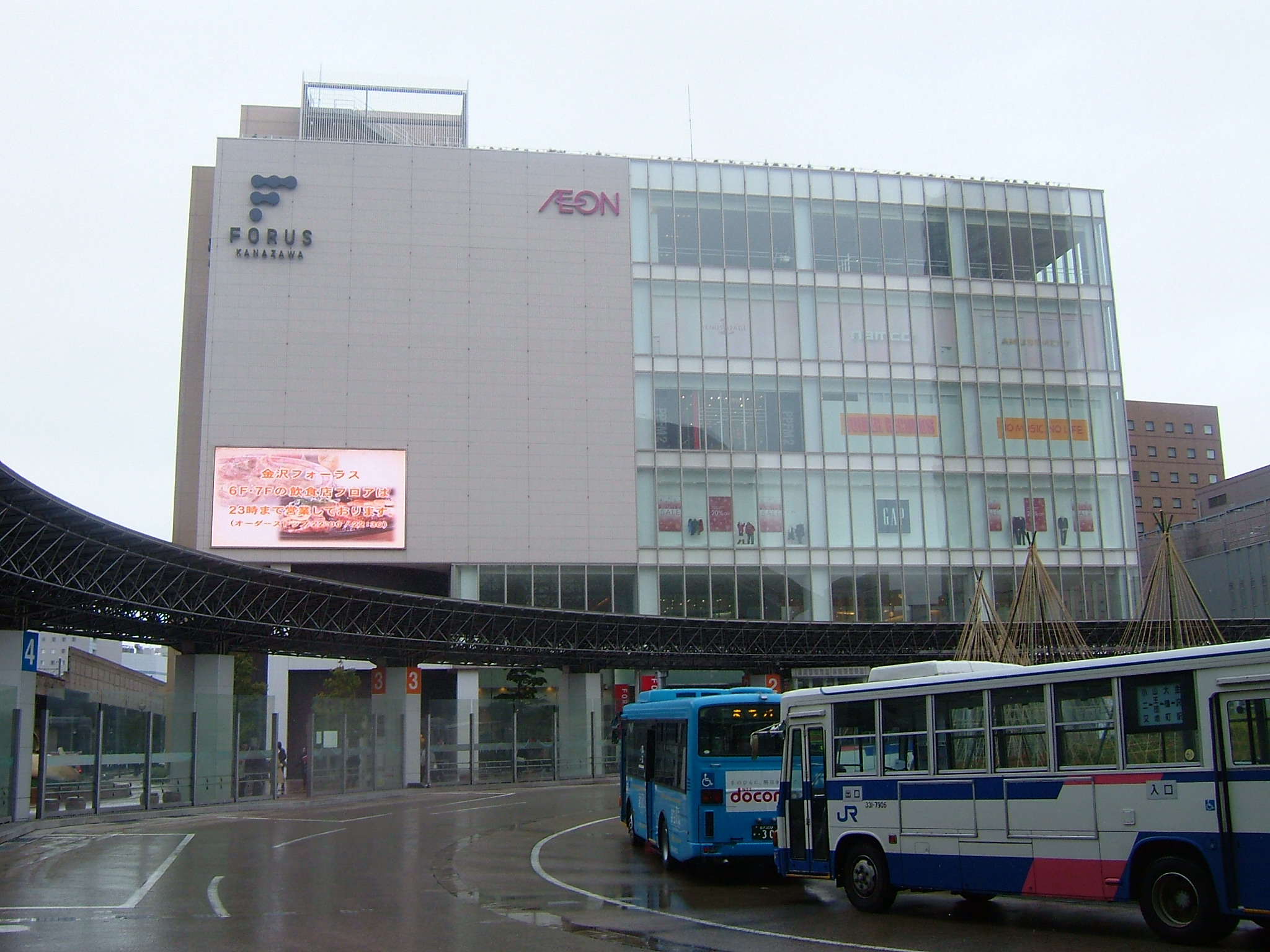
金沢フォーラス
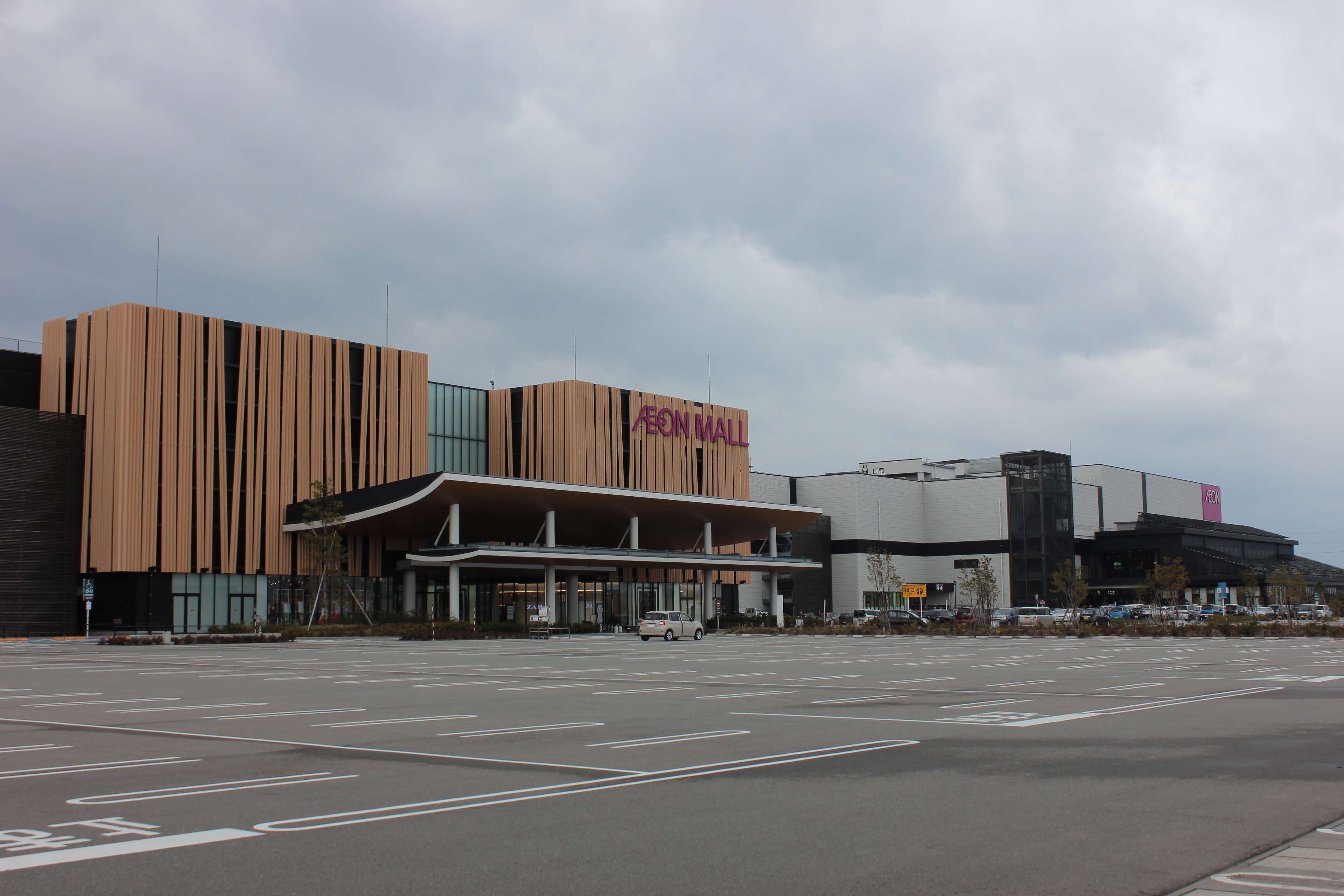
新小松

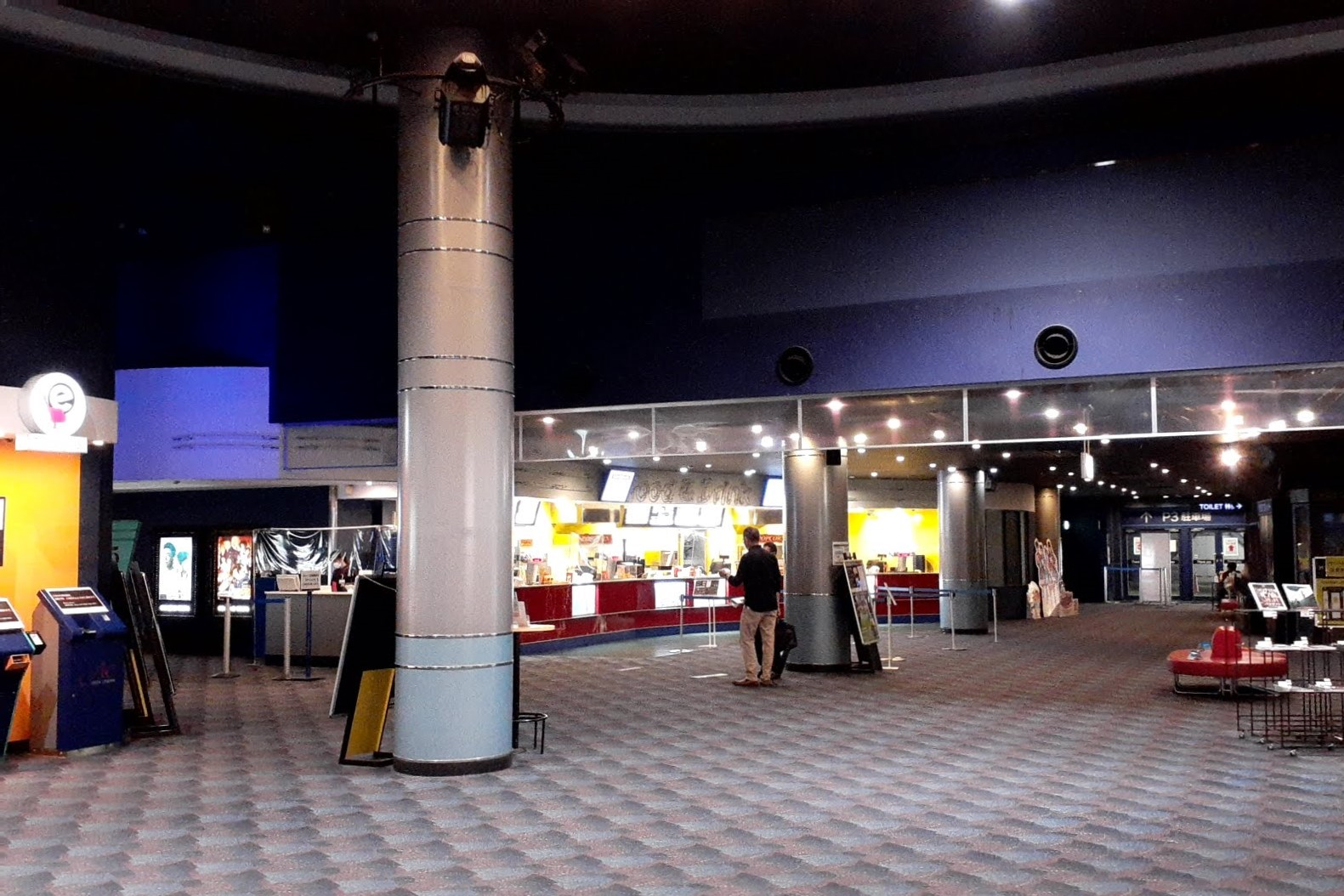
桑名
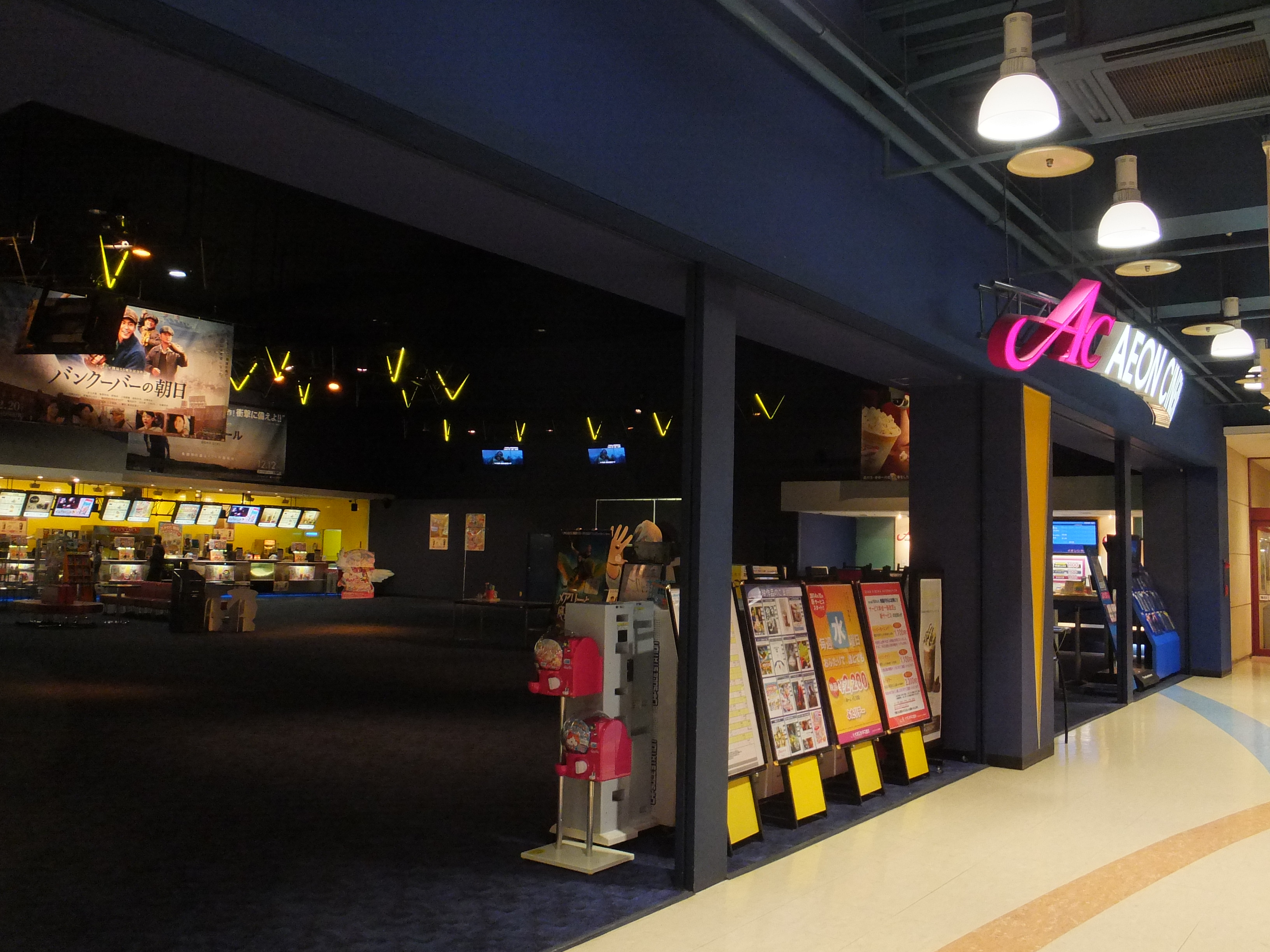
豊川
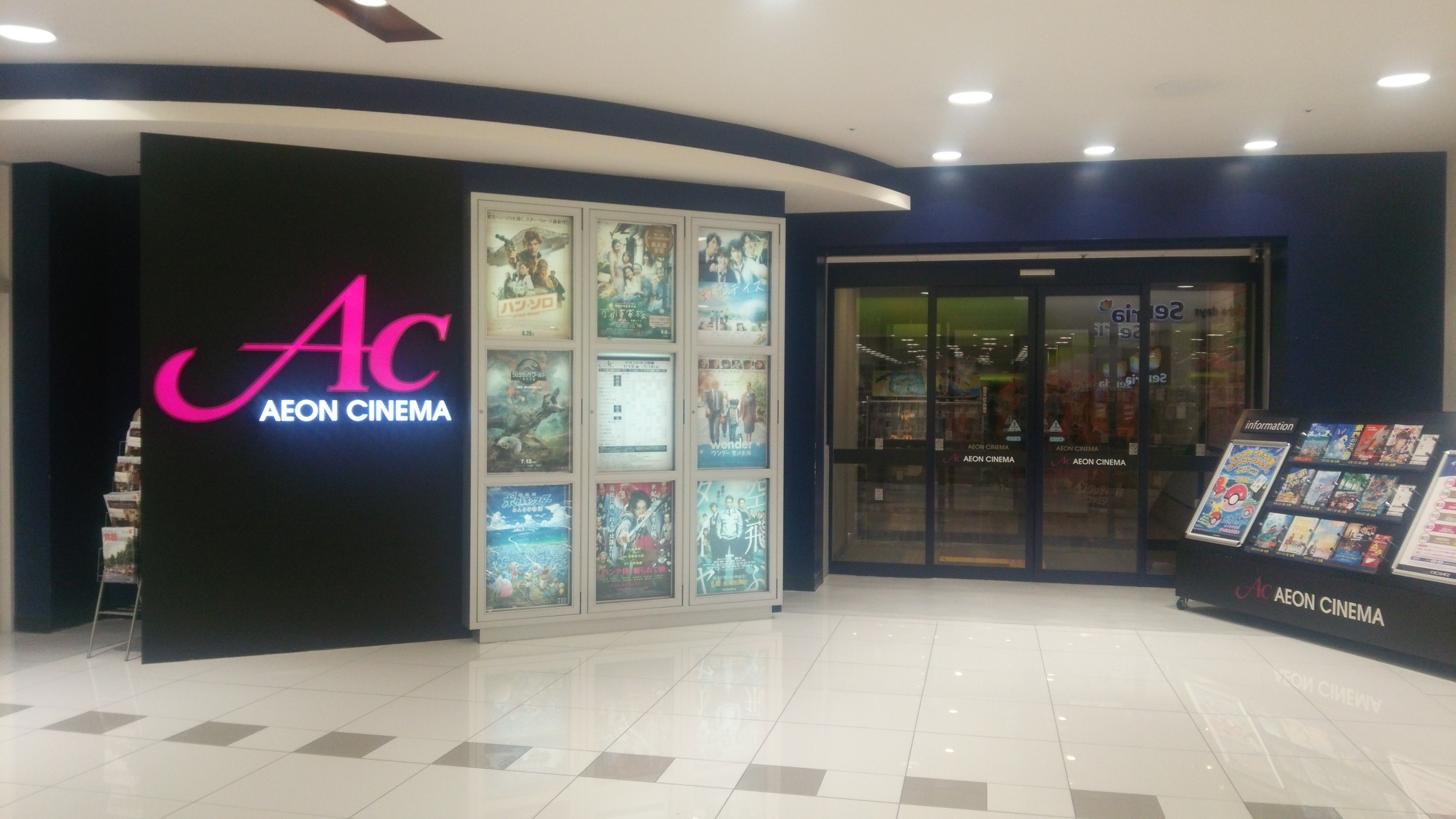
鈴鹿
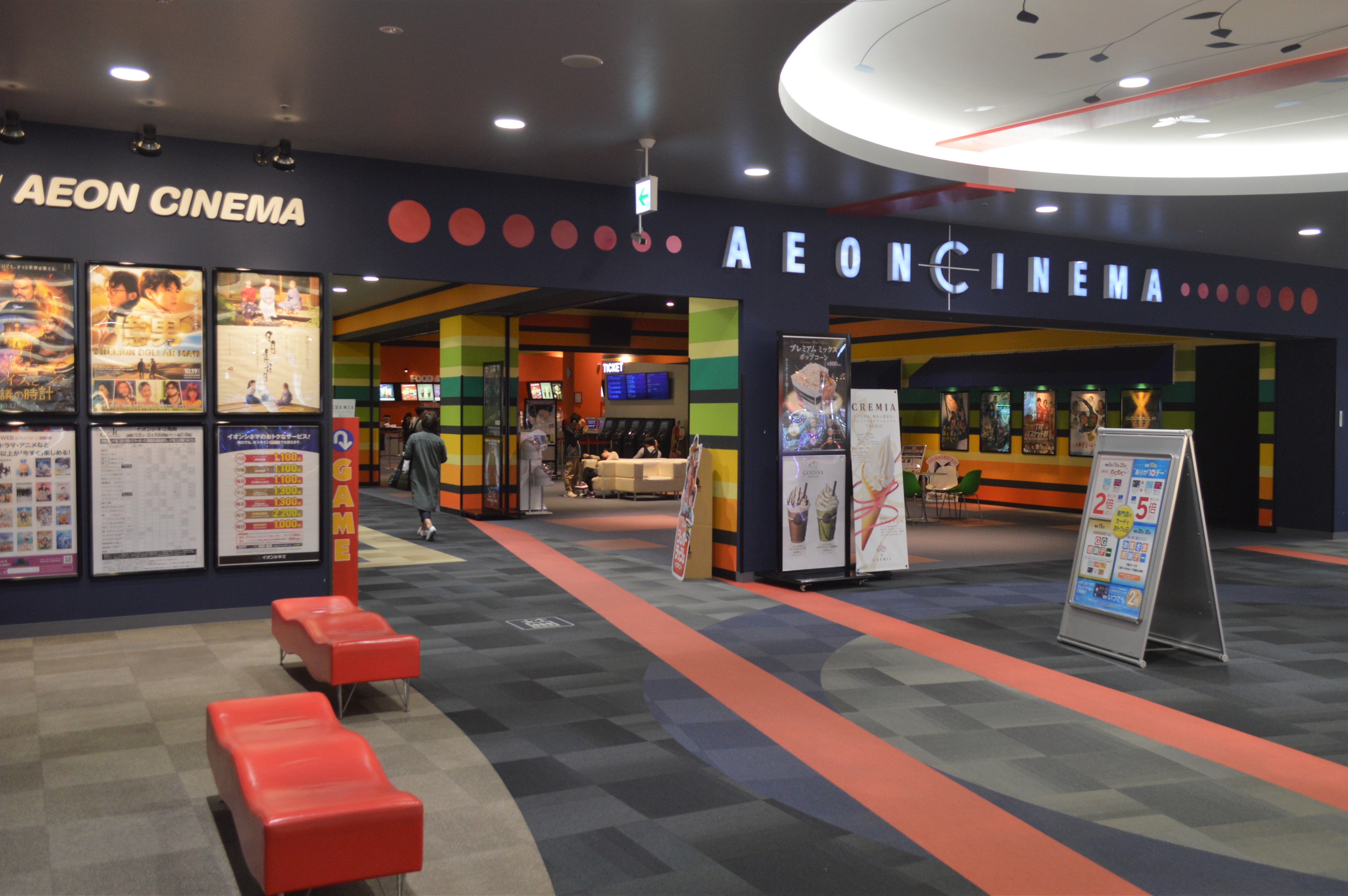
岡崎
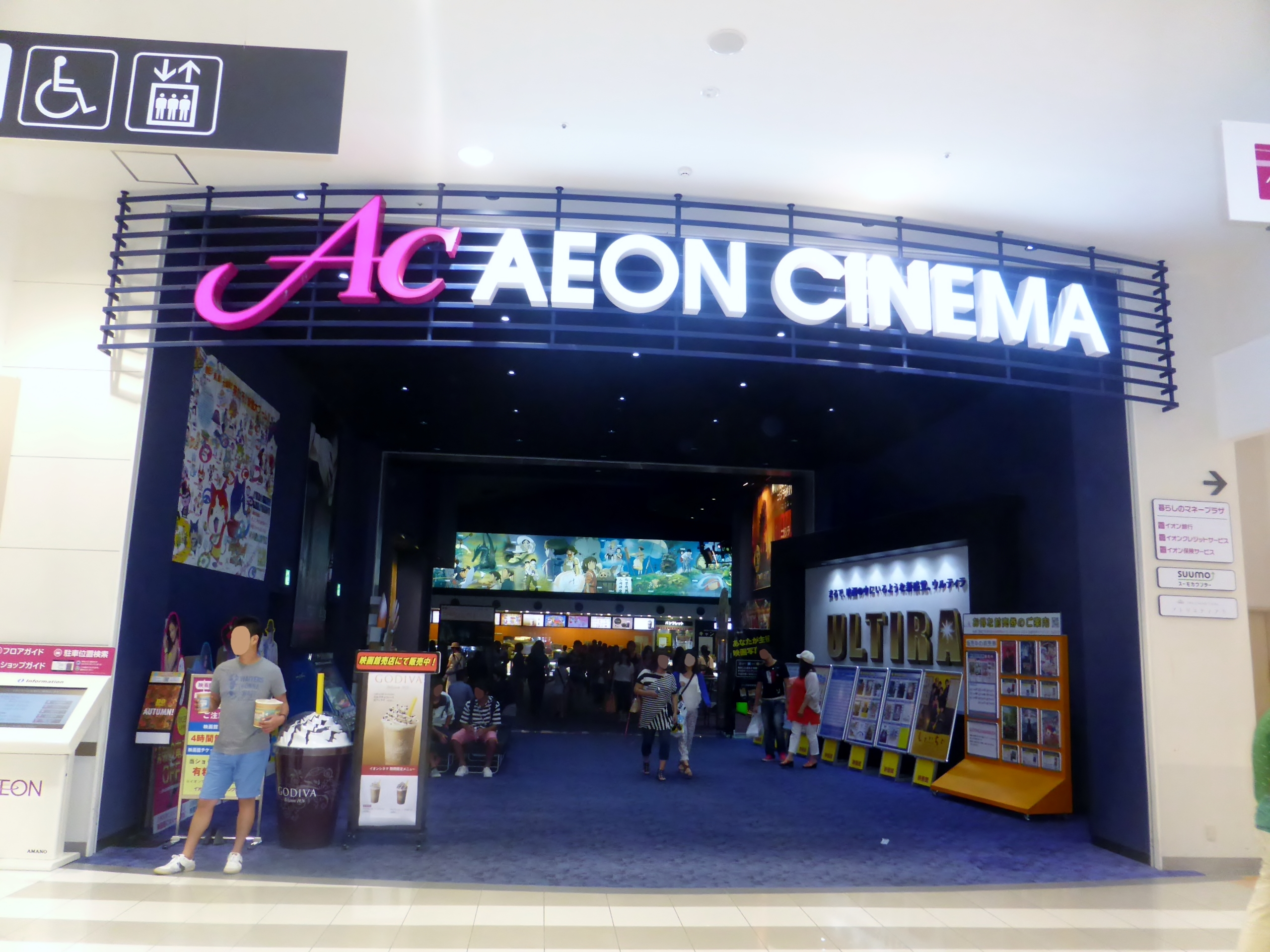
大高
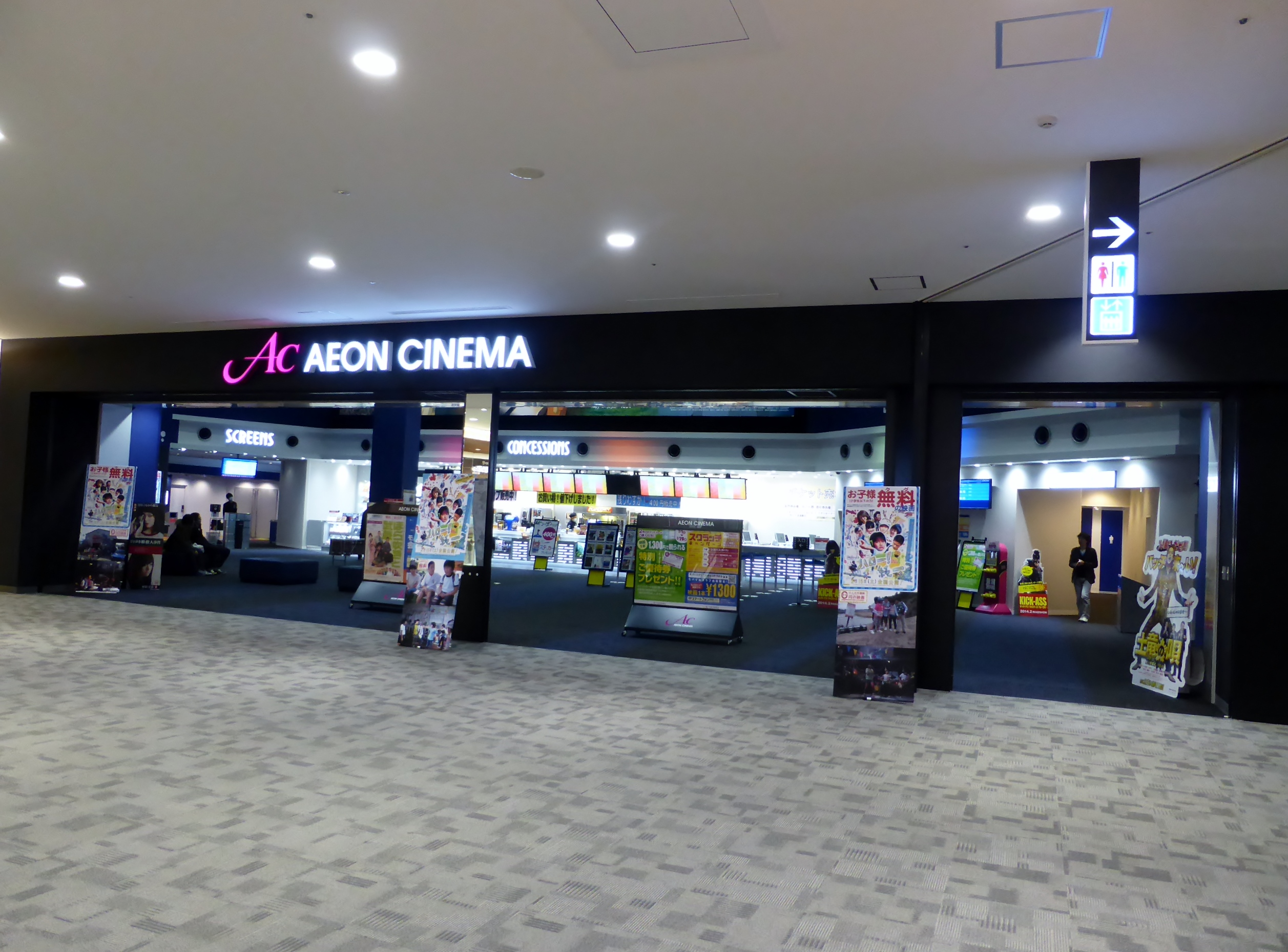
東員
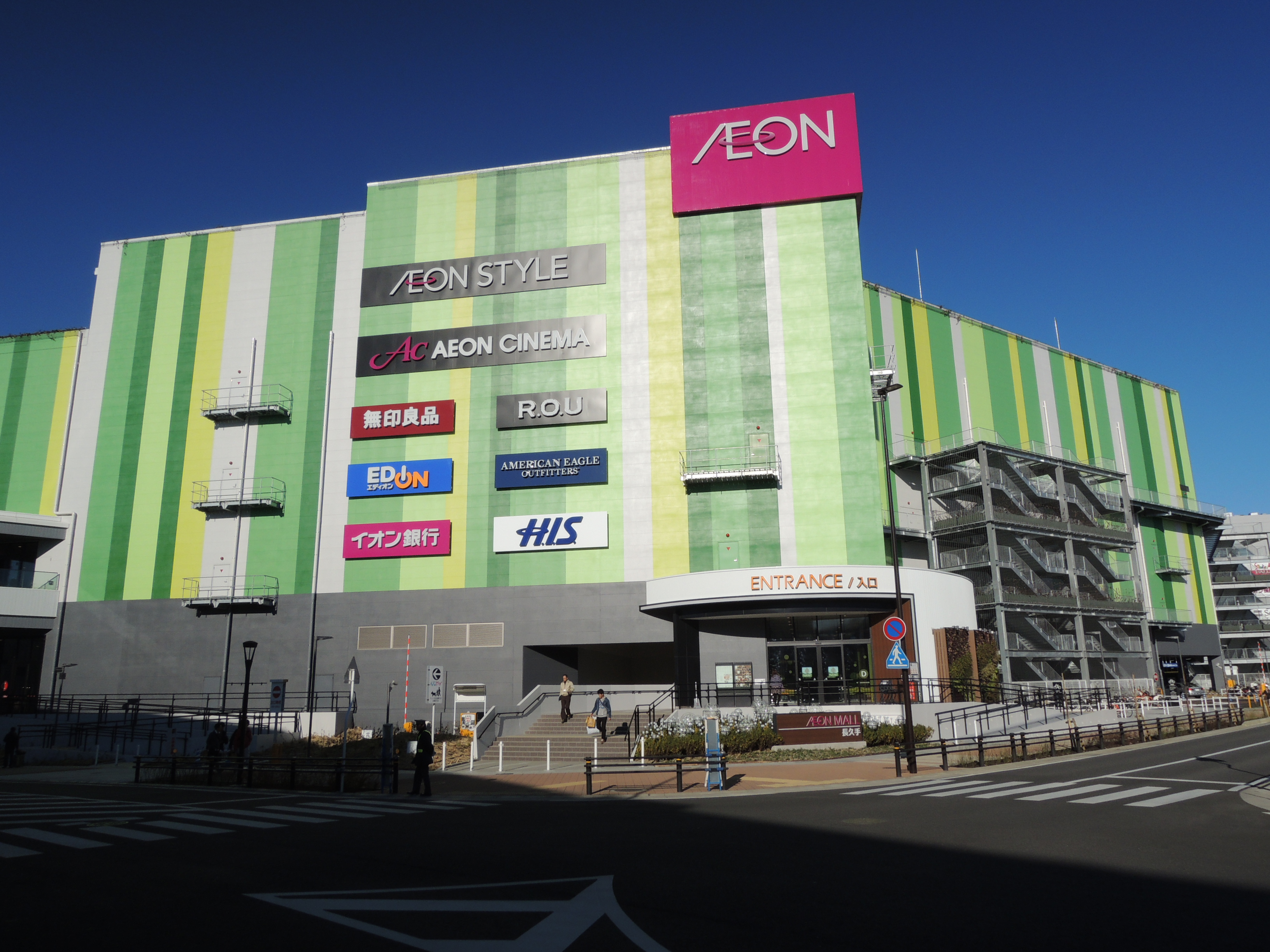
長久手
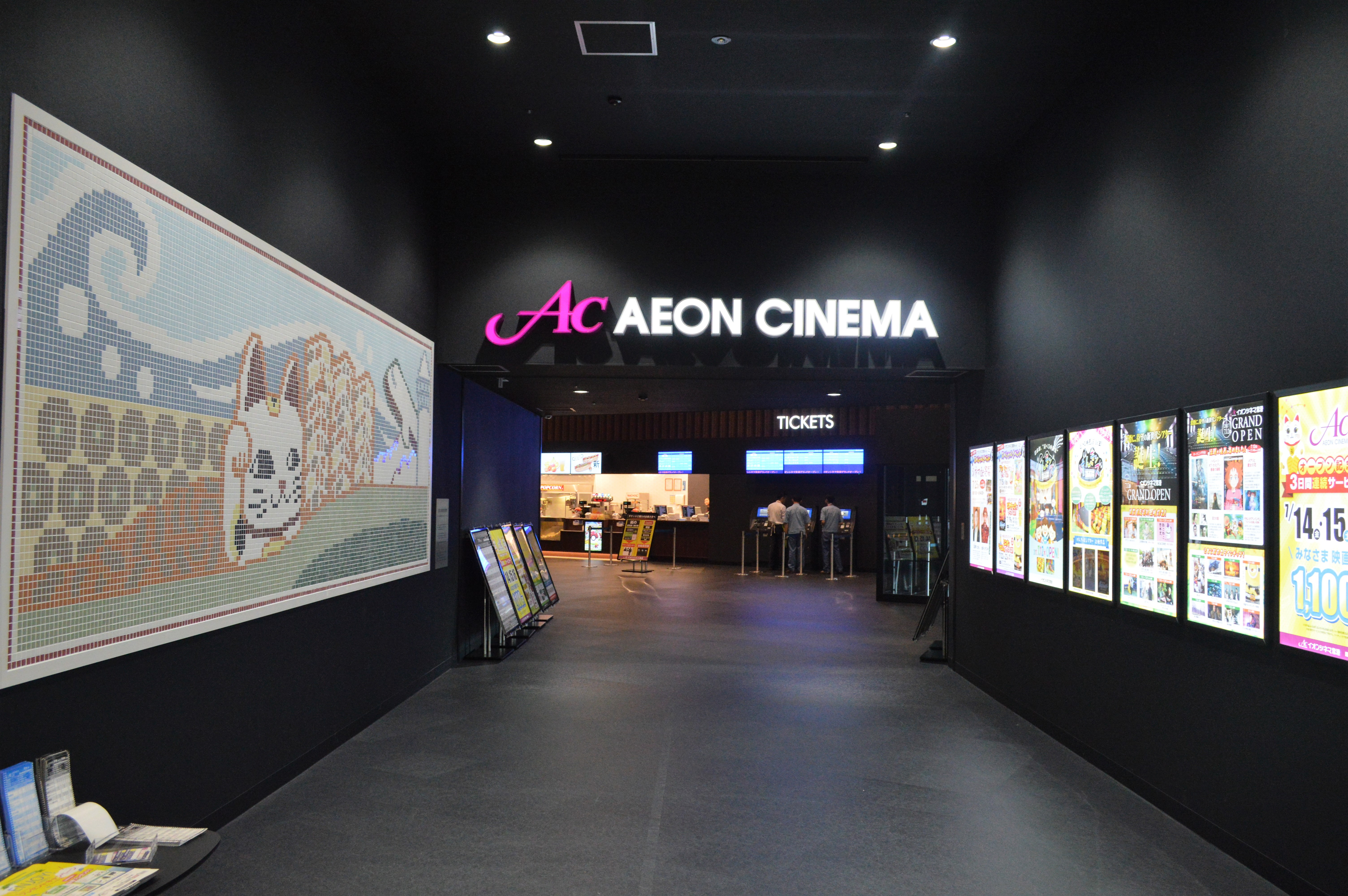
常滑
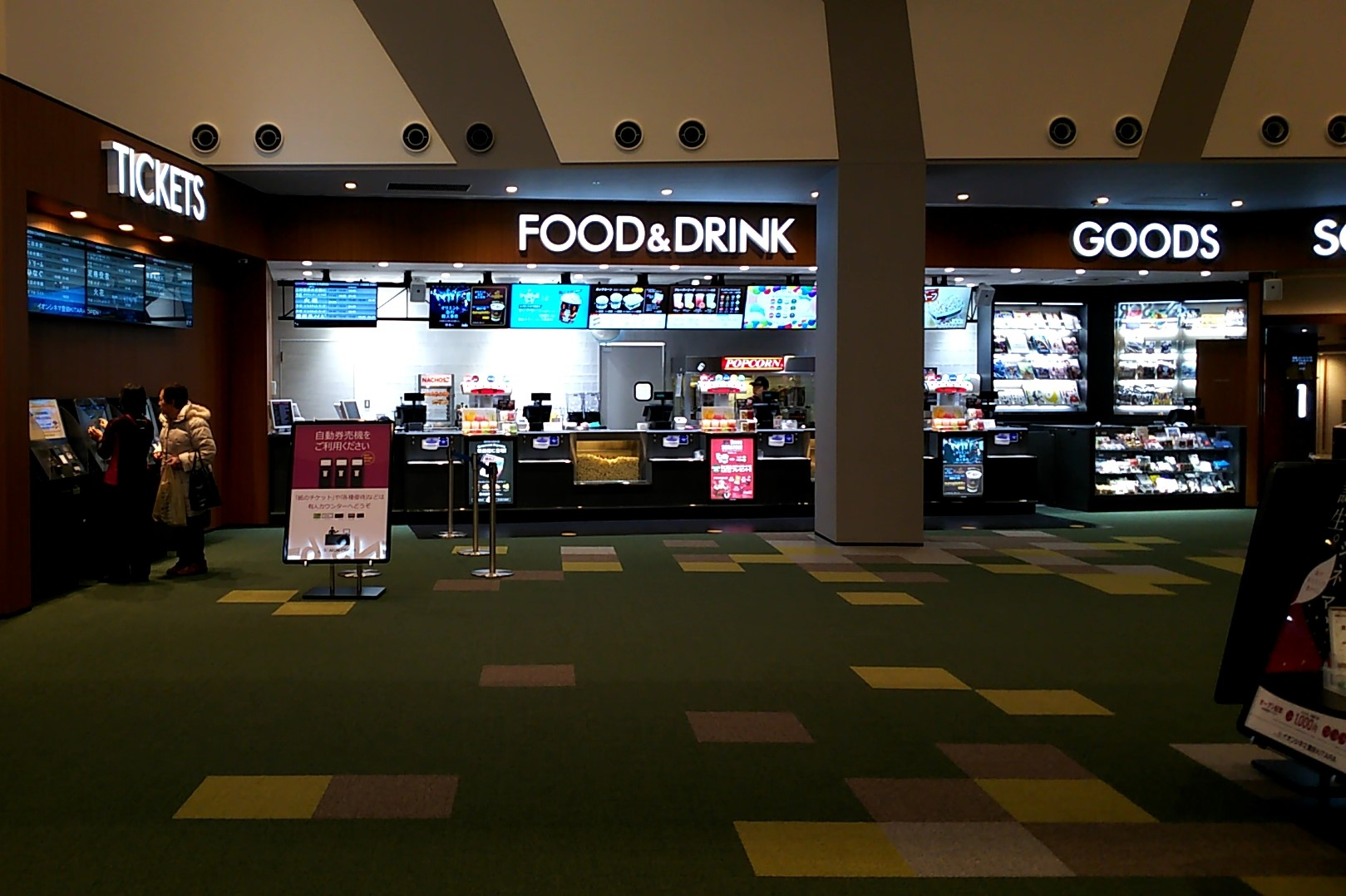
豊田KiTARA
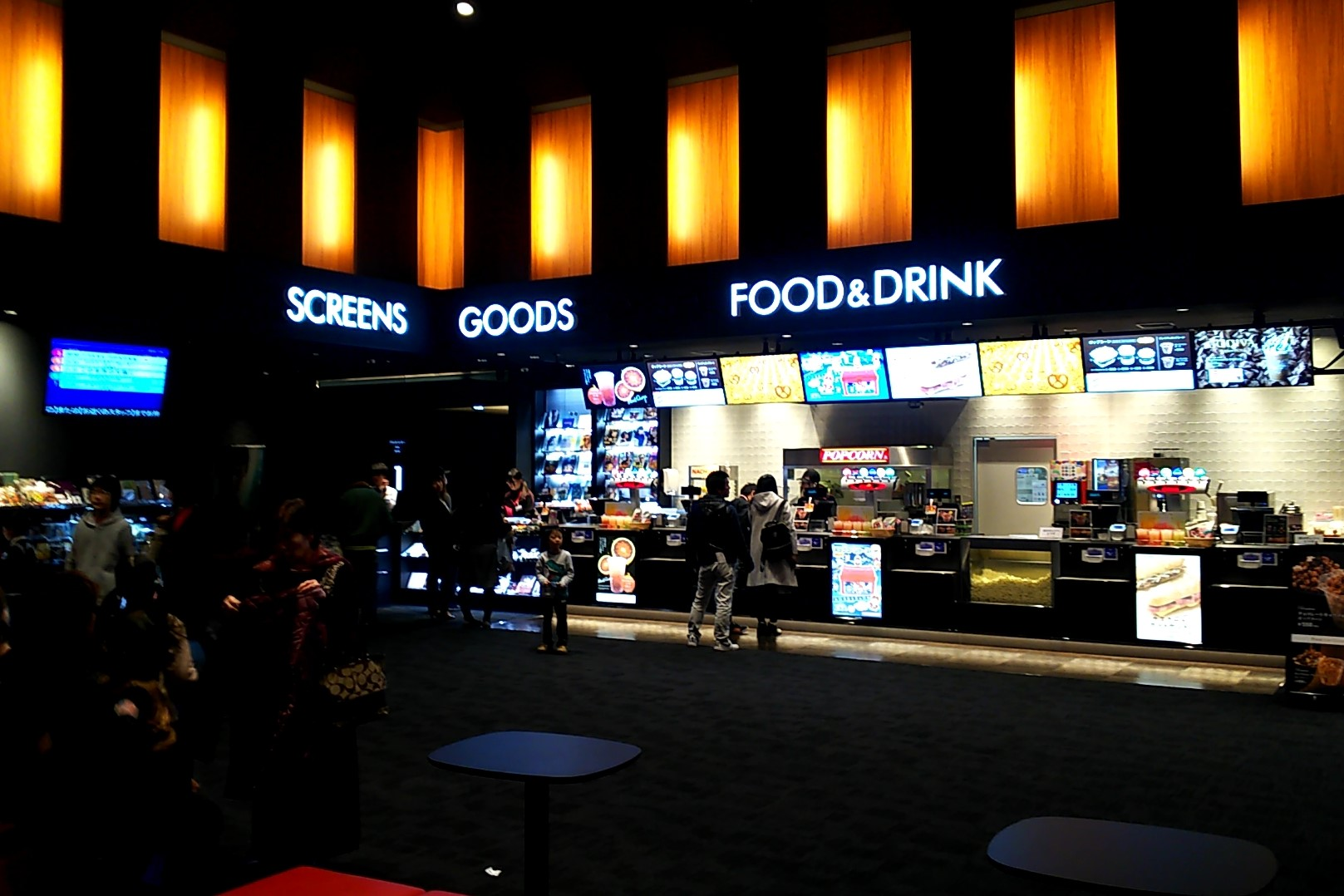
松本
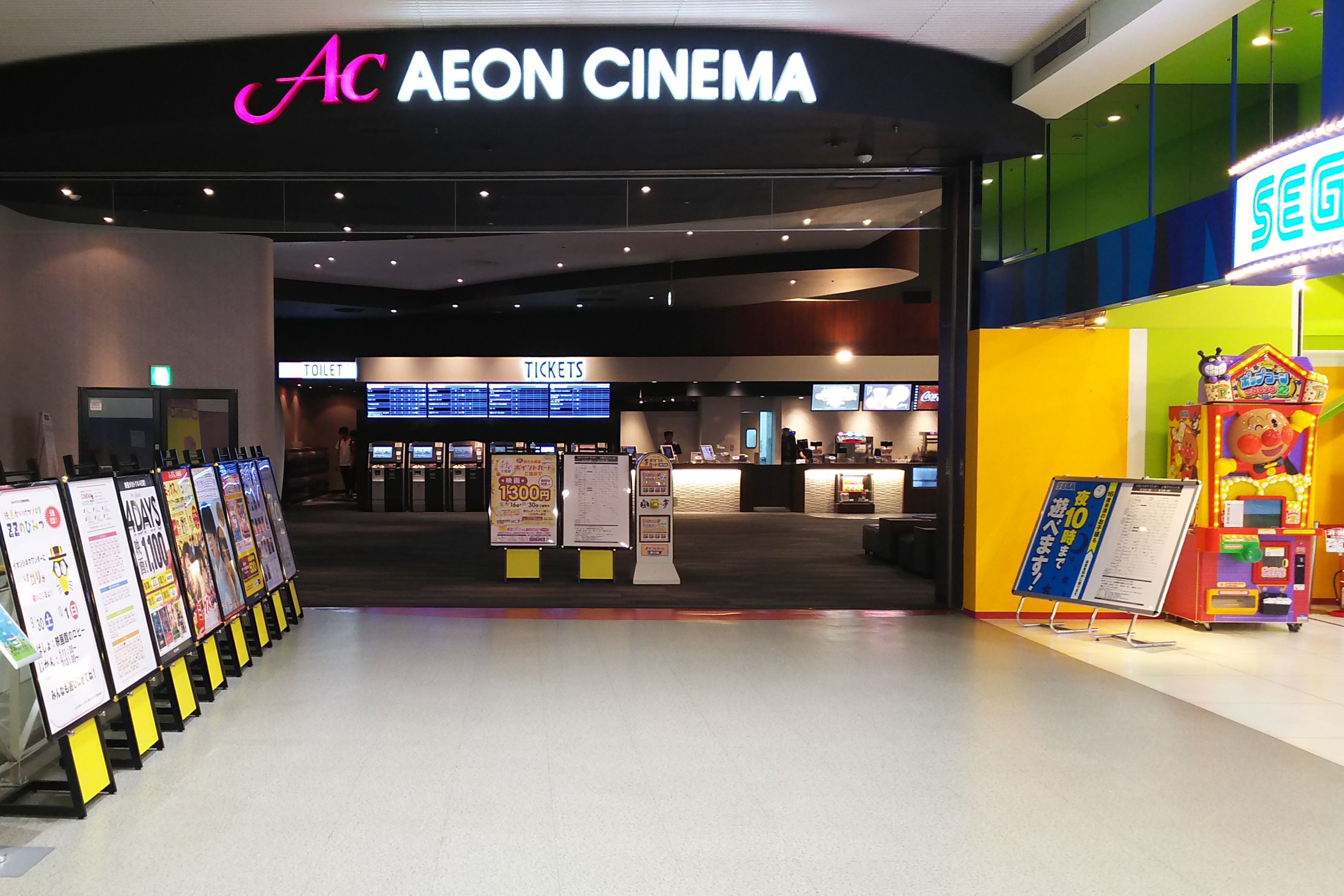
ワンダー
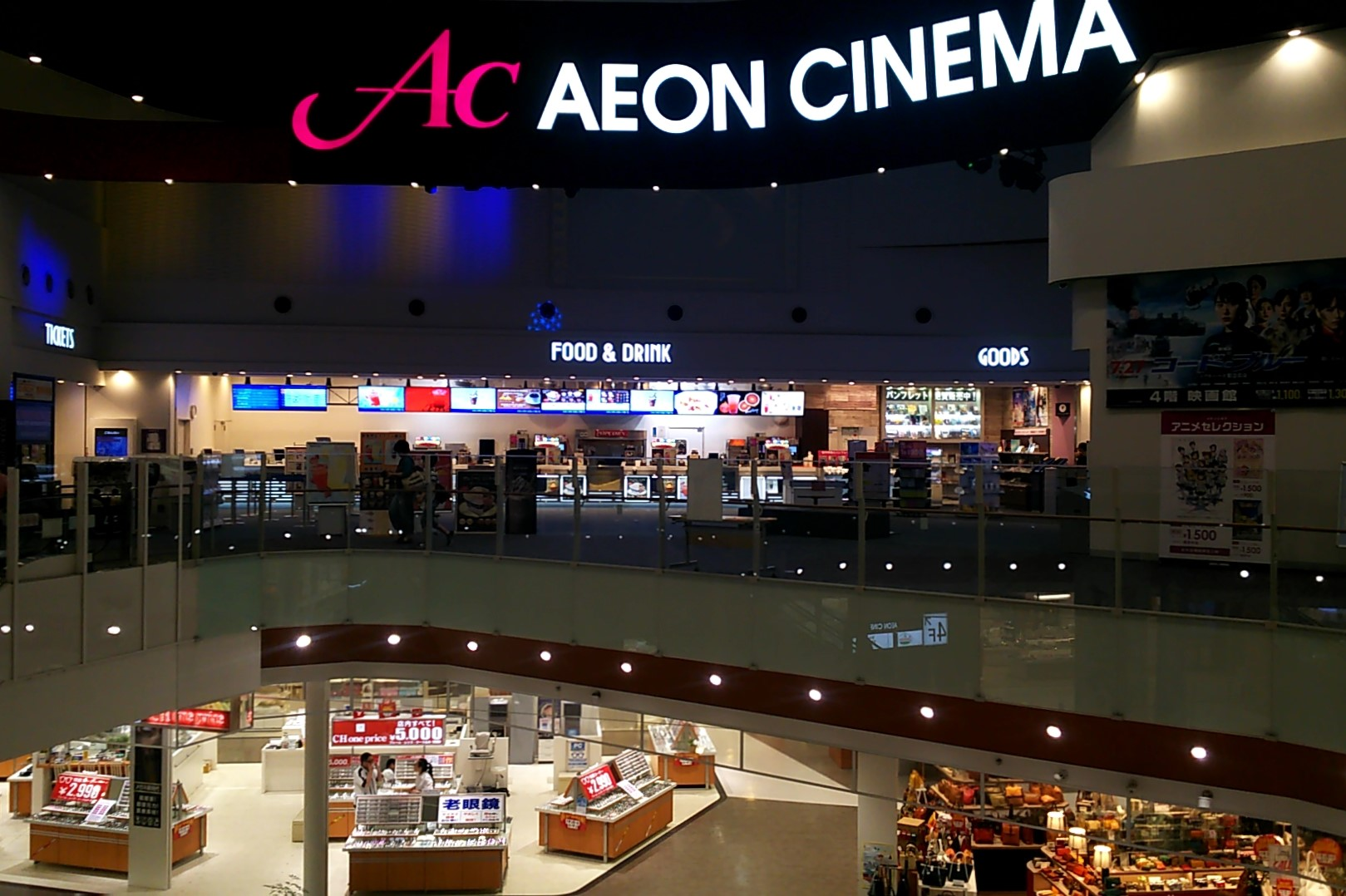
名古屋茶屋
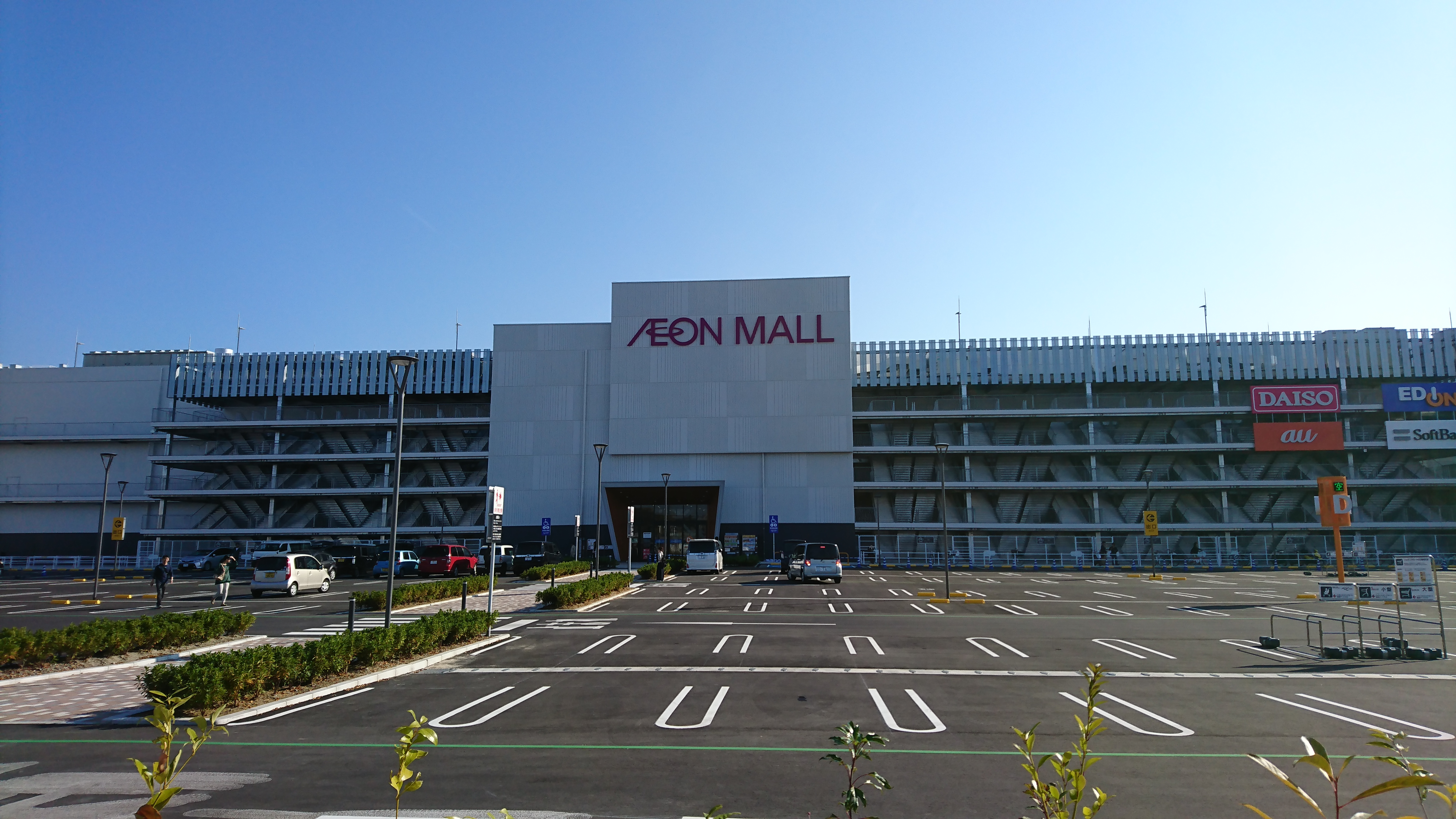
津南

| 劇場名           | 旧     | 所在地                                          | スクリーン数        | 開館日         | 設備   | 設備   | 導入設備／備考                                          |
| 劇場名           | 旧     | 併設施設                                        | 座席数              | 開館日         | サ     | ス     | 導入設備／備考                                          |
| 新潟県           | 新潟県 | 新潟県                                          | 新潟県              | 新潟県         | 新潟県 | 新潟県 | 新潟県                                                  |
| ---------------- | ------ | ----------------------------------------------- | ------------------- | -------------- | ------ | ------ | ------------------------------------------------------- |
| 県央             | W      | 新潟県燕市 イオン県央店                         | 7スクリーン 1349席  | 1997年9月27日  |        |        |                                                         |
| 新潟西           | W      | 新潟県新潟市西区 イオン新潟西店                 | 9スクリーン 2160席  | 2000年10月20日 |        |        | イオンシネマ統合時に「新潟」から改称                    |
| 新潟亀田インター | W      | 新潟県新潟市江南区 イオンモール新潟亀田インター | 9スクリーン 1459席  | 2007年10月26日 |        |        | 2024年10月23日に「新潟南」から改称 アップグレードシート |
| 富山県           |        |                                                 |                     |                |        |        |                                                         |
| となみ           |        | 富山県砺波市 イオンモールとなみ                 | 5スクリーン 414席   | 2023年7月1日   |        |        | ドルビーアトモスを全スクリーンに導入                    |
| 石川県           |        |                                                 |                     |                |        |        |                                                         |
| 金沢             | W      | 石川県金沢市 イオン金沢店                       | 8スクリーン 1758席  | 2000年4月21日  |        |        |                                                         |
| 金沢フォーラス   | A      | 石川県金沢市 金沢フォーラス                     | 9スクリーン 1326席  | 2006年11月2日  |        |        | アップグレードシート                                    |
| 新小松           |        | 石川県小松市 イオンモール新小松                 | 7スクリーン 1075席  | 2017年3月24日  |        |        |                                                         |
| 白山             |        | 石川県白山市 イオンモール白山                   | 10スクリーン 1102席 | 2021年7月19日  |        |        | - グランシアター - アップグレードシート                 |
| 長野県           |        |                                                 |                     |                |        |        |                                                         |
| 松本             |        | 長野県松本市 イオンモール松本                   | 8スクリーン 1086席  | 2017年9月21日  |        |        | VIVE-AUDIO                                              |
| 岐阜県           |        |                                                 |                     |                |        |        |                                                         |
| 各務原           | W      | 岐阜県各務原市 イオンモール各務原インター       | 10スクリーン 1694席 | 2007年7月28日  |        |        |                                                         |
| 土岐             |        | 岐阜県土岐市 イオンモール土岐                   | 6スクリーン 414席   | 2025年4月18日  |        |        | [ 24 ]                                                  |
| 静岡県           |        |                                                 |                     |                |        |        |                                                         |
| 富士宮           | A      | 静岡県富士宮市 イオンモール富士宮               | 6スクリーン 897席   | 2010年11月19日 |        |        |                                                         |
| 愛知県           |        |                                                 |                     |                |        |        |                                                         |
| 豊川             | W      | 愛知県豊川市 イオン豊川開運通店                 | 7スクリーン 1771席  | 1998年9月22日  |        |        |                                                         |
| ワンダー         | A      | 愛知県名古屋市西区 Mozoワンダーシティ           | 10スクリーン 1650席 | 2000年11月3日  | ○      |        | - アップグレードシート - エンドファイア・アレイ         |
| 岡崎             | A      | 愛知県岡崎市 イオンモール岡崎                   | 10スクリーン 1356席 | 2008年11月28日 |        |        |                                                         |
| 大高             | W      | 愛知県名古屋市緑区 イオンモール大高             | 10スクリーン 1846席 | 2010年3月23日  |        |        |                                                         |
| 名古屋茶屋       |        | 愛知県名古屋市港区 イオンモール名古屋茶屋       | 12スクリーン 1792席 | 2014年6月27日  |        |        |                                                         |
| 長久手           |        | 愛知県長久手市 イオンモール長久手               | 10スクリーン 1569席 | 2016年12月9日  |        |        | VIVE-AUDIO                                              |
| 常滑             |        | 愛知県常滑市 イオンモール常滑                   | 9スクリーン 1071席  | 2017年7月12日  |        |        | げんきッズシアター                                      |
| 豊田KiTARA       |        | 愛知県豊田市 KiTARA                             | 9スクリーン 1138席  | 2017年11月25日 |        |        |                                                         |
| 三重県           |        |                                                 |                     |                |        |        |                                                         |
| 桑名             | W      | 三重県桑名市 イオンモール桑名                   | 8スクリーン 1875席  | 1995年3月24日  |        |        |                                                         |
| 鈴鹿             | W      | 三重県鈴鹿市 イオンモール鈴鹿                   | 8スクリーン 1670席  | 2003年7月12日  |        |        |                                                         |
| 東員             |        | 三重県員弁郡東員町 イオンモール東員             | 10スクリーン 1629席 | 2013年11月23日 |        |        | イオンエンターテイメント統合後初の新規オープン劇場      |
| 津南             |        | 三重県津市 イオンモール津南                     | 9スクリーン 1323席  | 2018年11月9日  |        |        | VIVE-AUDIO                                              |

- 新潟亀田インター
（旧：新潟南）
- 金沢
- 金沢フォーラス
- 新小松

- 桑名
- 豊川
- 鈴鹿
- 岡崎
- 大高
- 東員
- 長久手
- 常滑
- 豊田KiTARA
- 松本
- ワンダー
- 名古屋茶屋
- 津南

#### 近畿
| 劇場名             | 旧     | 所在地                                              | スクリーン数        | 開館日         | 設備   | 設備   | 導入設備／備考                                             |
| 劇場名             | 旧     | 併設施設                                            | 座席数              | 開館日         | サ     | ス     | 導入設備／備考                                             |
| 滋賀県             | 滋賀県 | 滋賀県                                              | 滋賀県              | 滋賀県         | 滋賀県 | 滋賀県 | 滋賀県                                                     |
| ------------------ | ------ | --------------------------------------------------- | ------------------- | -------------- | ------ | ------ | ---------------------------------------------------------- |
| 近江八幡           | W      | 滋賀県近江八幡市 イオン近江八幡ショッピングセンター | 8スクリーン 1590席  | 2000年10月6日  | ○      |        | - THX認定スクリーン - アップグレードシート                 |
| 草津               | W      | 滋賀県草津市 イオンモール草津                       | 9スクリーン 1556席  | 2008年11月26日 | ○      |        |                                                            |
| 京都府             |        |                                                     |                     |                |        |        |                                                            |
| 久御山             | A      | 京都府久世郡久御山町 イオンモール久御山             | 8スクリーン 1826席  | 1999年6月29日  | ○      |        | 旧イオンシネマズによる第1号館                              |
| 高の原             | W      | 京都府木津川市 イオンモール高の原                   | 9スクリーン 1399席  | 2007年4月26日  |        |        | アップグレードシート                                       |
| 京都桂川           |        | 京都府京都市南区 イオンモール京都桂川               | 12スクリーン 1994席 | 2014年10月17日 | ○      |        |                                                            |
| 大阪府             |        |                                                     |                     |                |        |        |                                                            |
| 茨木               | W      | 大阪府茨木市 イオンモール茨木                       | 10スクリーン 1864席 | 2001年1月1日   |        |        | - THX認定スクリーン - アップグレードシート                 |
| りんくう泉南       | W      | 大阪府泉南市 イオンモールりんくう泉南               | 8スクリーン 1609席  | 2004年11月12日 |        |        | - アップグレードシート - VIVE-AUDIO                        |
| 大日               | W      | 大阪府守口市 イオンモール大日                       | 8スクリーン 1679席  | 2006年9月21日  |        |        |                                                            |
| 四條畷             |        | 大阪府四條畷市 イオンモール四條畷                   | 11スクリーン 1597席 | 2015年10月23日 |        |        | - プレミアシート - コンフォートシート                      |
| シアタス心斎橋     |        | 大阪府大阪市中央区 心斎橋パルコ                     | 7スクリーン 370席   | 2021年3月16日  |        |        | - グランシアター - ハイグレードシート - コンフォートシート |
| 兵庫県             |        |                                                     |                     |                |        |        |                                                            |
| 明石               | W      | 兵庫県明石市 イオン明石ショッピングセンター         | 7スクリーン 1796席  | 1997年10月23日 |        |        |                                                            |
| 三田ウッディタウン | W      | 兵庫県三田市 イオン三田ウッディタウン店             | 7スクリーン 1555席  | 2000年11月1日  |        |        |                                                            |
| 加古川             | W      | 兵庫県加古川市 イオン加古川店                       | 8スクリーン 1541席  | 2001年1月26日  |        |        |                                                            |
| 和歌山県           |        |                                                     |                     |                |        |        |                                                            |
| 和歌山             |        | 和歌山県和歌山市 イオンモール和歌山                 | 10スクリーン 1773席 | 2014年3月16日  |        |        |                                                            |

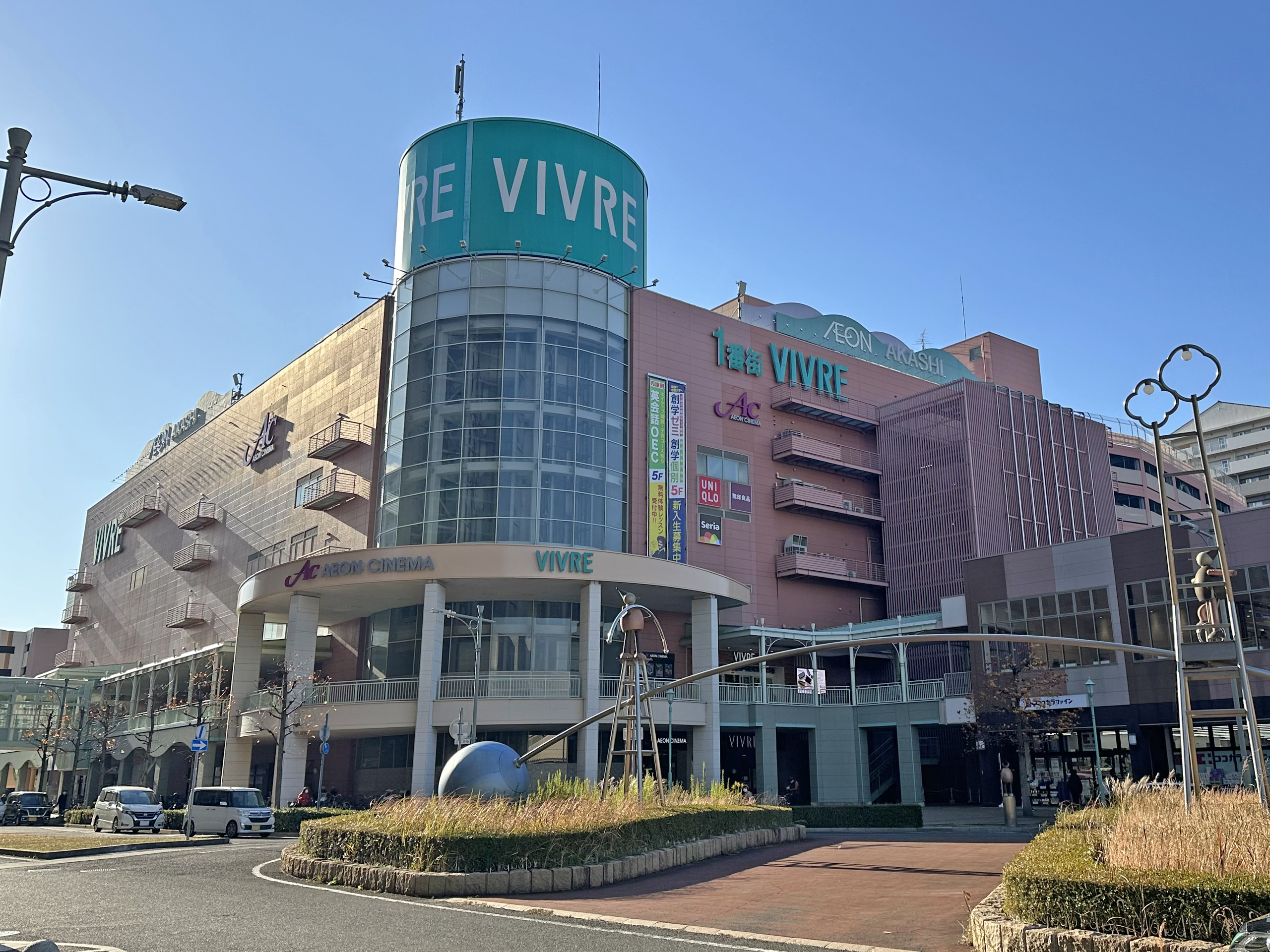
明石
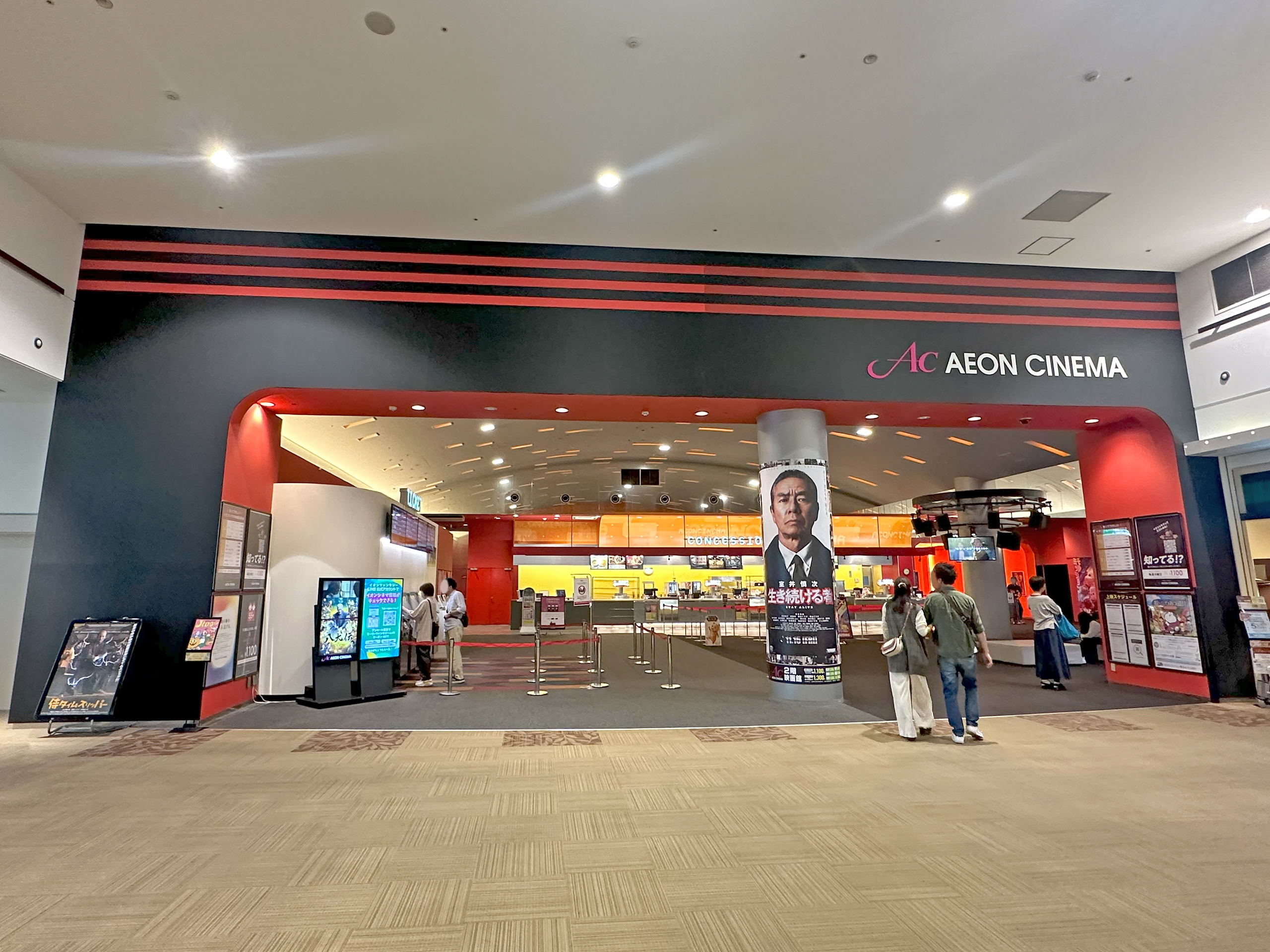
久御山
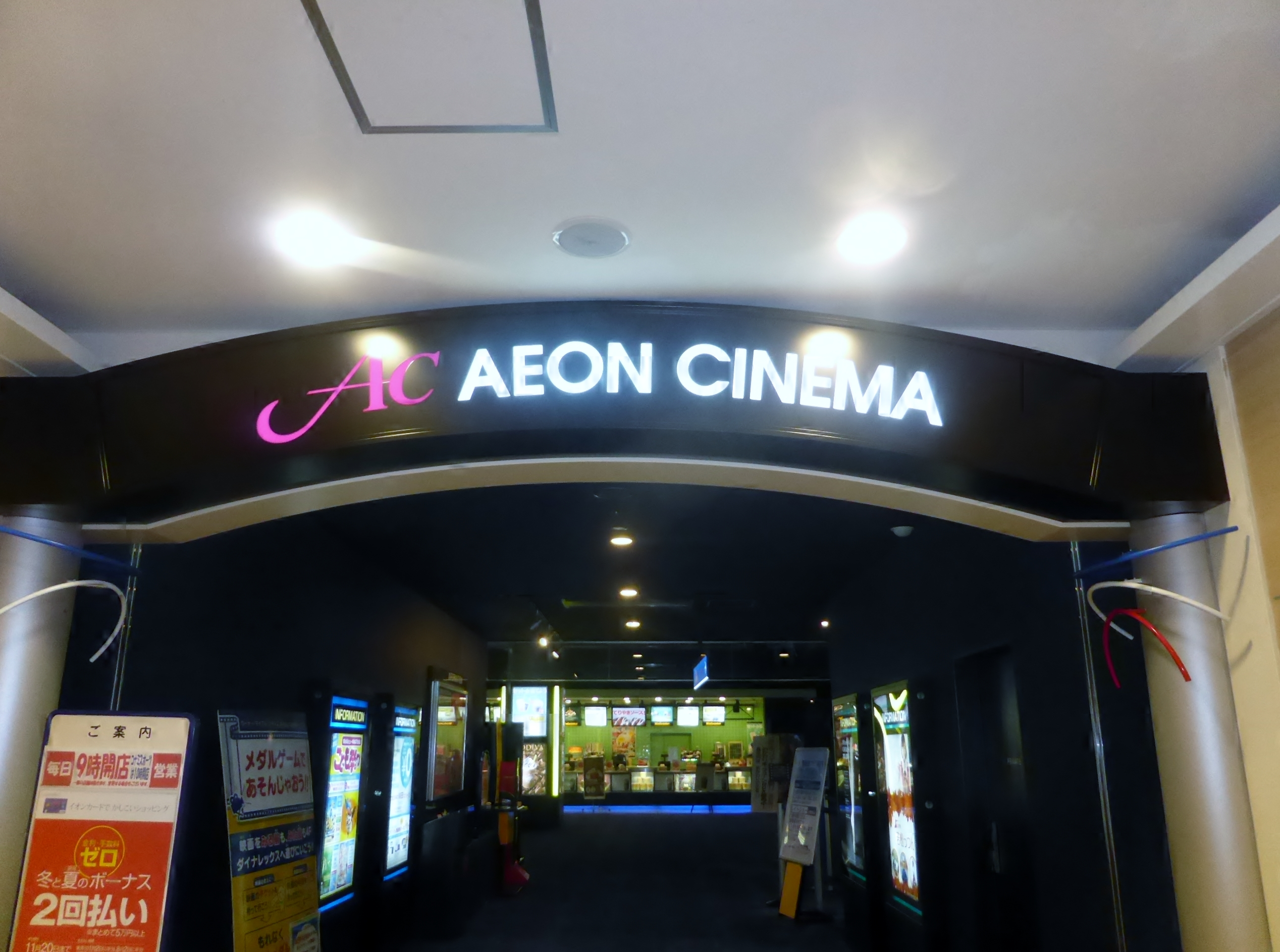
茨木
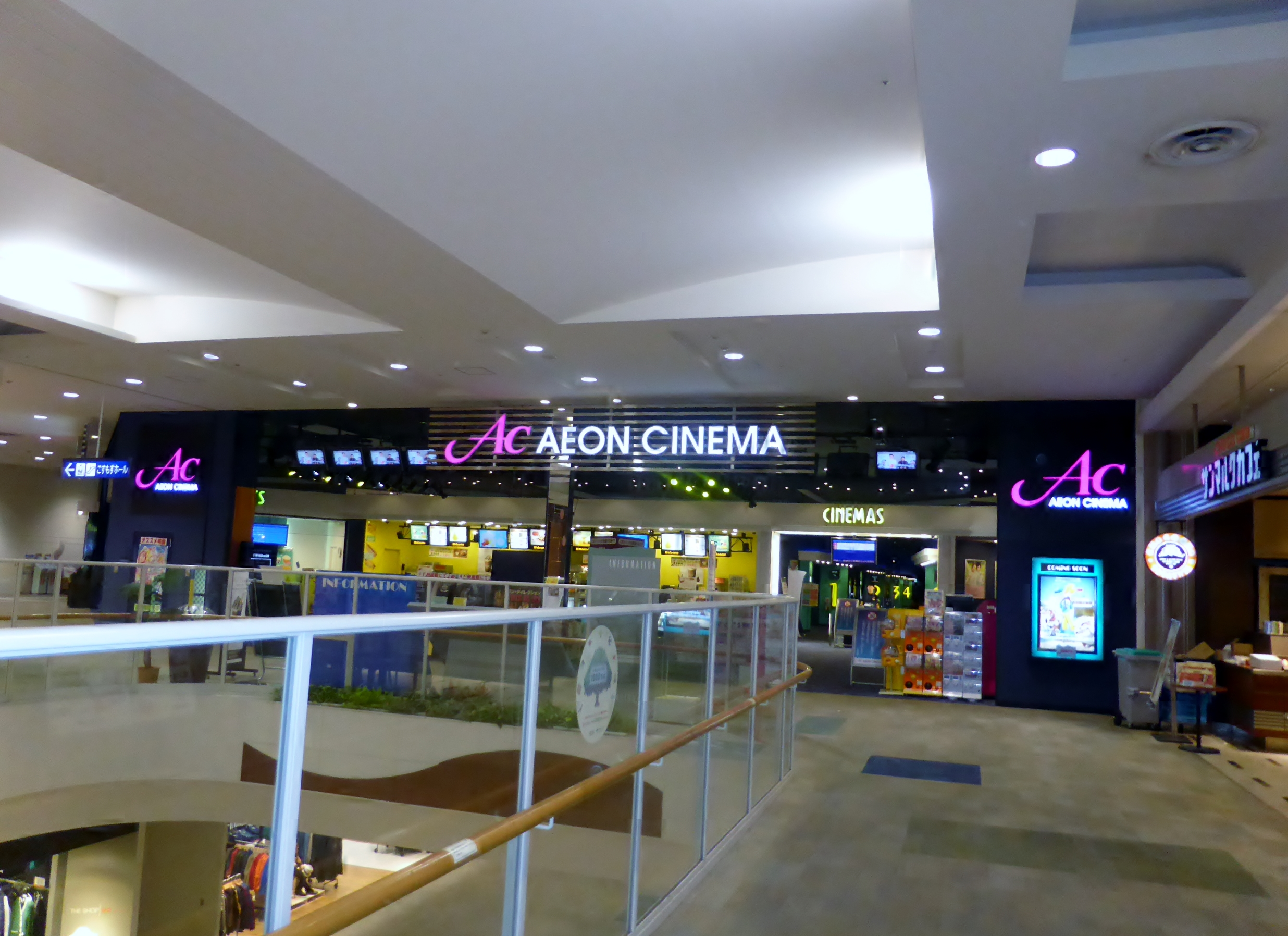
高の原
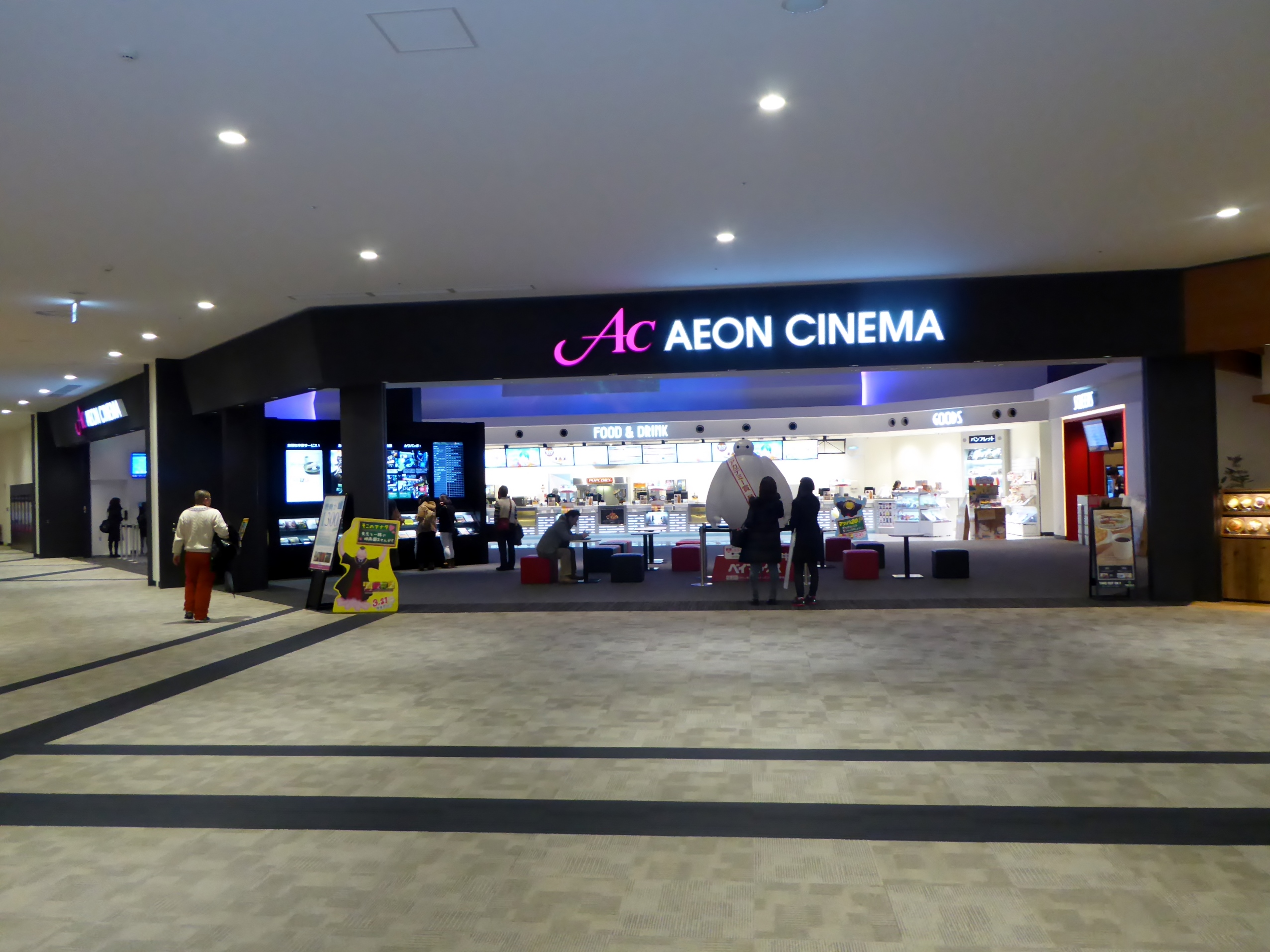
京都桂川
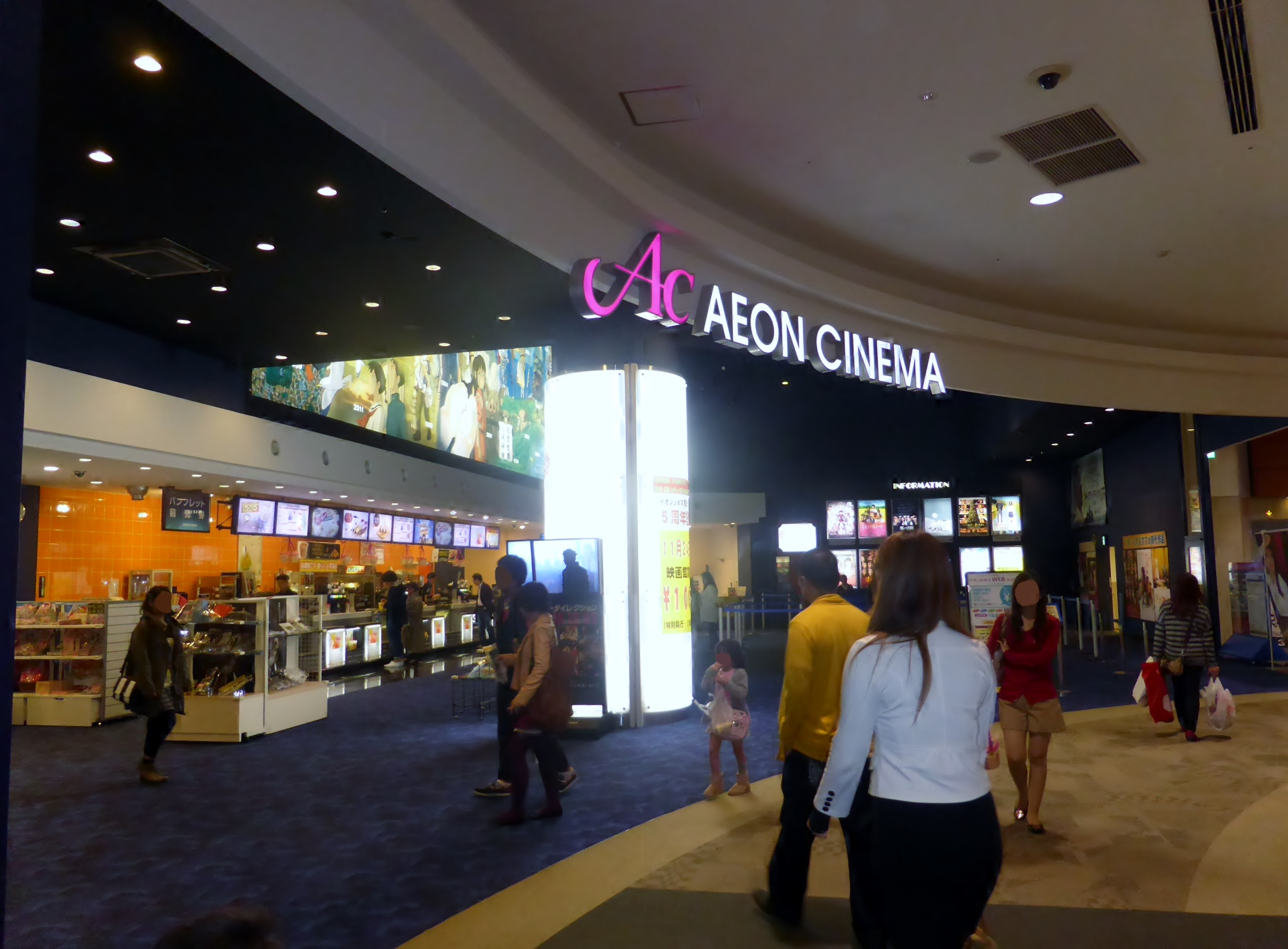
草津
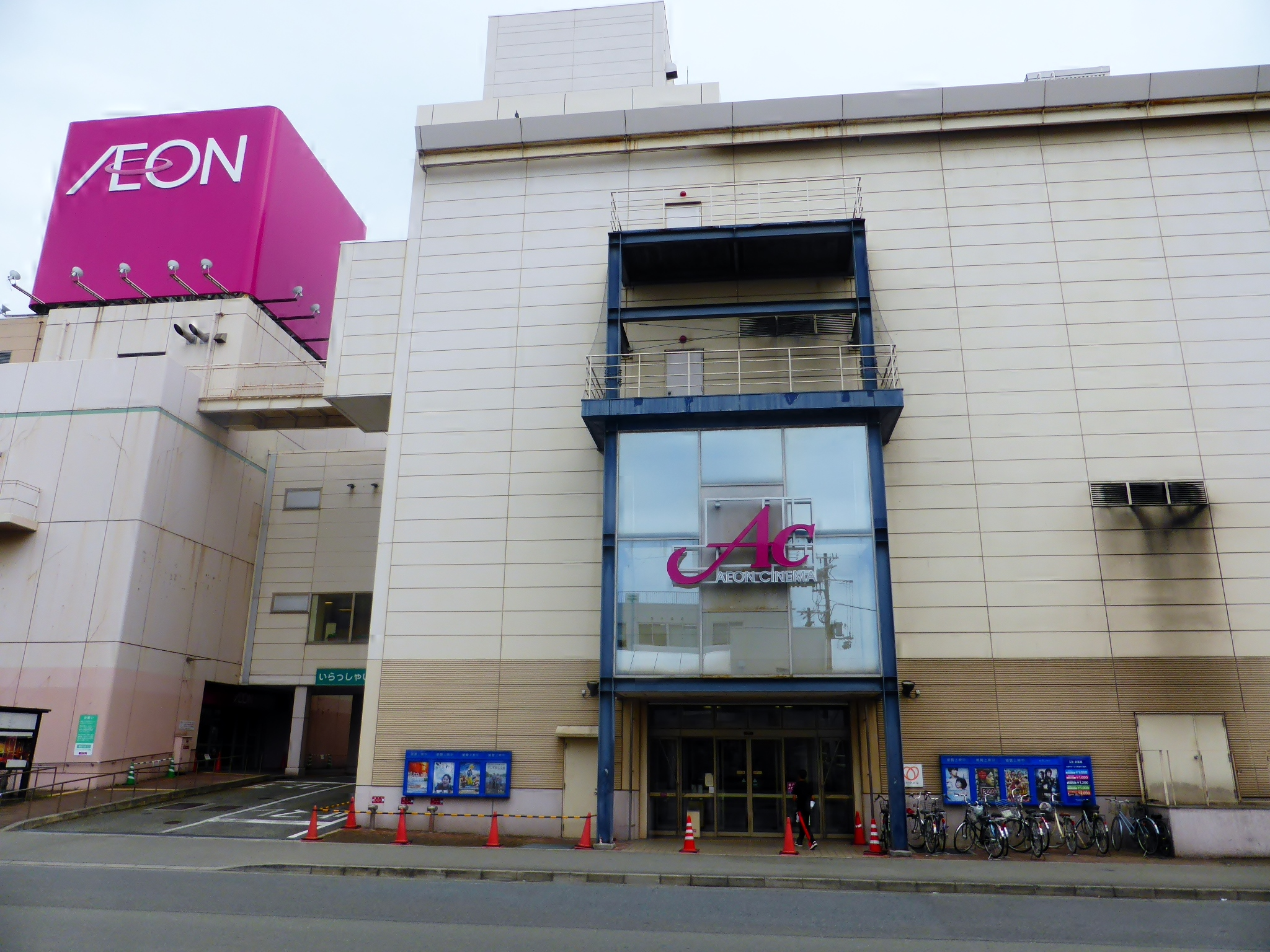
加古川
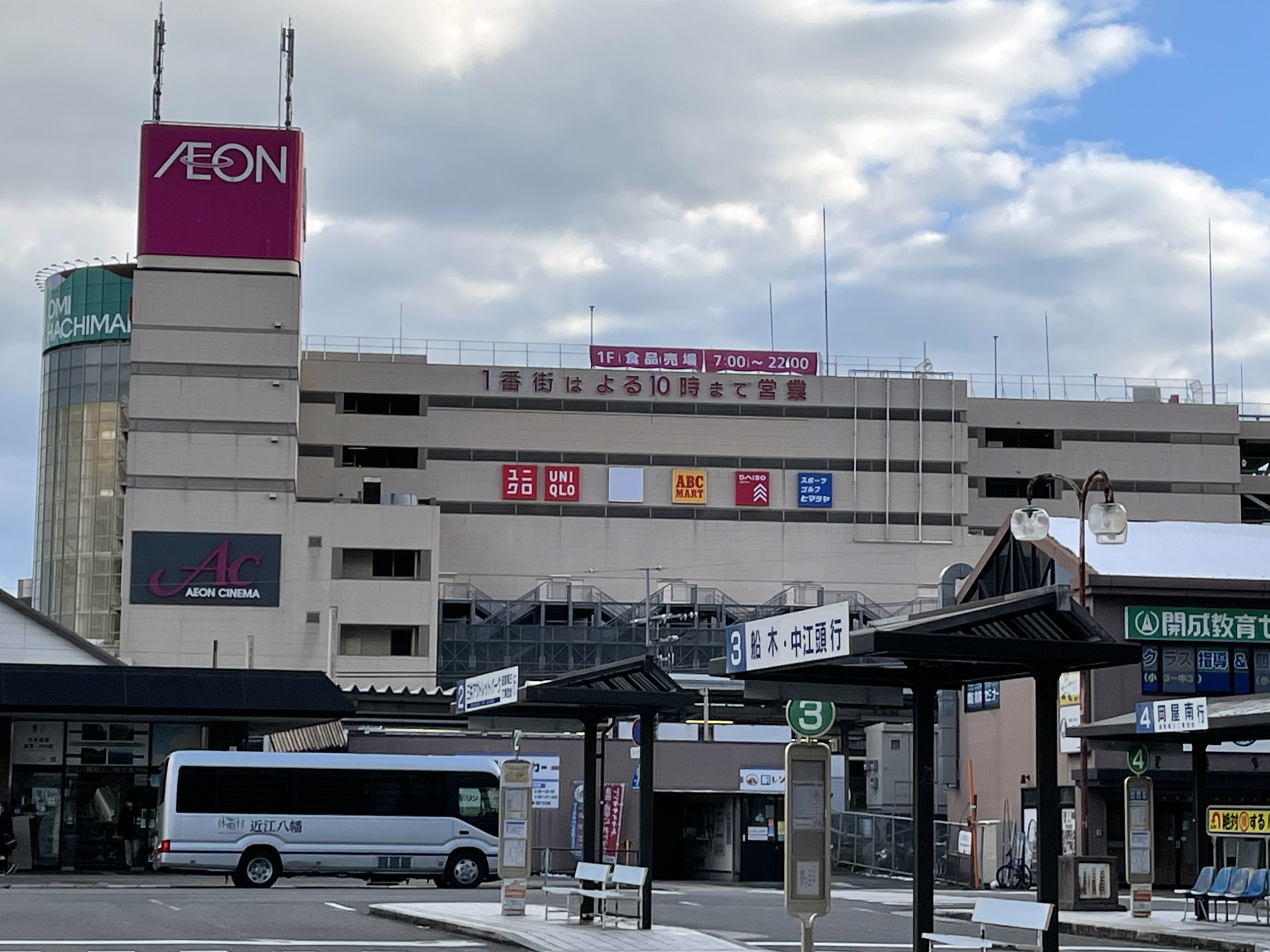
近江八幡
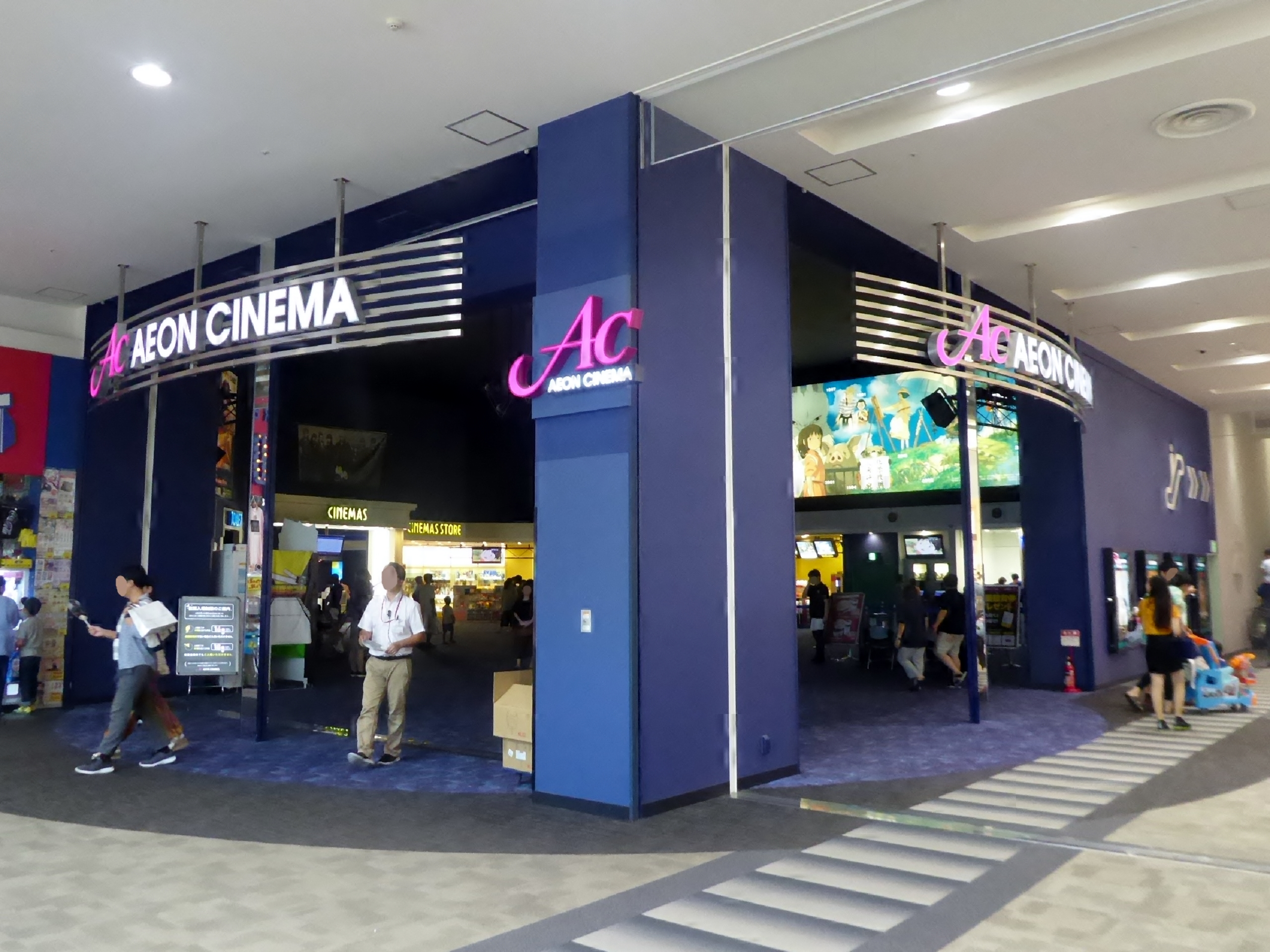
りんくう泉南
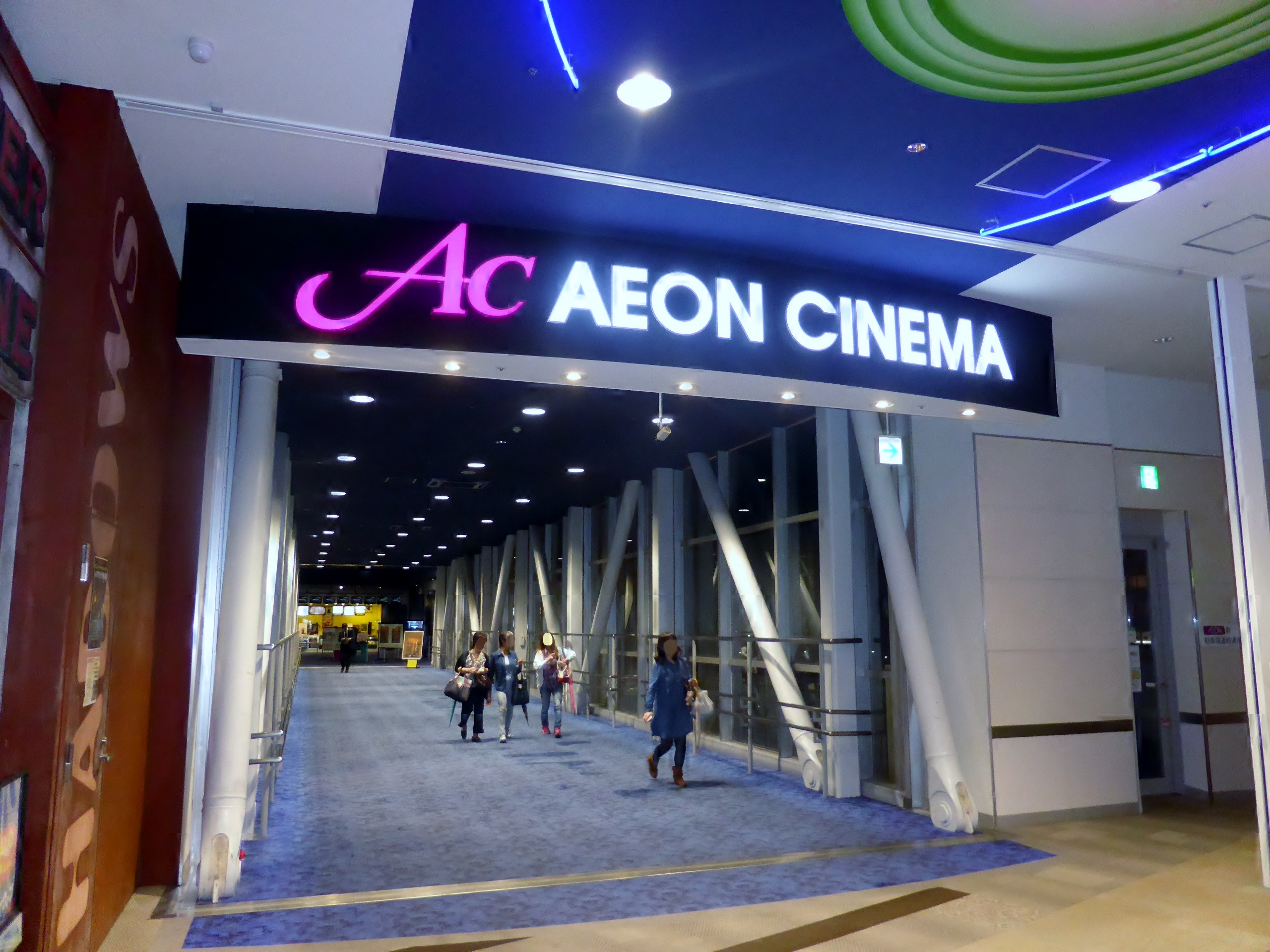
大日
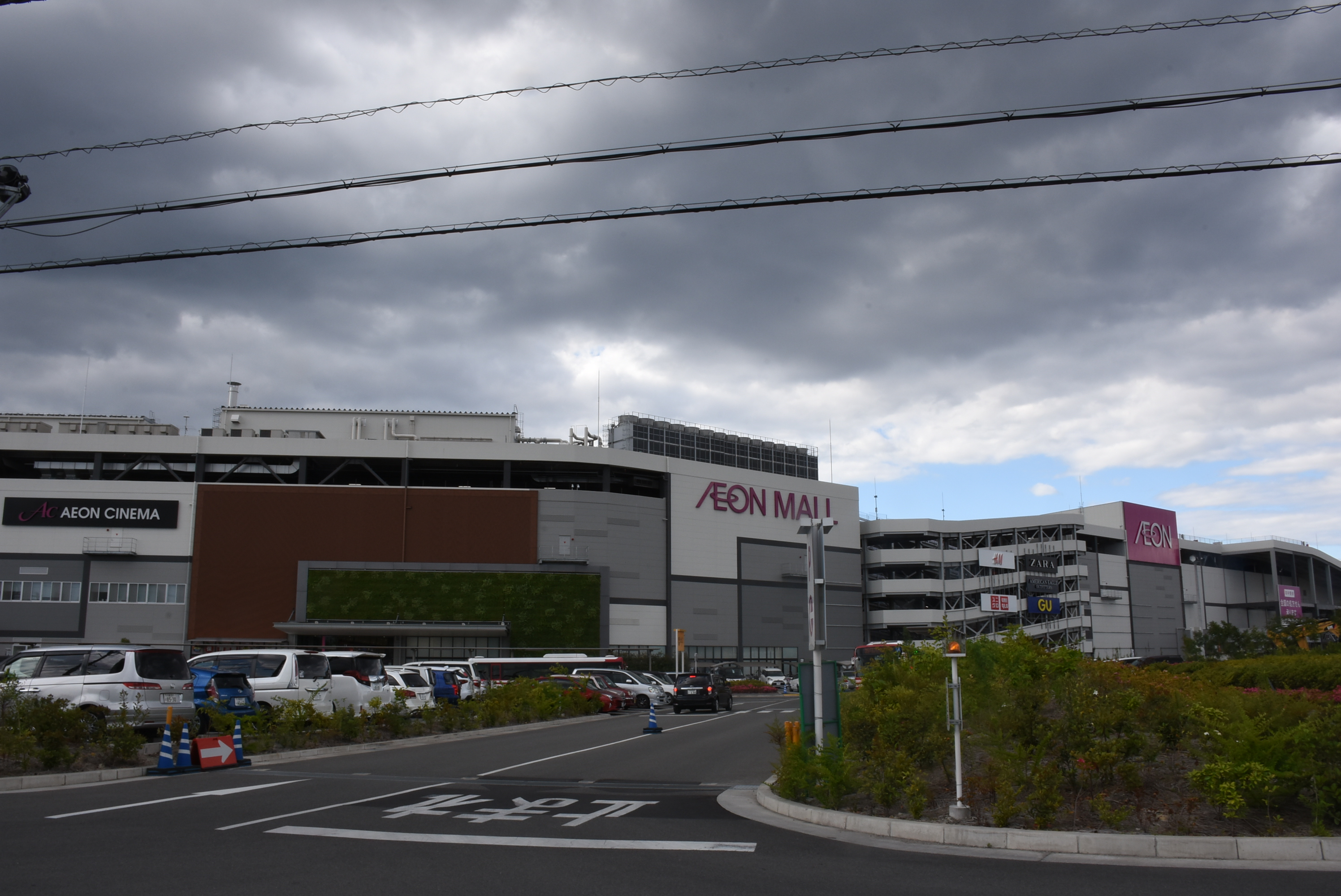
四條畷
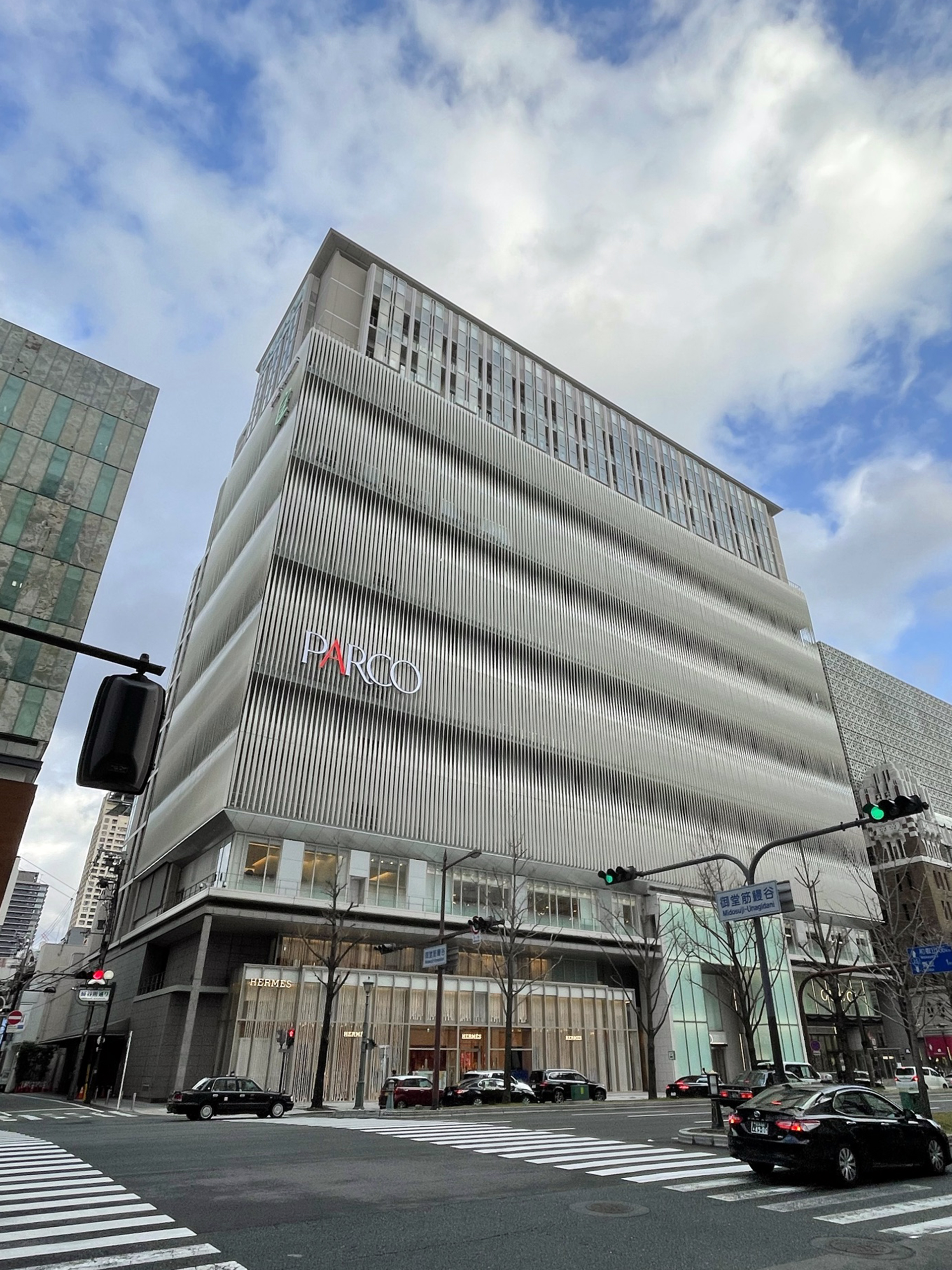
シアタス心斎橋
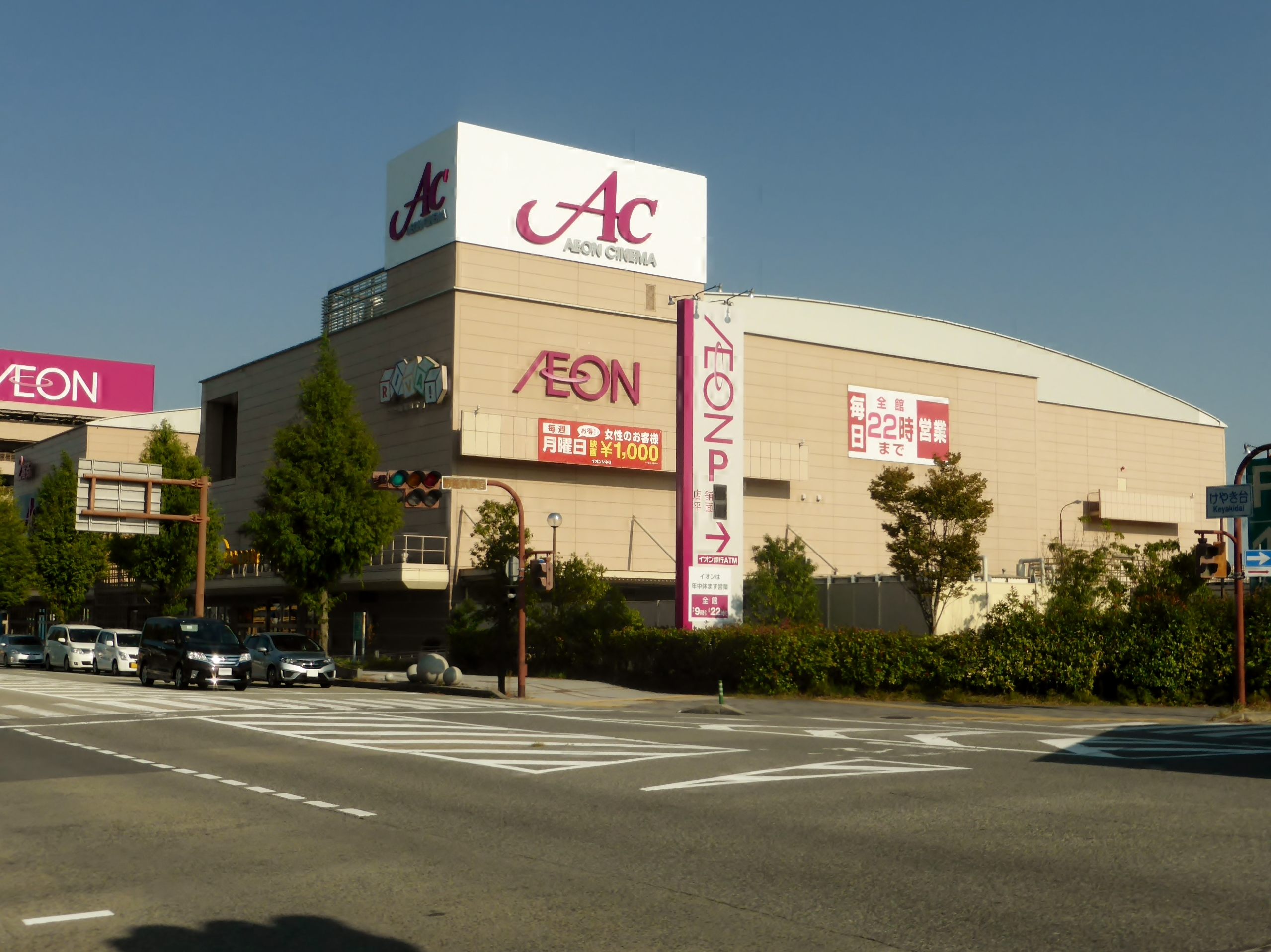
三田ウッディタウン
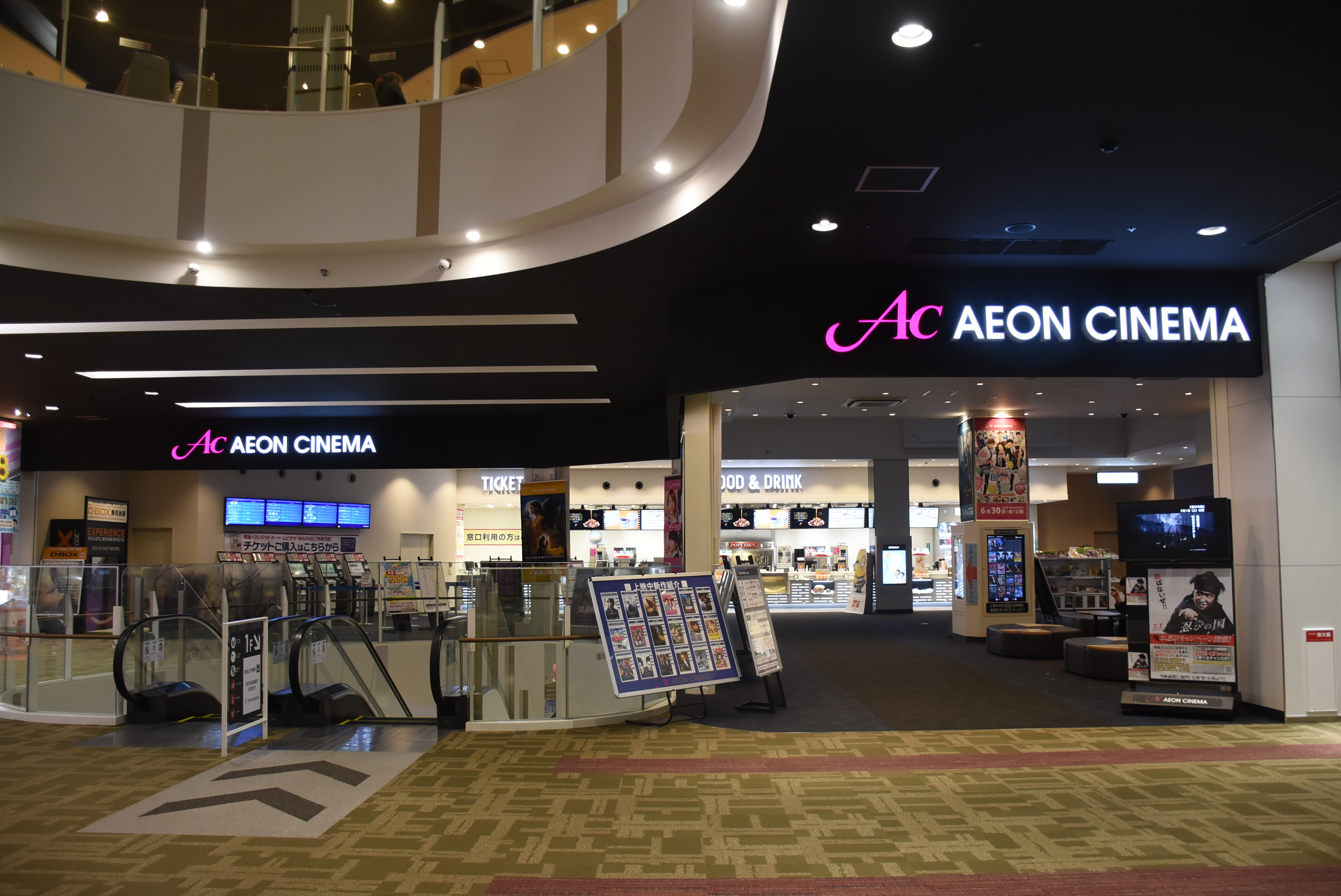
和歌山

#### 中国・四国・九州

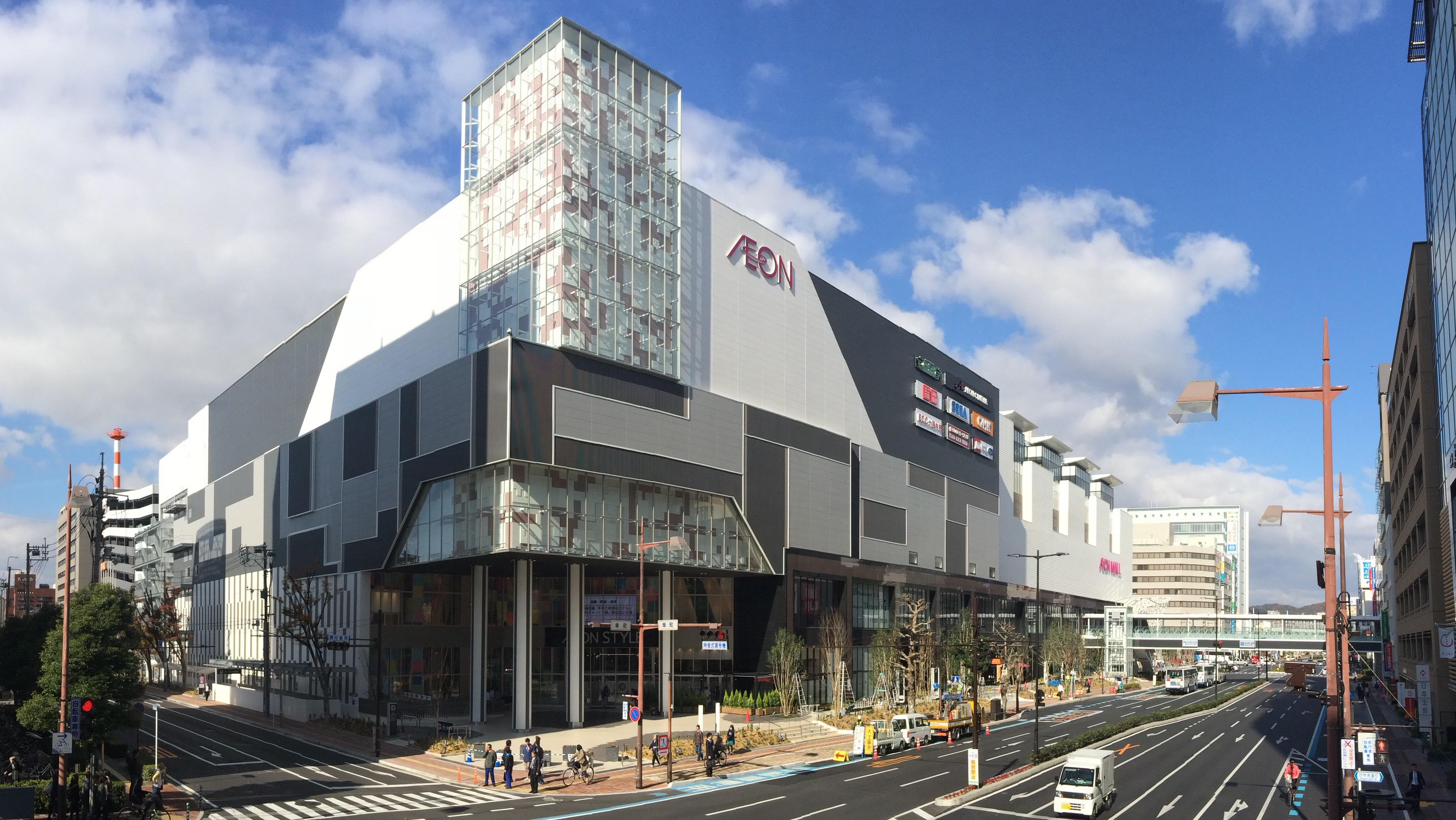
岡山
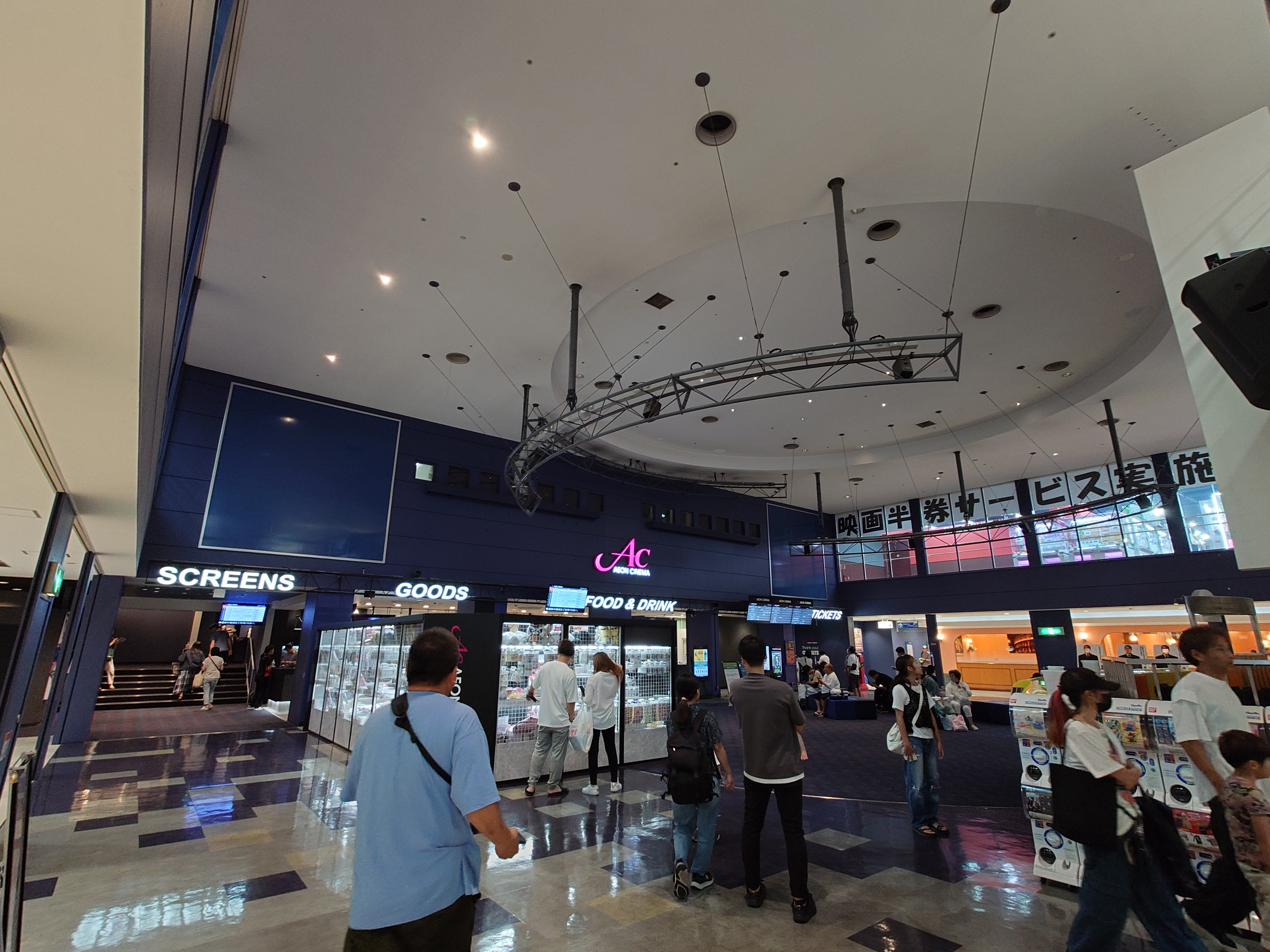
広島
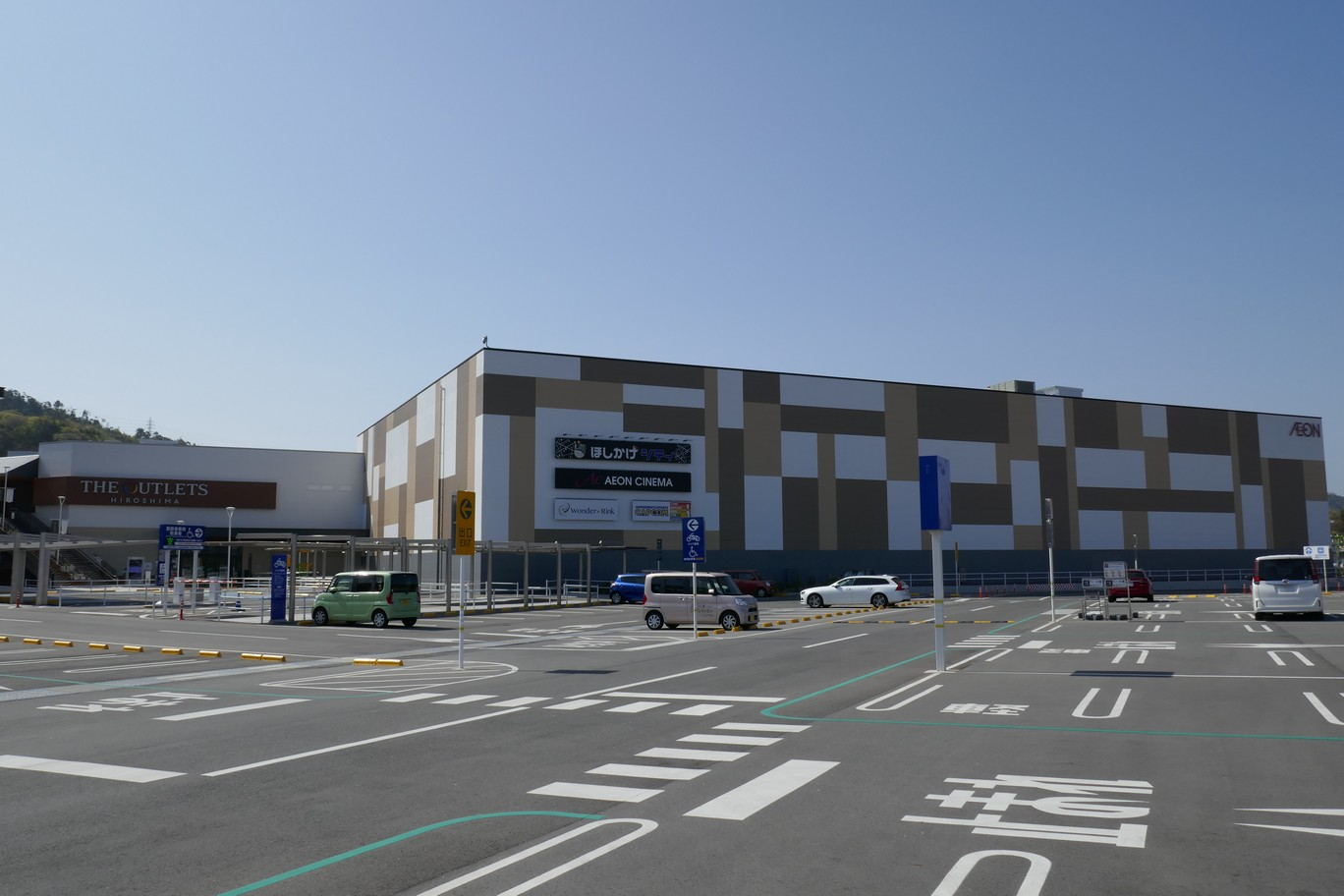
広島西風新都
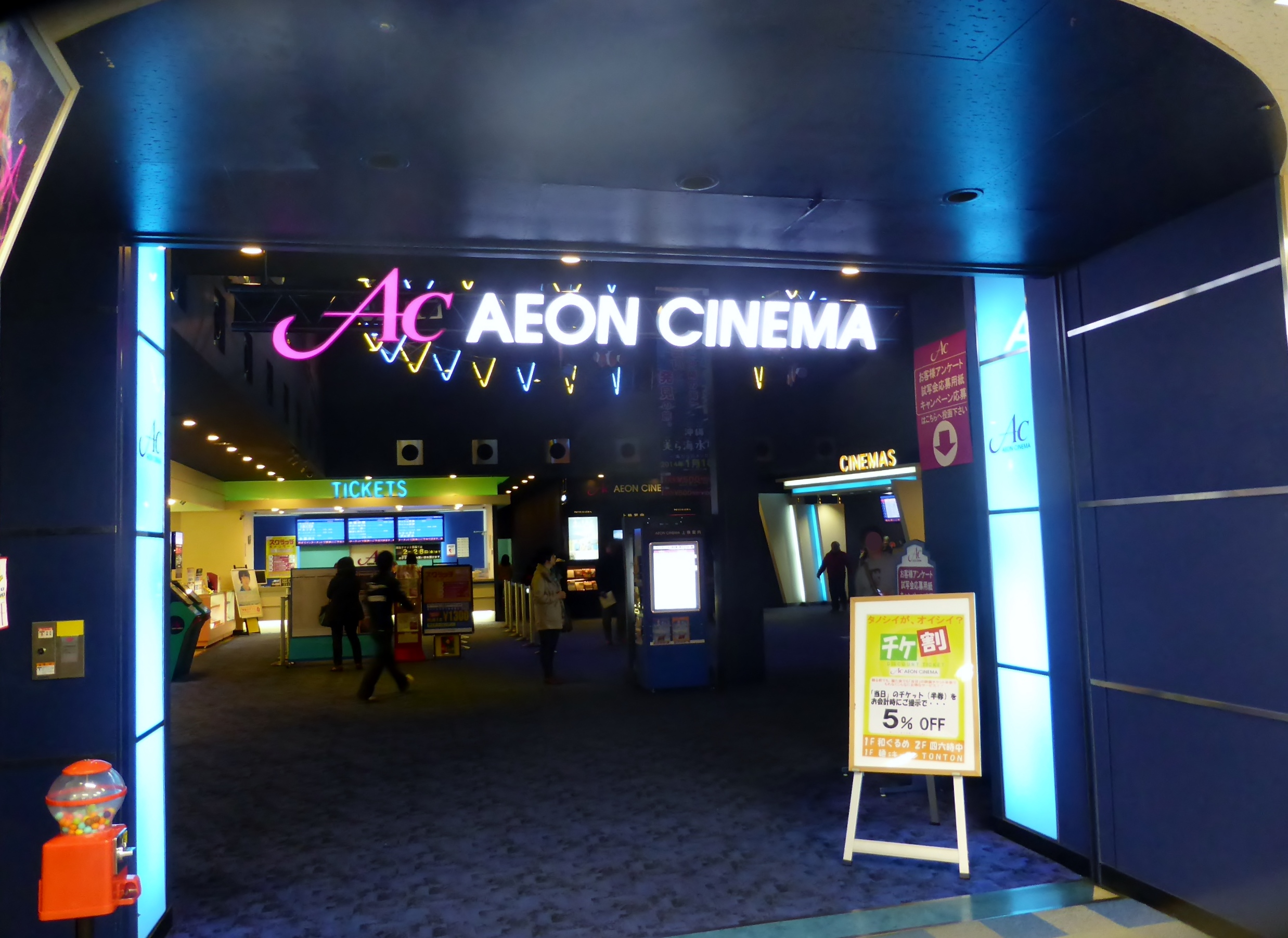
高松東
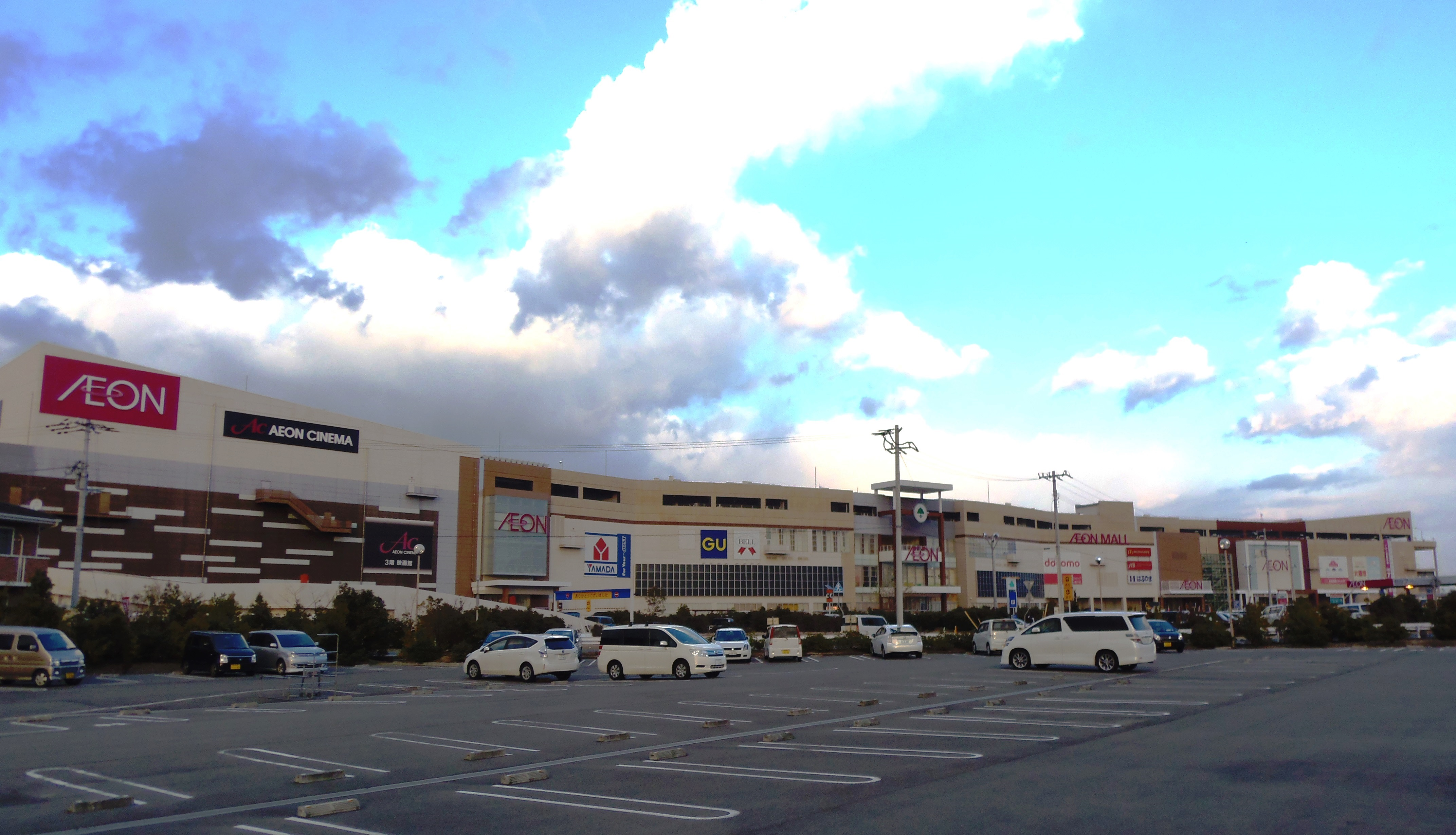
綾川
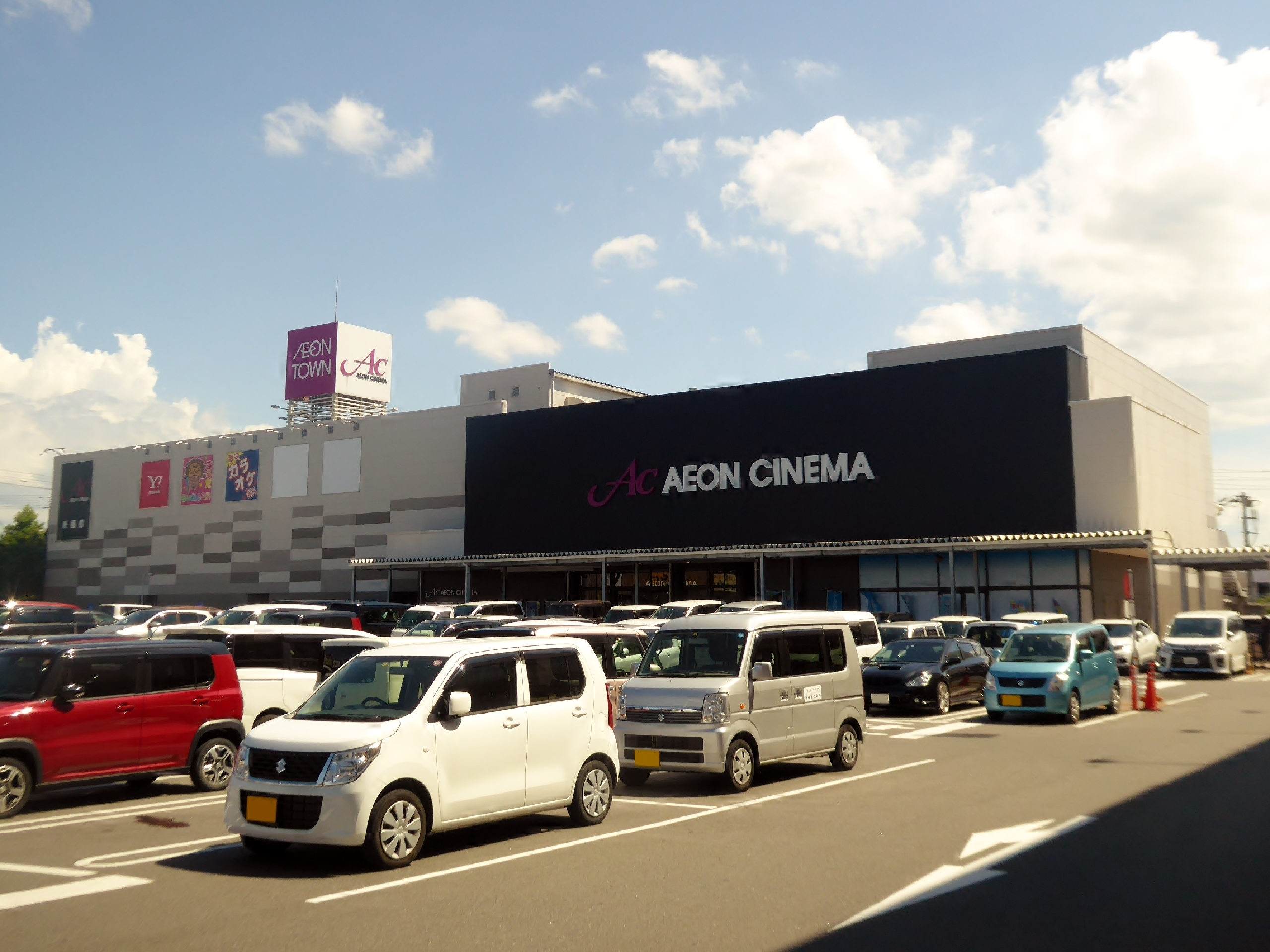
宇多津
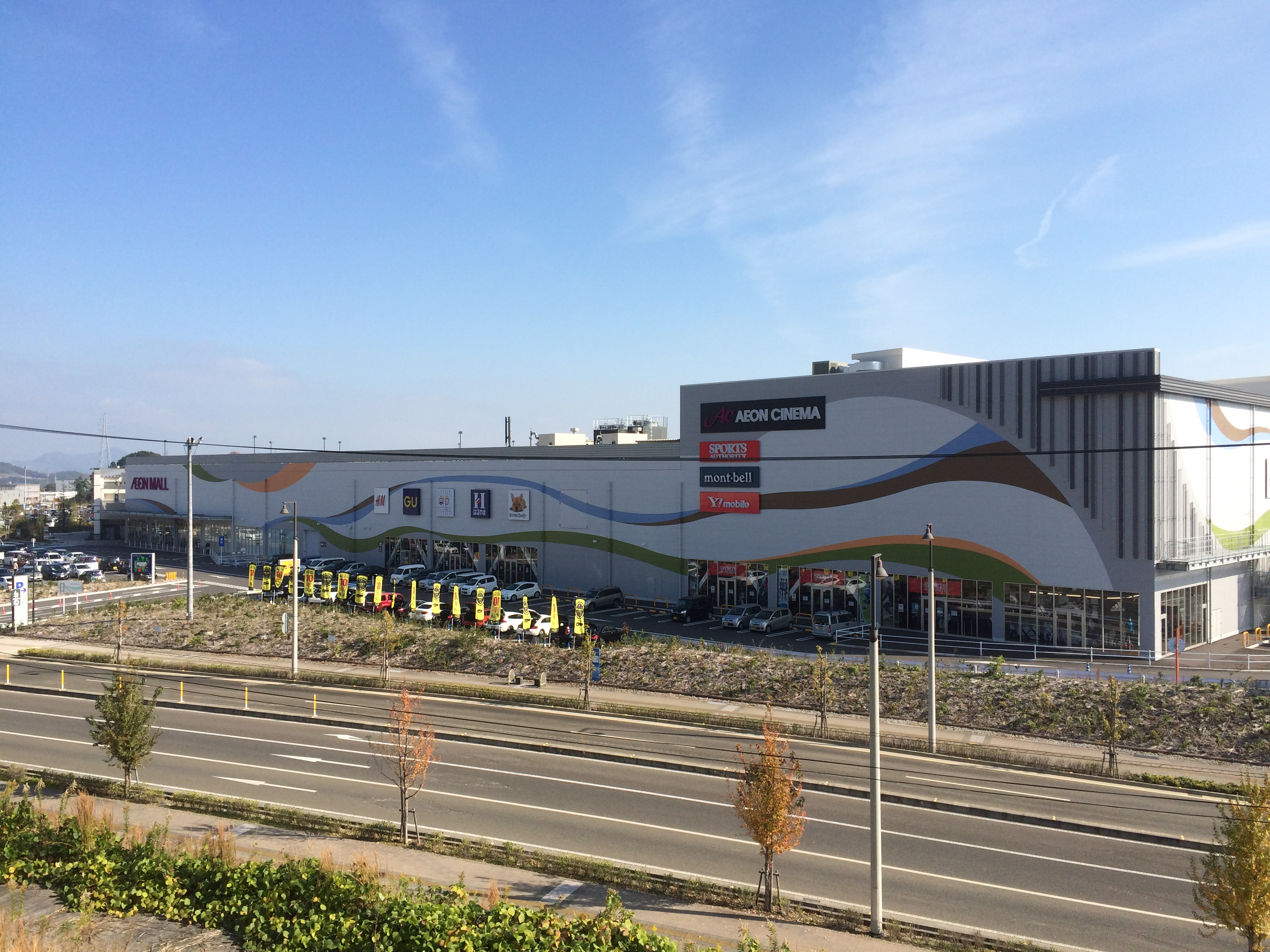
今治新都市
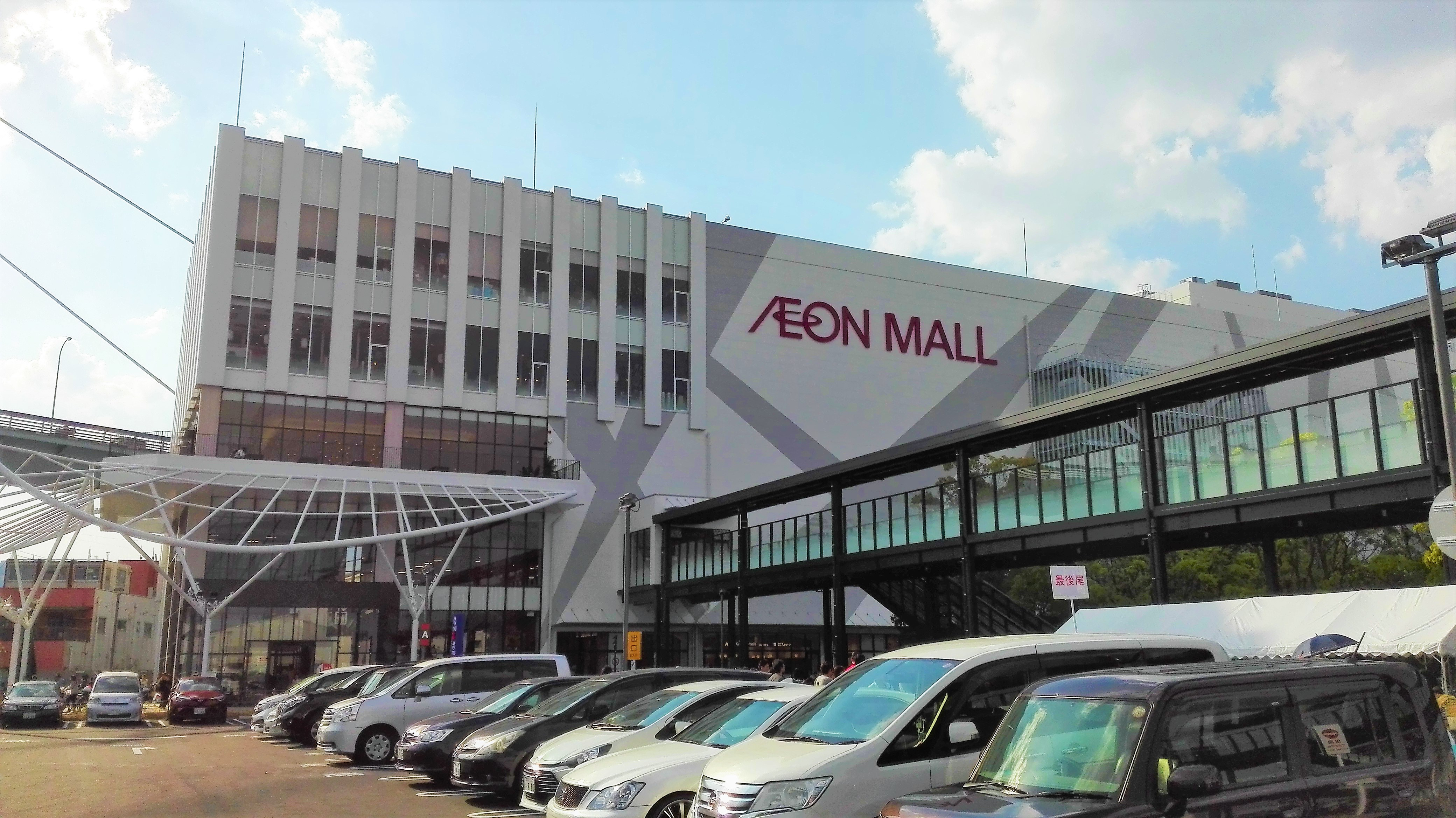
徳島

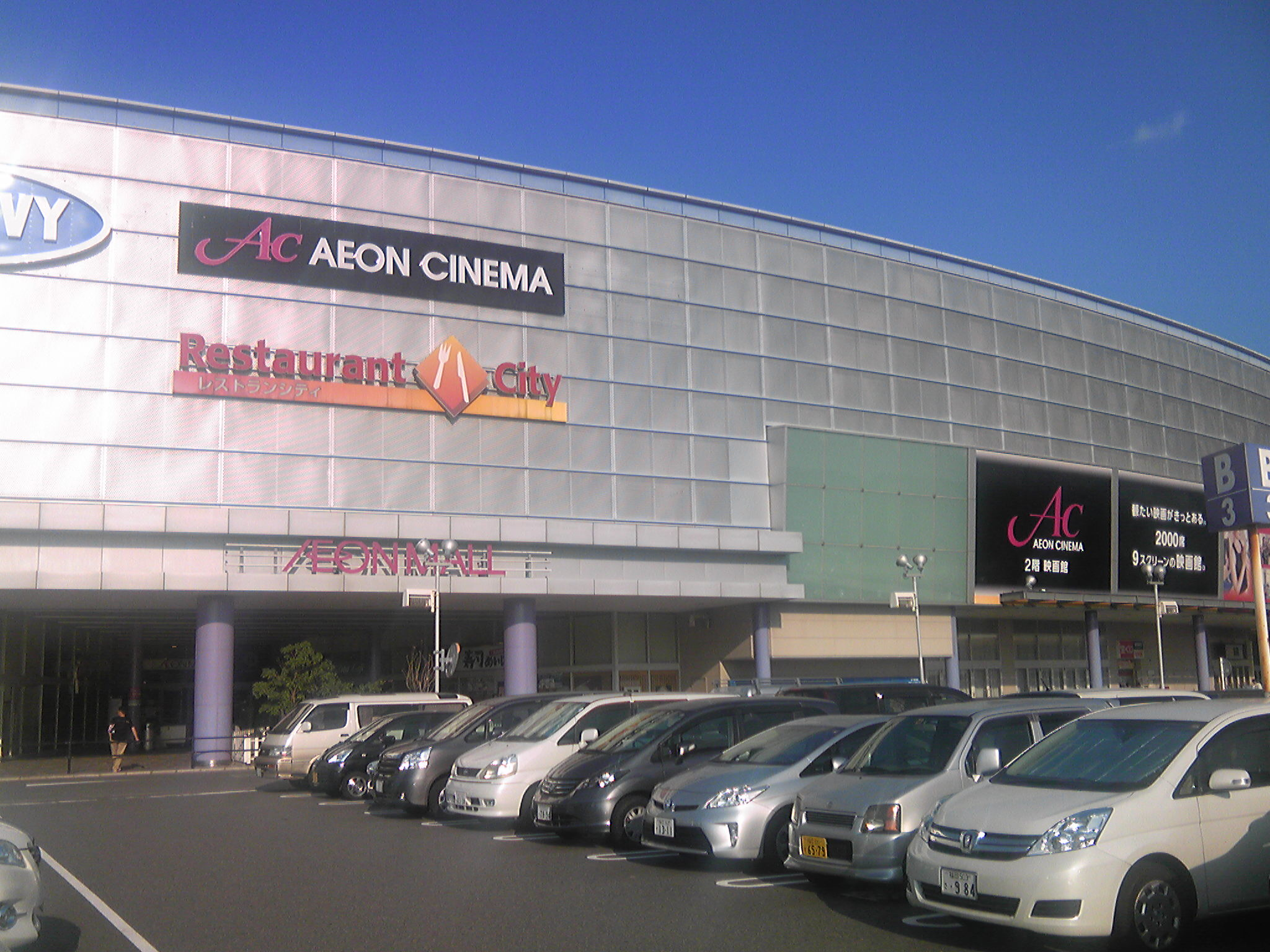
福岡
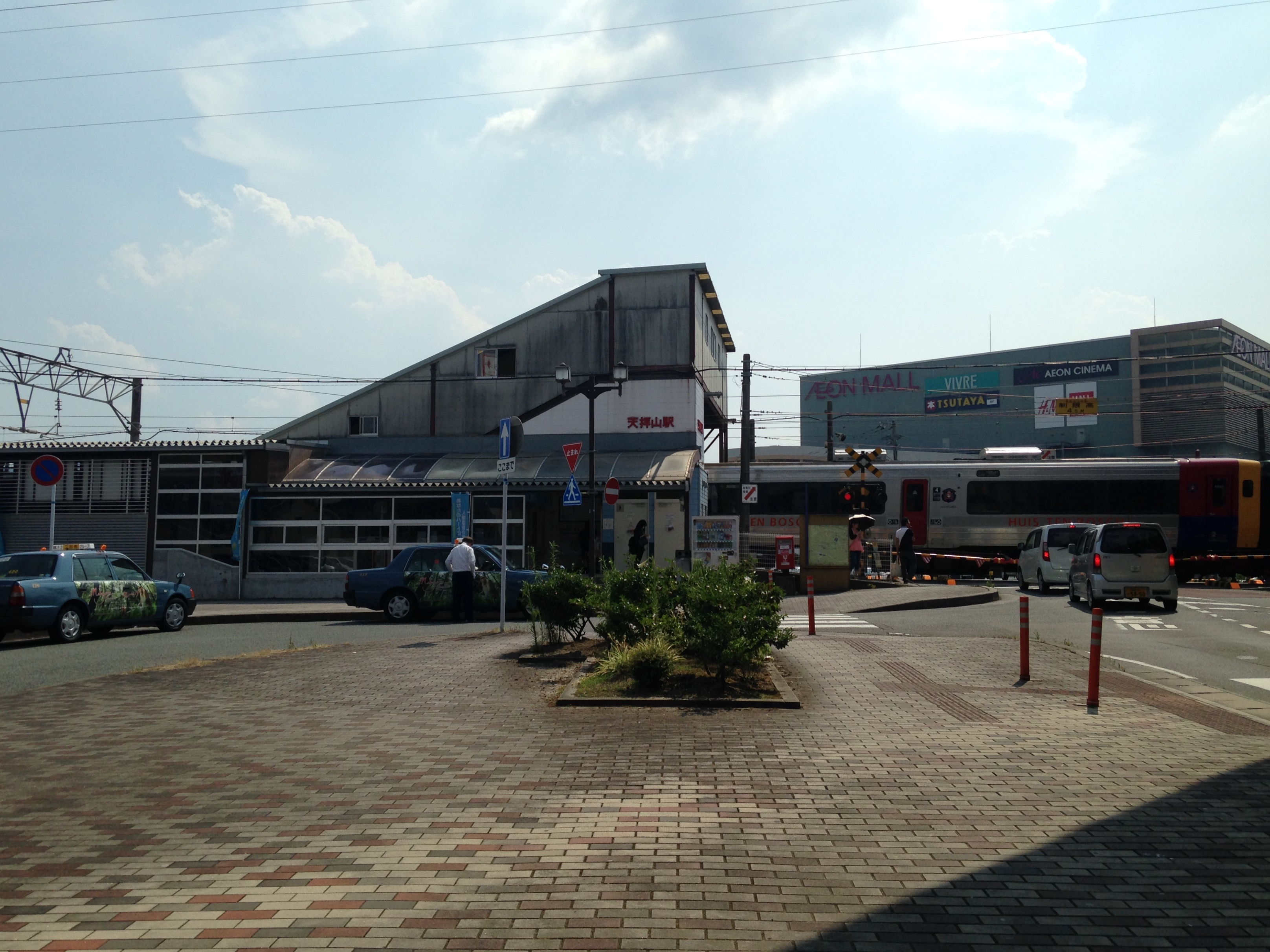
筑紫野
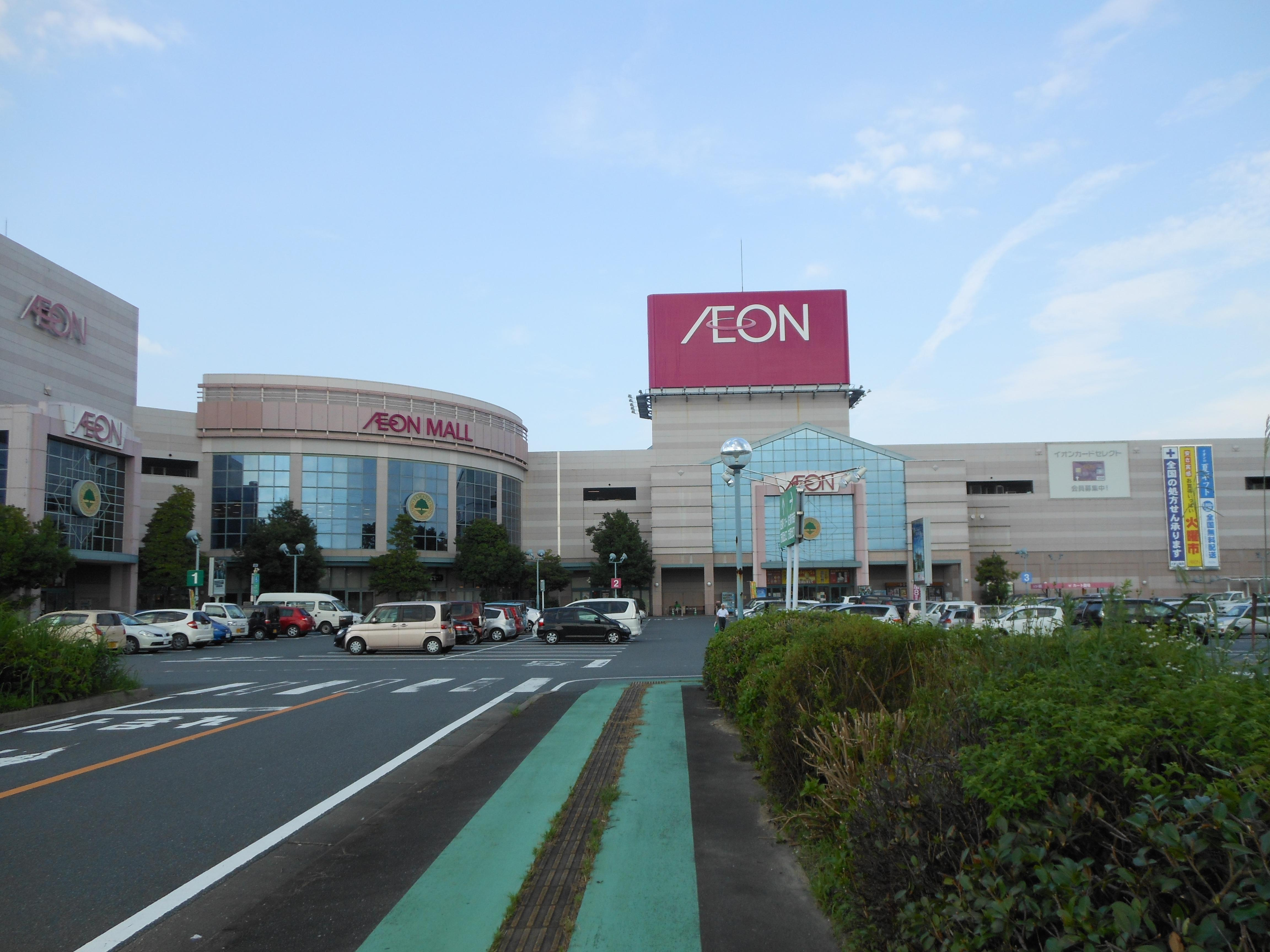
佐賀大和

| 劇場名           | 旧     | 所在地                                              | スクリーン数        | 開館日         | 設備   | 設備   | 導入設備／備考                                             |
| 劇場名           | 旧     | 併設施設                                            | 座席数              | 開館日         | サ     | ス     | 導入設備／備考                                             |
| 島根県           | 島根県 | 島根県                                              | 島根県              | 島根県         | 島根県 | 島根県 | 島根県                                                     |
| ---------------- | ------ | --------------------------------------------------- | ------------------- | -------------- | ------ | ------ | ---------------------------------------------------------- |
| 松江             |        | 島根県松江市 イオン松江ショッピングセンター         | 5スクリーン 659席   | 2025年7月18日  |        |        |                                                            |
| 岡山県           |        |                                                     |                     |                |        |        |                                                            |
| 岡山             |        | 岡山県岡山市北区 イオンモール岡山                   | 11スクリーン 1973席 | 2014年12月5日  | ○      |        | - ハイグレードシート - プレミアシート                      |
| 広島県           |        |                                                     |                     |                |        |        |                                                            |
| 広島             | W      | 広島県広島市南区 広島イースト                       | 7スクリーン 1311席  | 1997年10月1日  |        |        |                                                            |
| 広島西風新都     |        | 広島県広島市佐伯区 THE OUTLETS HIROSHIMA            | 9スクリーン 1389席  | 2018年4月27日  |        |        | - 4Kプロジェクター - VIVE-AUDIO - コクーンシート           |
| 山口県           |        |                                                     |                     |                |        |        |                                                            |
| 防府             | W      | 山口県防府市 イオン防府店                           | 7スクリーン 1678席  | 1999年3月1日   |        |        |                                                            |
| 香川県           |        |                                                     |                     |                |        |        |                                                            |
| 高松東           | W      | 香川県高松市 イオン高松東店                         | 7スクリーン 1466席  | 1999年3月16日  |        |        | イオンシネマ統合時に「高松」から改称                       |
| 綾川             | W      | 香川県綾歌郡綾川町 イオンモール綾川                 | 9スクリーン 1488席  | 2008年7月23日  |        |        |                                                            |
| 宇多津（二代目） |        | 香川県綾歌郡宇多津町 イオンタウン宇多津             | 7スクリーン 1236席  | 2015年10月24日 |        |        | - 4Kプロジェクター - 旧店舗（後述）を再開業した2代目の店舗 |
| 徳島県           |        |                                                     |                     |                |        |        |                                                            |
| 徳島             |        | 徳島県徳島市 イオンモール徳島                       | 9スクリーン 1346席  | 2017年4月27日  |        |        | - Vsound - dts-X                                           |
| 愛媛県           |        |                                                     |                     |                |        |        |                                                            |
| 今治新都市       |        | 愛媛県今治市 イオンモール今治新都市                 | 7スクリーン 1010席  | 2016年6月25日  | ○      | ○      |                                                            |
| 福岡県           |        |                                                     |                     |                |        |        |                                                            |
| 大野城           | W      | 福岡県大野城市 イオン大野城ショッピングセンター     | 8スクリーン 1661席  | 1998年11月14日 |        |        |                                                            |
| 戸畑             | W      | 福岡県北九州市戸畑区 イオン戸畑ショッピングセンター | 8スクリーン 1690席  | 1999年3月1日   |        |        |                                                            |
| 福岡             | W      | 福岡県糟屋郡粕屋町 イオンモール福岡                 | 9スクリーン 1824席  | 2004年6月4日   |        |        | アップグレードシート                                       |
| 筑紫野           | W      | 福岡県筑紫野市 イオンモール筑紫野                   | 9スクリーン 1417席  | 2008年12月5日  |        |        |                                                            |
| 佐賀県           |        |                                                     |                     |                |        |        |                                                            |
| 佐賀大和         | A      | 佐賀県佐賀市 イオンモール佐賀大和                   | 8スクリーン 1486席  | 2001年7月20日  |        |        |                                                            |
| 熊本県           |        |                                                     |                     |                |        |        |                                                            |
| 熊本             | W      | 熊本県上益城郡嘉島町 イオンモール熊本               | 8スクリーン 1756席  | 2005年10月10日 | ○      |        |                                                            |

- 岡山
- 広島
- 広島西風新都
- 高松東
- 綾川
- 宇多津
- 今治新都市
- 徳島

- 福岡
- 筑紫野
- 佐賀大和

### 開業予定の劇場
| 劇場名 | 劇場名 | 所在地                        | 規模                     | 開館日        | 導入設備 | 備考   |
| ------ | ------ | ----------------------------- | ------------------------ | ------------- | -------- | ------ |
| 須坂   |        | 長野県須坂市 イオンモール須坂 | 9スクリーン 座席数非公表 | 2025年10月3日 |          | [ 27 ] |

### 撤退した劇場
ここではイオンエンターテイメントに統合後に閉館した店舗について述べる。
| 劇場名         | 劇場名 | 所在地                                          | 規模               | 開館日         | 閉館日        | 導入設備 | 理由 |
| -------------- | ------ | ----------------------------------------------- | ------------------ | -------------- | ------------- | -------- | --- |
| 宇多津（初代） | W      | 香川県綾歌郡宇多津町 宇多津ビブレ               | 7スクリーン 1236席 | 1994年3月20日  | 2014年3月16日 | THX      | 入居していた「宇多津ビブレ」の閉館に伴い2014年2月28日に同時閉館する予定だったが延長。統合後、初めての閉館。 跡地に「イオンタウン宇多津」が開業することから、前述の通り再び開館（同じ建物での再開）。 |
| つきみ野       | W      | 神奈川県大和市 イオンつきみ野店                 | 9スクリーン 2053席 | 2000年11月9日  | 2018年2月28日 | THX      | 入居していた「イオンつきみ野店」の建替による閉館に伴い、同時閉館。 建替後は縮小により、撤退。 近隣に開業する「イオンモール座間」にイオンシネマが併設。                                               |
| ユーカリが丘   | W      | 千葉県佐倉市 ユーカリプラザ                     | 8スクリーン 1494席 | 1999年3月6日   | 2018年5月31日 |          | 閉館後の劇場は佐々木興業に引き継がれ、6月15日より「シネマサンシャイン ユーカリが丘」として再開業。                                                                                                   |
| 御経塚         | W      | 石川県野々市市 イオン御経塚ショッピングセンター | 8スクリーン 1661席 | 1998年3月14日  | 2021年5月31日 |          | 入居していた「イオン御経塚SC」の閉館に伴い、同時閉館。 近隣に開業する「イオンモール白山」にイオンシネマ白山として事実上移転。                                                                        |
| 西大和         | W      | 奈良県北葛城郡河合町 イオン西大和店             | 7スクリーン 1318席 | 2000年12月1日  | 2022年8月21日 |          | イオン西大和店本館が2021年7月31日に閉店してから約13ヶ月間営業を続けたが、シネマ棟と隣接する立体駐車場の賃貸借契約満了の為に閉館。                                                                    |
| 津             | W      | 三重県津市 イオン津ショッピングセンター         | 7スクリーン 1589席 | 2000年12月15日 | 2025年6月15日 |          | イオン津ショッピングセンターが2024年2月12日に閉店して以降は単独店舗として営業していたが、土地の契約期間満了に伴い閉館。                                                                              |

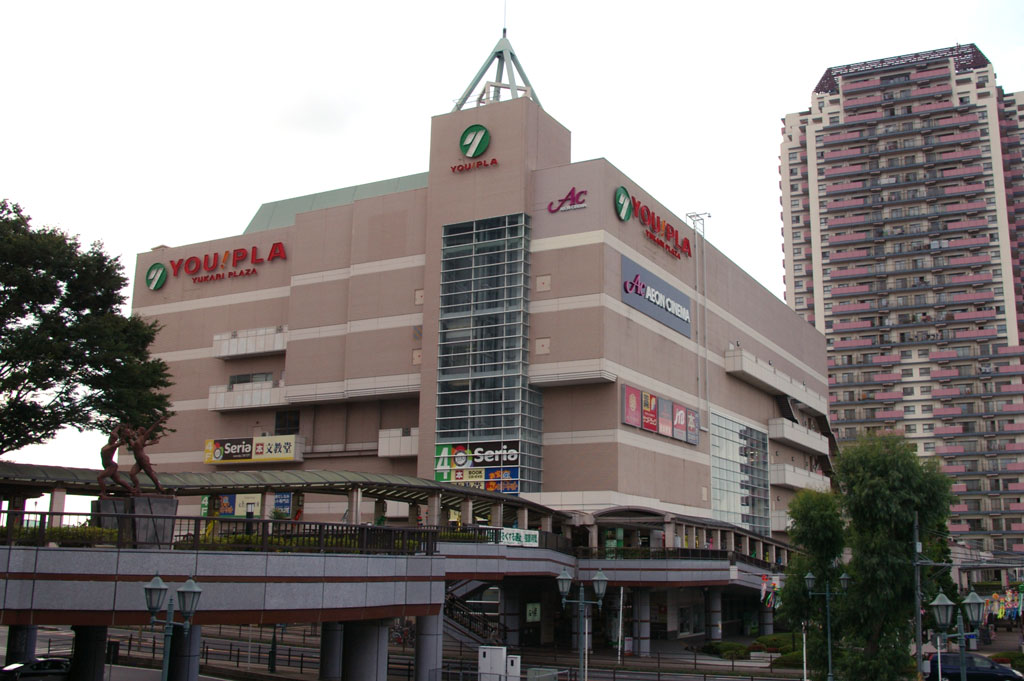
ユーカリが丘
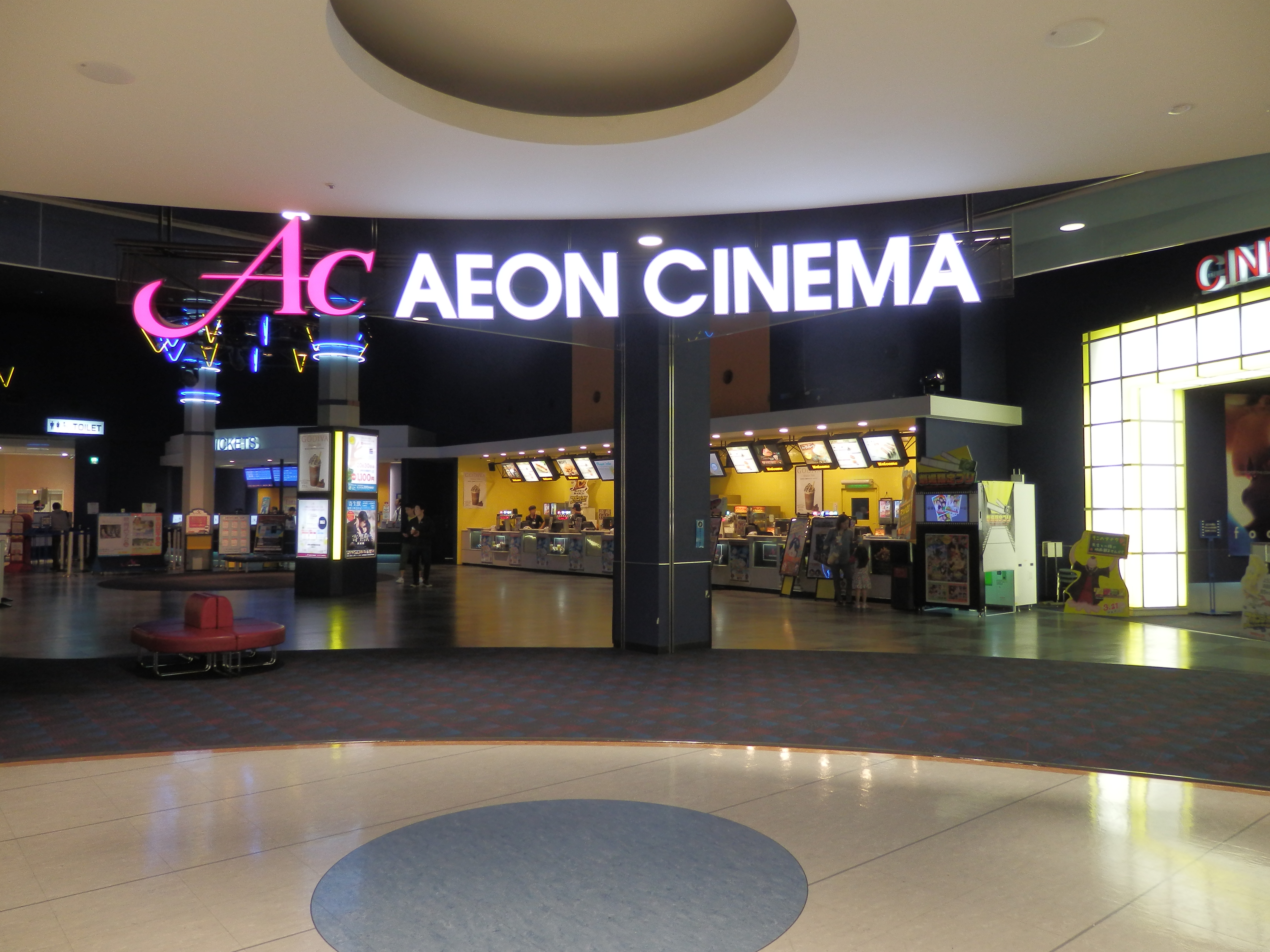
つきみ野
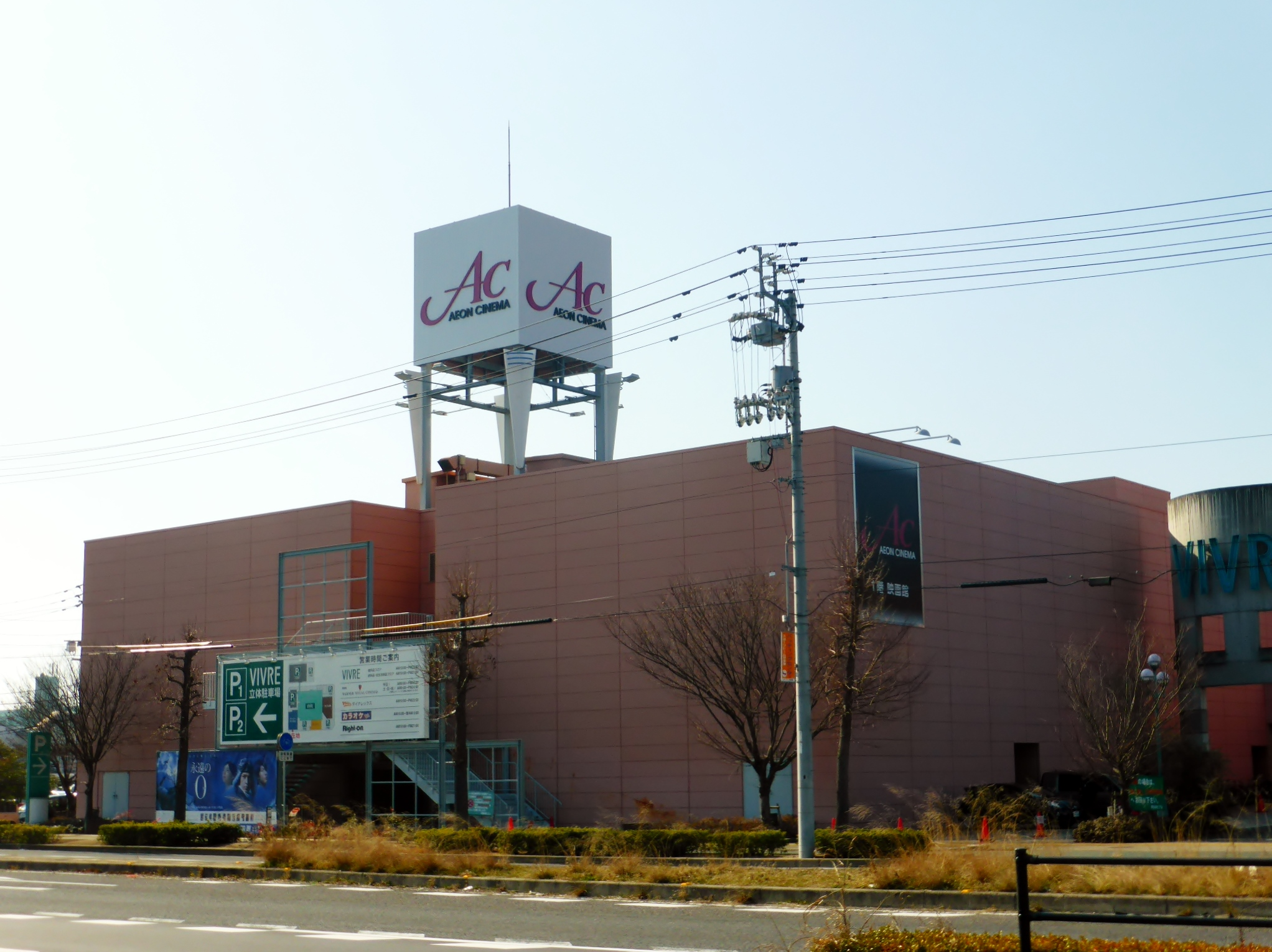
宇多津（初代）
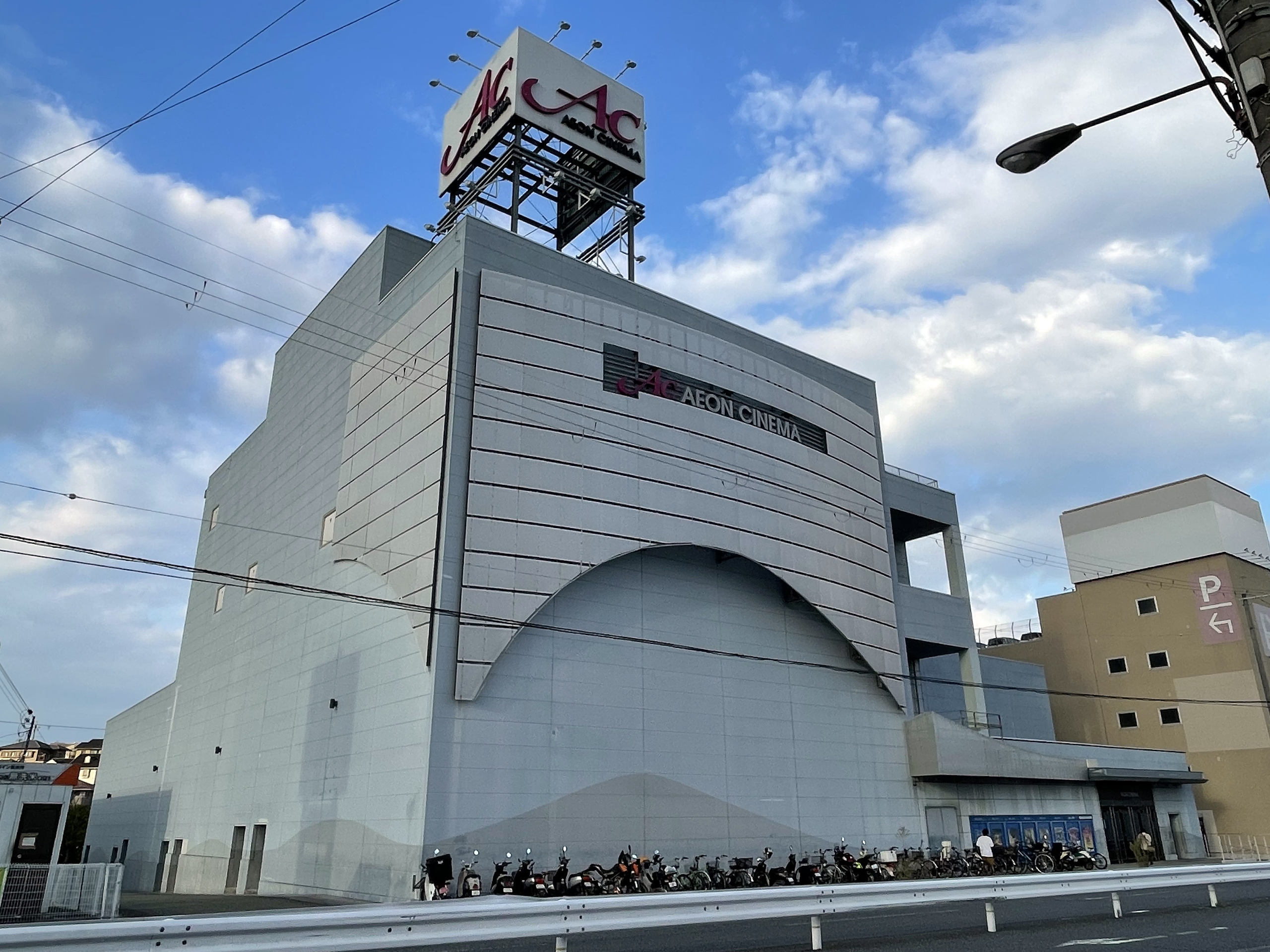
西大和
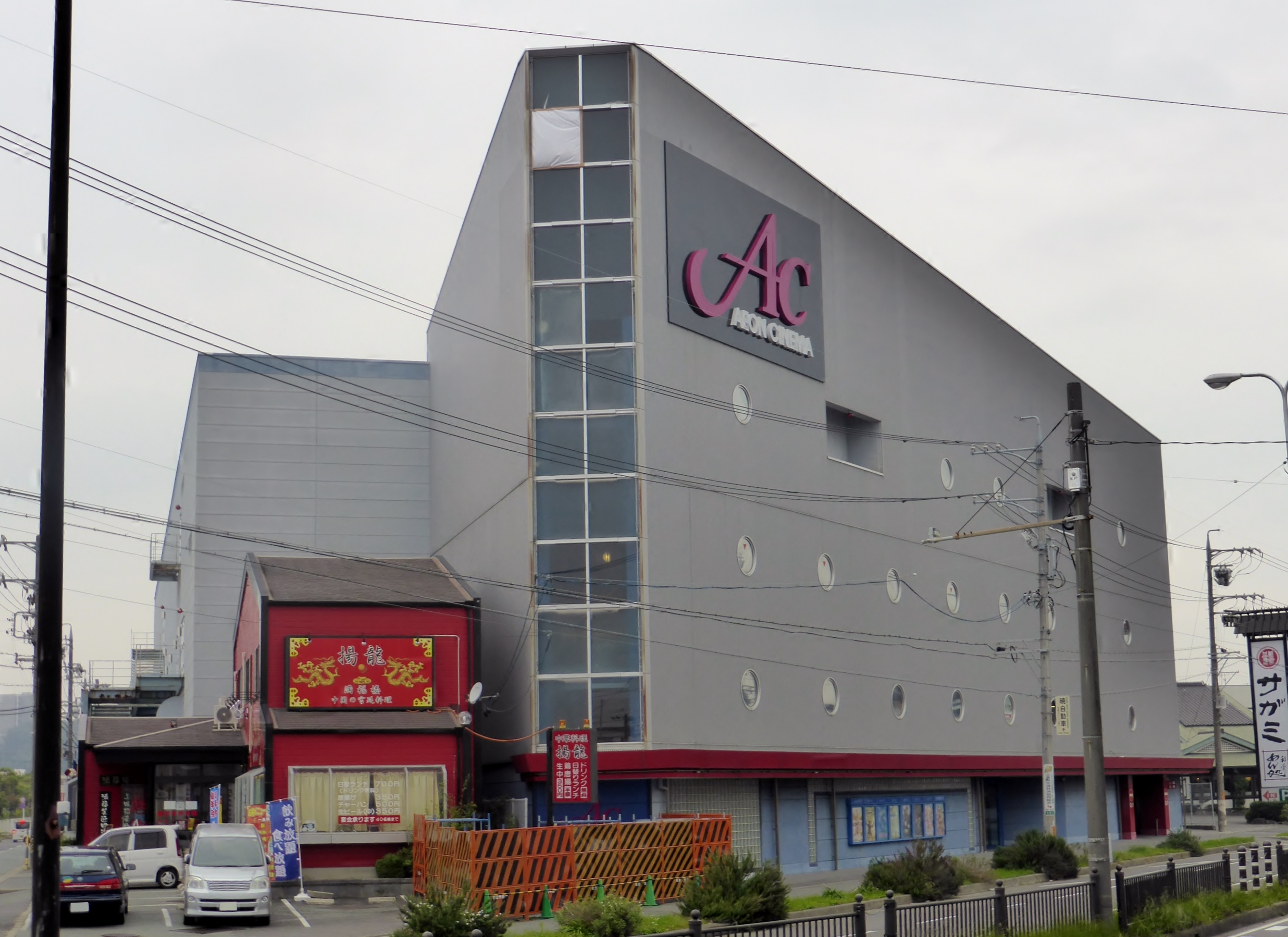
津

## 配給作品
| 作品名                                                                   | 監督                                    | 公開日     | 製作国                    | 備考                                                                   |
| ------------------------------------------------------------------------ | --------------------------------------- | ---------- | ------------------------- | ---------------------------------------------------------------------- |
| 明日、キミのいない世界で                                                 | HiROKi                                  | 2020/1/10  | 日本                      |                                                                        |
| 劇場版 れっしゃだいこうしん ドキドキすごろくツアー                       | -                                       | 2020/1/10  | 日本                      | ビコムとの共同製作・配給                                               |
| ザ・ピーナッツバター・ファルコン                                         | タイラー・ニルソン マイケル・シュワルツ | 2020/2/7   | アメリカ合衆国            |                                                                        |
| L.O.L. サプライズ！ ウィンターディスコ ザ・ムービー                      | デビッド・ラウアー ジャレッド・ヒルマン | 2020/2/28  | アメリカ合衆国            |                                                                        |
| 星屑の町                                                                 | 杉山泰一                                | 2020/3/6   | 日本                      | 製作委員会参加 配給協力（配給：東映ビデオ）                            |
| 劇場版 おいしい給食 Final Battle                                         | 綾部真弥                                | 2020/3/6   | 日本                      | 製作委員会参加 AMGエンタテインメントとの共同配給                       |
| ケアニン こころに咲く花                                                  | 鈴木浩介                                | 2020/4/3   | 日本                      | 製作委員会参加 ユナイテッドエンタテインメントとの共同配給              |
| ブラッドショット                                                         | デヴィッド・S・F・ウィルソン            | 2020/5/29  | アメリカ合衆国            |                                                                        |
| 癒しのこころみ 自分を好きになる方法                                      | 篠原哲雄                                | 2020/7/3   | 日本                      |                                                                        |
| 二人ノ世界                                                               | 藤本啓太                                | 2020/7/10  | 日本                      |                                                                        |
| In the Life of Music 音楽とともに生きて                                  | ケイリー・ソー ヴィサル・ソック         | 2020/7/10  | アメリカ合衆国 カンボジア |                                                                        |
| インビジブル・シングス 未知なる能力                                      | マルクス・ディートリッヒ                | 2020/7/10  | ドイツ ルクセンブルク     |                                                                        |
| ライド・ライク・ア・ガール                                               | レイチェル・グリフィス                  | 2020/7/17  | オーストラリア            |                                                                        |
| 劇場版 ひみつ×戦士 ファントミラージュ！ ～映画になってちょーだいします～ | 三池崇史                                | 2020/7/23  | 日本                      | KADOKAWAとの共同配給                                                   |
| ブラック アンド ブルー                                                   | デオン・テイラー                        | 2020/7/24  | アメリカ合衆国            |                                                                        |
| ＃ハンド全力                                                             | 松居大悟                                | 2020/7/31  | 日本                      | ラビットハウス／エレファントハウスとの共同配給                         |
| ブレスレット 鏡の中の私                                                  | ステファン・ドゥムースティエ            | 2020/7/31  | フランス ベルギー         |                                                                        |
| ボヤンシー 眼差しの向こうに                                              | ロッド・ラスジェン                      | 2020/8/7   | オーストラリア            |                                                                        |
| 山猫は眠らない8 暗殺者の終幕                                             | カーレ・アンドリュース                  | 2020/8/14  | アメリカ合衆国            | 配給協力 （配給：ソニー・ピクチャーズ エンタテインメント）             |
| 幸せへのまわり道                                                         | マリエル・ヘラー                        | 2020/8/28  | アメリカ合衆国            |                                                                        |
| ファナティック ハリウッドの狂愛者                                        | フレッド・ダースト                      | 2020/9/4   | アメリカ合衆国            | ギャガとの共同提供                                                     |
| 映画 きかんしゃトーマス チャオ！とんでうたってディスカバリー!!           | ジョーイ・ソー                          | 2020/9/4   | イギリス                  | 配給協力（配給：東京テアトル）                                         |
| 俺たち替え玉ブラザーズ！                                                 | ドゥック・ティン                        | 2020/9/11  | ベトナム                  |                                                                        |
| マイ・バッハ 不屈のピアニスト                                            | マウロ・リマ                            | 2020/9/11  | ブラジル                  |                                                                        |
| Daughters                                                                | 津田肇                                  | 2020/9/18  | 日本                      | Atemoとの共同配給                                                      |
| ATEOTD                                                                   | 齋藤工                                  | 2020/9/25  | 日本                      | 本作のメイキング映像、短編映画「でぃすたんす」（監督：清水康彦）を併映 |
| ハースメル                                                               | アレックス・ロス・ベリー                | 2020/9/25  | アメリカ合衆国            |                                                                        |
| 小さなバイキング ビッケ                                                  | エリック・カズ                          | 2020/10/2  | ドイツ フランス ベルギー  | AMGエンタテインメントとの共同配給                                      |
| フェイス・ベースド ダメ男ふたりが人生で一発逆転する方法                  | ヴィンセント・マシャーレ                | 2020/10/9  | アメリカ合衆国            |                                                                        |
| キルバード 森に潜む反逆者                                                | ジョー・サネッティ                      | 2020/10/9  | カナダ                    |                                                                        |
| チャン・クイン                                                           | ドゥク・ティン                          | 2020/10/9  | ベトナム                  |                                                                        |
| ウッドランド                                                             | ジョン・シルヴァーバーグ                | 2020/10/16 | カナダ                    |                                                                        |
| リトル・サブカル・ウォーズ 〜ヴィレヴァン！の逆襲〜                      | 後藤庸介                                | 2020/10/23 | 日本                      |                                                                        |
| 超擬態人間                                                               | 藤井秀剛                                | 2020/10/30 | 日本                      |                                                                        |
| ザ・グラッジ 死霊の棲む屋敷                                              | ニコラス・ペッシェ                      | 2020/10/30 | アメリカ合衆国            |                                                                        |
| ジオラマボーイ パノラマガール                                            | 瀬田なつき                              | 2020/11/6  | 日本                      |                                                                        |
| 感謝離 ずっと一緒に                                                      | 小沼雄一                                | 2020/11/6  | 日本                      | 製作幹事                                                               |
| モンスターストライク THE MOVIE ルシファー 絶望の夜明け                   | 静野孔文                                | 2020/11/6  | 日本                      |                                                                        |
| 昨日からの少女                                                           | ファン・ザー・ニャット・リン            | 2020/11/6  | ベトナム                  |                                                                        |
| たぶん                                                                   | Yuki Saito                              | 2020/11/13 | 日本                      |                                                                        |
| パウ・パトロール カーレース大作戦 GO! GO!                                | チャールズ・E・バスティアン             | 2020/11/13 | アメリカ合衆国            |                                                                        |
| ばるぼら                                                                 | 手塚眞                                  | 2020/11/20 | 日本                      |                                                                        |
| 真・鮫島事件                                                             | 永江二朗                                | 2020/11/27 | 日本                      | 製作幹事                                                               |

| 作品名                                                                   | 監督                                                      | 公開日         | 製作国              | 備考                                                                     |
| ------------------------------------------------------------------------ | --------------------------------------------------------- | -------------- | ------------------- | ------------------------------------------------------------------------ |
| 映画 きかんしゃトーマス おいでよ!未来の発明ショー!                       | イアン・チェリー ジョーイ・ソー                           | 2021/3/26      | イギリス            | 配給協力（配給：東京テアトル）                                           |
| ゾッキ                                                                   | 竹中直人 山田孝之 齊藤工                                  | 2021/4/2       | 日本                |                                                                          |
| 砕け散るところを見せてあげる                                             | SABU                                                      | 2021/4/9       | 日本                |                                                                          |
| 名も無い日                                                               | 日比遊一                                                  | 2021/6/11      | 日本                | 製作委員会参加 ジジックス・スタジオとの共同配給                          |
| 都会のトム＆ソーヤ                                                       | 河合勇人                                                  | 2021/7/20      | 日本                |                                                                          |
| 太陽の子                                                                 | 黒崎博                                                    | 2021/8/6       | 日本 アメリカ合衆国 | 2020年8月15日にNHK総合で放送されたテレビドラマ版とは異なる視点で描かれる |
| 子供はわかってあげない                                                   | 沖田修一                                                  | 2021/8/20      | 日本                | 製作委員会参加                                                           |
| MIRRORLIAR FILMS 1stシーズン                                             | -（一般公募者を含む複数監督）                             | 2021/9/17      | 日本                | 短編オムニバス映画企画 シーズン4まで3か月ごとに公開                      |
| 神在月のこども                                                           | 四戸俊成（コミュニケーション） 白井孝奈（アニメーション） | 2021/10/8      | 日本                | 製作委員会参加                                                           |
| MIRRORLIAR FILMS plus                                                    | -（一般公募者を含む複数監督）                             | 2022/10/15     | 日本                |                                                                          |
| 愛のまなざしを                                                           | 万田邦敏                                                  | 2021/11/21     | 日本                | 製作委員会参加 朝日新聞社／和エンタテインメントとの共同配給              |
| 映画 妖怪ウォッチ♪ ケータとオレっちの出会い編だニャン♪ワ、ワタクシも〜♪♪ | 須藤典彦                                                  | 2021/11/21     | 日本                | 前作『映画 妖怪学園Y 猫はHEROになれるか』までは東宝が配給を担当。        |
| MIRRORLIAR FILMS Season2                                                 | -（一般公募者を含む複数監督）                             | 2022/2/18      | 日本                |                                                                          |
| Ribbon                                                                   | のん                                                      | 2022/2/25      | 日本                |                                                                          |
| MIRRORLIAR FILMS Season3                                                 | -（一般公募者を含む複数監督）                             | 2022/5/6       | 日本                |                                                                          |
| MIRRORLIAR FILMS Season4                                                 | -（一般公募者を含む複数監督）                             | 2022/9/2       | 日本                |                                                                          |
| MIRRORLIAR FILMS Season5                                                 | -（一般公募者を含む複数監督）                             | 2024/5/31      | 日本                |                                                                          |
| MIRRORLIAR FILMS Season6                                                 | -（一般公募者を含む複数監督）                             | 2024/12/13     | 日本                |                                                                          |
| 劇場版 イナズマイレブン 新たなる英雄たちの序章                           | 日野晃博（総監督）                                        | 2024/12/27予定 | 日本                | 2本同時上映                                                              |
| 映画 イナズマイレブン総集編 伝説のキックオフ                             | 日野晃博（総監督）                                        | 2024/12/27予定 | 日本                | 2本同時上映                                                              |
| MIRRORLIAR FILMS Season7                                                 | -（一般公募者を含む複数監督）                             | 2025/5予定     | 日本                |                                                                          |
| ジュエルペット あたっくとらべる!                                         | ねぎしひろし                                              | 未定           | 日本                | 2本同時上映予定 両作とも中国が舞台                                       |
| ククリレイジュ -三星堆伝奇-                                              | さとうふみかず                                            | 未定           | 日本 中国           | 2本同時上映予定 両作とも中国が舞台                                       |